# Liste der Naturdenkmale in der Oblast Swerdlowsk
Liste der Naturdenkmale im Oblast Swerdlowsk nach der genehmigten Liste von Naturdenkmälern von regionaler Bedeutung der Region Swerdlowsk (russisch Памятники природы Свердловской области).:

## Stadtbezirk und LandkreisAlapajewskМуниципальное образование город Алапаевск
| №  | Name | Größe, Ha | Lage | Kurzbeschreibung |
| -- | --- | --------- | --- | --- |
|    | |           | | |
| 1  | Kamni Stariki (Alapajewsk) Камни Старики - Felsen des Alten | 6         | Alapajewsk, Städtischer Forstbetrieb, kw. 73. An den Ufern der Neiwa (Алапаевский лесхоз, Алапаевское лесничество, кв. 73. На берегу реки Нейвы) | Geomorphologisches Naturdenkmal. Zwei freistehende Kalkfelsen mit 18-20 m Höhe.                                                                                          |
| 2  | Kamen Osnowanski Камень Основанский | 5         | Alapajewsk, Forst Koptelovsky, kw. 29. Am rechten Ufer des Flusses Resch zwischen dem Dorf Tabori und dem Dorf Koptelovo Алапаевский лесхоз, Коптеловское лесничество, кв. 29. Правый берег реки Реж между д. Таборы и с. Коптелово                                                                       | Botanisches und geomorphologische Naturdenkmal. Baumbestandene Felsformationen.                                                                                          |
| 3  | Kamen Krutoi Камень Крутой - Steiler Fels | 5         | Alapajewsk, Forst Koptelovsky, kw. 36. Am rechten Ufer des Flusses Resch zwischen den Dörfern Tabori und Ermaki Алапаевский лесхоз, Коптеловское лесничество, кв. 36. Правый берег реки Реж между д. Таборы и Ермаки                                                                                      | Botanisches und geomorphologische Naturdenkmal. Kalksteinaufschlüsse mit 15-20 m Höhe. Säulenförmige Klippe mit einer 15 Meter hohen Höhle.                              |
| 4  | Kamen Schaitan (Alapajewsk) Камень Шайтан - Teufelsfels | 4         | Alapajewsk-Wald, Forst Alapajewsk, kw. 90. In 2 km Entfernung von Sirjanowskiy am Ufer des Flusses Neiwa. Алапаевский лесхоз, Алапаевское лесничество, кв. 90. В 2-х км от п. Зыряновский на берегу р. Нейвы                                                                                              | Geologisches und geomorphologisches Naturdenkmal. Bizarre hohe Klippen.                                                                                                  |
| 5  | Gruppa starinnych kopei: Charina, Pozeluicha, Nikolskaja, Scherdowniza Группа старинных копей: Харина, Поцелуиха, Никольская, Жердовница - Gruppe Alter Minen                                                                 | 150       | Alapajewsk-Wald, Neiwo-Schaitanskoje-Forst, kw. 94, 95, 101. 10 km nordöstlich des Dorfes Mursinka. Алапаевский лесхоз, Нейво-Шайтанское лесничество, кв. 94, 95, 101. В 10 км к северо-востоку от д. Мурзинка                                                                                            | Geologisches und geomorphologisches Naturdenkmal. Alte Halbedelstein-Minen. Geologische Aufschlüsse                                                                      |
| 6  | Gruppa starinnych kopei: Lipowka, Deljanka, Artjuchina jama, Pod elnikom, Bolschaja i Malaja Teleschniza Группа старинных копей: Липовка, Делянка, Артюхина яма, Под ельником, Большая и Малая Тележница - Gruppe alter Minen | 300       | Alapajewsk-Wald, Neiwo-Schaitanskoje-Forst, kw. 61, 62, 68. An der Wasserscheide zwischen den Bächen Krugli Log und Kalinka, 5 km vom Dorf Nischnjaja entfernt. Алапаевский лесхоз, Нейво-Шайтанское лесничество, кв. 61, 62, 68. На водоразделе между ручьями Круглый Лог и Калинка, в 5 км от д. Нижняя | Geologisches und geomorphologisches Naturdenkmal. Alte Halbedelstein-Minen. Geologische Aufschlüsse                                                                      |
| 7  | Rudnik Kokui Рудник Кокуй - Bergwerk Kokui | 3         | Stadtgebiet von Alapajewsk, zwischen den Straßen Tschaikowsky, Wolodarski und Kolmogorow. В черте г. Алапаевска, между ул. Чайковского, Володарского и Колмогорова | Geologisches und geomorphologisches Naturdenkmal. Alte geflutete Eisenerzmine aus dem 19.-20. Jh. Lokalgeschichtliches Denkmal, Naherholungsziel.                        |
| 8  | Kamni Sem bratjew Камни Семь братьев - Sieben-Brüder-Felsen | 10        | Auf dem Gelände des Resorts „Samotswet“. На территории курорта «Самоцвет» | Geologisches und geomorphologisches Naturdenkmal. Felsen aus hellgrauen Kalksteinen mit Karstformen, 25-30 Meter hoch. Touristische Sehenswürdigkeit und Erholungsgebiet |
| 9  | Kljutschewskije serowodorodnyje istotschniki Ключевские сероводородные источники - Schwefelwasserstoffquellen | 0,1       | Alapajewsk-Wald, Glubkowskoje-Forst, Ackerland Алапаевский лесхоз, Глубковское лесничество, сельхозугодья | Hydrologisches, geomorphologisches Naturdenkmal. Schwefelquellen |
| 10 | Kamen Pissany (Alapajewsk) (Issakowskaja pissaniza) Камень Писаный (Исаковская писаница) - Beschriebener Fels | 5         | Alapajewsk-Wald, Koptelowskoje-Forst, kw 36. Oberhalb von Koptelowo am Ufer des Flusses Resch. Алапаевский лесхоз, Коптеловское лесничество, кв. 36. Около с. Коптелово на берегу реки Реж | Komplexes (historisches, botanisches, geologisches) Naturdenkmal. Einzelne Felsen bis 30-35 m Höhe, mit zahlreichen Zeichnungen aus der Bronzezeit                       |
| 11 | Mugaiskije priposselkowyje kedrowniki Мугайские припоселковые кедровники - Zedernhain von Mugaskije (Dorf) | 95        | Alapajewsk-Wald, Mugaiskoje-Forst, kw 19, 50, 28 Алапаевский лесхоз, Мугайское лесничество, кв. 19, 50, 28 | Botanisches Naturdenkmal. Standorte alter (über 150 Jahre alter) Zedern (Sibirische Zirbelkiefer)                                                                        |
| 12 | Kischkinskije priposselkowyje kedrowniki Кишкинские припоселковые кедровники - Zedernhain von Kischkinskije | 428       | Alapajewsk-Wald, Kischkinskoje-Forst, kw 3, 4, 6, 7, 10, 18, 23, 24. Алапаевский лесхоз, Кишкинское лесничество, кв. 3, 4, 6, 7, 10, 18, 23, 24 | Botanisches Naturdenkmal. Standorte alter (über 150 Jahre alter) Zirbelkiefern                                                                                           |
| 13 | Machnewskije priposselkowyje kedrowniki Махневские припоселковые кедровники - Zedernhain von Machnewskije | 276       | Alapajewsk-Wald, Machnewskoje-Forst, kw 30, 31, 3, 33, 38, 39, 42, 46 Алапаевский лесхоз, Махневское лесничество, кв. 30, 31, 3, 33, 38, 39, 42, 46 | Botanisches Naturdenkmal. Standorte alter (über 150 Jahre alter) Zirbelkiefern                                                                                           |
| 14 | Boloto Kulikowskoje Болото Куликовское - Kulikowskoje-Sumpf | 195       | Alapajewsk-Wald, Kirowskoje-Forst, kw. 17. 8,5 km südöstlich des Dorfes Gorodischtsche. 18 km nordöstlich von Alapajewsk Алапаевский лесхоз, Кировское лесничество, кв. 17. В 8,5 км на юго-восток от д. Городище. 18 км на северо-восток от г. Алапаевска                                                | Botanisches und hydrologisches Naturdenkmal. Seggen-Übergangssumpf. Quellgebiet lokaler Bäche und Flüsse. Wuchssort von Preiselbeeren und Heilpflanzen                   |
| 15 | Boloto Schmakowskoje Болото Шмаковское - Schmakowskoje-Sumpf | 475       | Alapajewsk-Wald, Machnewskoje-Forst, kw. 28, 29. Am linken Ufer des Flusses Tagil, 3 km westlich des Dorfes Machnewo Алапаевский лесхоз, Махневское лесничество, кв. 28, 29. На левобережном склоне реки Тагил, в 3-х км на запад от д. Махнево                                                           | Landschaftsnaturdenkmal. Seggen-Kiefern-Sphagnum Moor mit Quellen. Wuchsort von Preiselbeeren und Heilpflanzen                                                           |
|    | |           | | |

## LandkreisArtemowskАртемовского района
| № | Name                                                                                   | Größe, Ha | Lage | Kurzbeschreibung |
| - | -------------------------------------------------------------------------------------- | --------- | --- | --- |
|   |                                                                                        |           | | |
| 1 | Kamen Pissany (Artemowsk) Камень Писаный - Beschriebener Fels                          | 10        | Artemowsk-Wald, Krasnogwardeiskoje-Forst, kw. 31, in der Nähe von Pisanets, ca. 21 km von der Stadt Artemowsk entfernt Артемовский лесхоз, Красногвардейское лесничество, кв. 31, около с. Писанец, в 21 км от г. Артемовского | Geomorphologisches, botanisches und archäologisches Naturdenkmal. Kalksteinfelsen am Ufer des Flusses Irbitka. Alte Felszeichnungen. Felsflora-Komplex                                |
| 2 | Manturow Kamen Мантуров Камень - Manturow-Fels                                         | 12,7      | Artemowsk-Wald, Sowchos Mironowskiy, Jegorschinskoje-Forst, kw. 8, Manturowo, linkes Ufer des Flusses Resch Артемовский лесхоз, совхоз Мироновский, Егоршинское лесничество, кв. 8, с. Мантурово, левый берег р. Реж           | Geomorphologisches, botanisches und archäologisches Naturdenkmal. Felsige Bergsteppenflora auf Kalksteinfelsen mit krautigen Endemiten und Reliktvorkommen                            |
| 3 | Osero Beloje und Umgebung (Pufferzone) Озеро Белое с охранной зоной - Weißer See       | 510       | 22 km von der Station Jegorschino entfernt В 22 км от станции Егоршино | Landschaftsnaturdenkmal |
| 4 | Kalininski kljutsch und Umgebung Калининский ключ с охранной зоной - Kalinin-Schlüssel | 1         | Im Ortsgebiet von Krasnogwardeiski В черте пос. Красногвардейский | Hydrologisches Naturdenkmal. Quellort. Ruheplatz |
| 5 | Schaitanskaja kanawa Шайтанская канава - Teufelsgraben                                 | 7,2       | Egorschinski-Wald, Krasnogwardeiskoje-Forst, kw. 172, 171, 154, 155, 156, 139, 140, 124, 106 Егоршинский лесхоз, Красногвардейское лесничество, кв. 172, 171, 154, 155, 156, 139, 140, 124, 106                                | Hydrologisches, historisches Naturdenkmal. Der Kanal, der den Irbitskoje-See mit dem Schaitanski-Teich verbindet, wurde im 18. Jh. von Leibeigenen auf Anweisung von Demidow gegraben |
|   |                                                                                        |           | | |

## KreisArtinskogo RajonaАртинского района
| № | Name | Größe, Ha | Lage | Kurzbeschreibung |
| - | --- | --------- | --- | --- |
|   | |           | | |
| 1 | Kamenny loschok Каменный ложок - Löffelfelsen | 2         | Artinski-Wald, Artinski-Forst, kw. 132. Rechtes Ufer der Ufa, 2 km unterhalb des Dorfes Komarowo Артинский лесхоз, Артинское лесничество, кв. 132. Правый берег реки Уфа, в 2 км ниже д. Комарово | Geomorphologisches Naturdenkmal. Ursprüngliche Ablagerung von Gesteinen: Sandsteine und Konglomerate                           |
| 2 | Beresowskaja dubrawa Березовская дубрава - Eichenhain von Beresow | 132,4     | Artinski-Wald, Potaschkinskoje-Forst, kw. 3, 4, 5, 6, 7, 10. In der Nähe des Dorfes Beresowka Артинский лесхоз, Поташкинское лесничество, кв. 3, 4, 5, 6, 7, 10. Вблизи д. Березовка              | Botanisches Naturdenkmal. Das äußerste östliche Vorkommen der Stieleiche in Russland                                           |
| 3 | Potaschkinskaja dubrawa Поташкинская дубрава - Eichenhain von Potaschkinsk |           | Artinski-Wald, Potaschkinskoje-Forst, kw. 14. In der Nähe des Dorfes Potaschka Артинский лесхоз, Поташкинское лесничество, кв.14. Вблизи д. Поташка                                               | Botanisches Naturdenkmal. Das äußerste östliche Vorkommen der Stieleiche in Russland                                           |
| 4 | Utschastok elowo-pichtowych drewostojew w okrestnostjach s. Asigulowo w poime reki Ufa Участок елово-пихтовых древостоев в окрестностях с. Азигулово в пойме реки Уфа - Fichten- und Tannen-Standort in der Nähe des Dorfes Asigulowo in der Aue des Flusses Ufa | 1,4       | Artinski-Wald, Artinski-Forst, kw. 1. In der Nähe des Dorfes Asigulowo in der Aue des Flusses Ufa Артинский лесхоз, Артинское лесничество, кв. 1. В окрестностях с. Азигулово в пойме р. Уфа      | Botanisches Naturdenkmal. Hochproduktive Pflanzung von dunklen Nadelbaumarten. Ungewöhnliche Tannenform mit grauen Nadeln      |
| 5 | Gornyje kowylnyje stepi Горные ковыльные степи - Bergfedergrassteppen | 37        | In der Nähe der Dörfer Werchniy und Nischniy Bardim Вблизи д. Верхний и Нижний Бардым | Botanisches Naturdenkmal. Überreste der Steppenvegetation. Bergfedergrassteppen auf einem Hügel                                |
| 6 | Utschastok gornych kowylnych stepei Участок горных ковыльных степей - Areal von Bergfedergrassteppen | 10        | In der Nähe des Dorfes Nowni Slatoust В окрестностях с. Новый Златоуст | Botanisches Naturdenkmal. Gut erhaltener Abschnitt der Bergsteppen                                                             |
| 7 | Utschastok kulturnoi possadki schenschenja Участок культурной посадки женьшеня - Ginseng-Pflanzung | 0,1       | Komarowo, Artinskogo rajona Деревня Комарово Артинского района | Botanisches Naturdenkmal. Gepflanzt von S.M. Siropjatow, einem Bewohner des Dorfes Komarowo                                    |
| 8 | Gora Kaschkabasch (Romanow uwal) Гора Кашкабаш (Романов увал) | 630       | Artinski-Wald, Artinski-Forst, kw. 102-103, 2 km vom Dorf Kurki entfernt Артинский лесхоз, Артинское лесничество, кв. 102-103, в 2 км от с. Курки                                                 | Geologisches Naturdenkmal. Beleg-Ort der Artinski-Stufe des unteren Abschnitts der Perm-Schichten, entdeckt von A.P. Karpinski |
|   | |           | | |

## Stadtbezirk AramilМуниципальное образование Город Арамиль
| № | Name                      | Größe, Ha | Lage                                              | Kurzbeschreibung                                  |
| - | ------------------------- | --------- | ------------------------------------------------- | ------------------------------------------------- |
|   |                           |           |                                                   |                                                   |
| 1 | Issetski bor Исетский бор | 198       | In der Nähe des Dorfes Powarnja У деревни Поварня | Botanisches Naturdenkmal. Malerischer Kiefernhain |
|   |                           |           |                                                   |                                                   |

## Stadtbezirk AsbestМуниципальное образование Город Асбест
| № | Name | Größe, Ha | Lage | Kurzbeschreibung |
| - | --- | --------- | --- | --- |
|   | |           | | |
| 1 | Sorotschji skaly Сорочьи скалы - Sorotschi-Felsen                                                                                         | 1,5       | Asbestowski-Wald, Asbestowski-Forst, kw. 30 Асбестовский лесхоз, Асбестовское лесничество, кв. 30 | Geomorphologisches Naturdenkmal. Granitfelsen mit einer charakteristischen Schichtung am linken Ufer des Flusses Bolshoi Reft |
| 2 | Malyschewski estestwenny kedrownik Малышевский естественный кедровник                                                                     | 2,6       | Asbestowski-Wald, Malyschewskoje-Forst, kw. 29 Асбестовский лесхоз, Малышевское лесничество, кв. 29 | Botanisches Naturdenkmal. Zirbelkiefer mit einem Alter von 160-170 Jahren außerhalb des Verbreitungsgebiets                   |
| 3 | Kiefern-Kulturen (Asbest) Культуры сосны                                                                                                  | 9,4       | Asbestowski-Wald, Malyschewskoje-Forst, kw. 113 Асбестовский лесхоз, Малышевское лесничество, кв. 113 | Botanisches Naturdenkmal. Wertvoller Bestand aus menschlicher Waldkultur                                                      |
| 4 | Lipowaja roschtscha Липовая роща - Lindenhain                                                                                             | 6,5       | Asbestowski-Wald, Malyschewskoje-Forst, kw. 3 Асбестовский лесхоз, Малышевское лесничество, кв. 3 | Botanisches Naturdenkmal. Malerischer Hain. 80-jährige Linden                                                                 |
| 5 | Osero Tschernoje (Asbest) s okruschajuschtschimi lessami Озеро Черное с окружающими лесами - Osero Tschernoje mit den umliegenden Wäldern | 50        | Asbestowski-Wald, Malyschewskoje-Forst, kw. 119, 132 Асбестовский лесхоз, Малышевское лесничество, кв. 119, 132 | Hydrologisches Naturdenkmal. Ein Teich mit klarem Wasser                                                                      |
| 6 | Boloto Tschernoje Болото Черное - Tschernoje-Sumpf                                                                                        | 389       | Asbestowski-Wald, Malyschewskoje-Forst, Rund um den Tshernoje-See, 1 km nordwestlich der Mine Isumrud (Smaragd) Асбестовский лесхоз, Малышевское лесничество. Вокруг озера Черное, в 1 км на северо-запад от р.п. Изумруд | Botanisches und hydrologisches Naturdenkmal. Hochmoor mit Preiselbeer-Beständen                                               |
|   | |           | | |

## Landkreis Baikalowskogo rajonaБайкаловского района
| № | Name                                                  | Größe, Ha  | Lage | Kurzbeschreibung                                                                                          |
| - | ----------------------------------------------------- | ---------- | --- | --- |
|   |                                                       |            | | |
| 1 | Wjasowyje leski Вязовые лески - Ulmenlinie            | Einzelbaum | Baikalowski-Wald, Jelanskoje-Forst, kw. 21, In der Nähe des Dorfes Jelan in der Aue des Flusses Nitsa Байкаловский лесхоз, Еланское лесничество, кв. 21. В окрестностях с. Елань в пойме реки Ница                                | Botanisches Naturdenkmal. Baum der Bergulme an der östlichen Grenze ihres Verbreitungsgebiets in Russland |
| 2 | Boloto U rjamkow Болото У рямков - Sumpf am Flussufer | 44         | Auf der linken Uferterrasse des Flusses Nitsa in der Nähe des Dorfes Borowikowa, 28 km nordöstlich von Baikalowo На левобережной надпойменной террасе реки Ницца у деревни Боровикова, в 28 км на северо-восток от р.п. Байкалово | Kiefern-Sphagnum-Moor mit Preiselbeer-Beständen                                                           |
|   |                                                       |            | | |

## Landkreis Belojarskogo rajonaБелоярского района
| № | Name | Größe, Ha | Lage | Kurzbeschreibung                                                                                 |
| - | --- | --------- | --- | ------------------------------------------------------------------------------------------------ |
|   | |           | |                                                                                                  |
| 1 | Gora Krutaja i pokrywajuschtschije eje lessa u s. Tschernoussowo Гора Крутая и покрывающие ее леса у с. Черноусово - Berg Krutaja und die Wälder um Tschernussowo | 50        | Swerdlowsk-Wald, Tschernoussowskoje-Forst, kw. 12, 13, bei Tschernoussowo Свердловский лесхоз, Черноусовское лесничество, кв. 12, 13, у села Черноусово | Geologisches, geomorphologisches und botanisches Naturdenkmal                                    |
| 2 | Basaltowyje skaly na reke Isset u sela Koljutkino Базальтовые скалы на реке Исеть у села Колюткино - Basaltfelsen am Fluss Iset in der Nähe des Dorfes Koljutkino | 5         | Swerdlowsk-Wald, Tschernoussowskoje-Forst, kw. 10, bei Tschernoussowo Свердловский лесхоз, Черноусовское лесничество, кв. 10, у с. Черноусово | Geologisches Naturdenkmal. Abschnitt des Isset-Flusstals mit originellen Felsen. Erholungsgebiet |
| 3 | Belojarski sosnowy bor Белоярский сосновый бор - Belojarsk-Kiefernwald                                                                                            | 598,94    | Swerdlowsk-Wald, Belojarskoje-Forst, kw. 54, 50, 55, 58, 59, 60, 61. Свердловский лесхоз, Белоярское лесничество, кв. 54, 50, 55, 58, 59, 60, 61. Siedlungslinie von Belojarsk | Botanisches Naturdenkmal. Hochproduktive Kiefernplantage. Erholungsgebiet                        |
| 4 | Urotschischtsche Rybki Урочище Рыбки | 35        | In der Nähe des Dorfes Kosulino У села Косулино | Botanisches Naturdenkmal. Malerischer Kiefernhain                                                |
| 5 | Boloto Moroschka Болото Морошка - Moroschka (Moltebeere)-Sumpf | 41        | Swerdlowsk-Wald, Reschikowskoje-Forst, kw. 85. Am linken Ufer des Flusses Pyschma. 2 km nordöstlich von Saretschny Свердловский лесхоз, Режиковское лесничество, кв. 85. На левобережном склоне реки Пышмы. В 2 км на северо-восток от п. Заречный                                                  | Botanisches Naturdenkmal. Sphagnum-Moor, Heilpflanzen-Standort                                   |
| 6 | Boloto Kamenskoje-III Болото Каменское-III - Kamenskoje-III-Sumpf                                                                                                 | 364       | Swerdlowsk-Wald, Reschikowskoje-Forst, kw. 7, 8, 29, 30, 31. Am Ostufer des Belojarsk-Stausees. 11 km nordwestlich des Dorfes Belojarsk Свердловский лесхоз, Режиковское лесничество, кв. 7, 8, 29, 30, 31 на восточном склоне к Белоярскому водохранилищу. В 11 км северо-западнее пос. Белоярский | Botanisches Naturdenkmal. Waldsumpf mit Erle, Heilpflanzen-Standort                              |
|   | |           | |                                                                                                  |

## Stadtbezirk BeresowskiМуниципальное образование Город Березовский
| № | Name | Größe, Ha | Lage | Kurzbeschreibung |
| - | --- | --------- | --- | --- |
|   | |           | | |
| 1 | Krokoitowy schurf Крокоитовый шурф - Krokoit-Grube                                                                    | 0,5       | Kw. 8, Stadtwälder von Beresowski Кв. 8 городских лесов Березовского городского округа | Mineralogisches Naturdenkmal. Beleg-Fundstelle von Krokoit (Rotes Bleierz von Beresowsk)                                                                |
| 2 | Schilowski prud Шиловский пруд - Schilowski-Teich                                                                     | 150       | Beresowski-Wald, Beresowski-Forst, kw. 50, 65, 54; Staropyschminskoje-Forst, kw. 93, Березовский лесхоз. Березовское лесничество, кв. 50, 65, 54. Старопышминское лесничество, кв. 93. Umgebung von Beresowsk                                                                           | Hydrologisches Naturdenkmal |
| 3 | Serowodorodny fontanirujuschtschi istotschnik Сероводородный фонтанирующий источник - Schwefelwasserstoff-Brunnen     | 0,2       | In der Nähe des Dorfes Sarapulka Около поселка Сарапулка | Hydrologisches Naturdenkmal. Heilquelle am Fluss Marman                                                                                                 |
| 4 | Skaly Staropyschminskije i gornyje stepi Скалы Старопышминские и горные степи - Felsen Staropyshminski und Bergsteppe | 15        | Grenze des Dorfes Staropyshminsk am rechten Ufer des Flusses Pyschma, entlang der Grenze von Beresowski-Forsts und Staropyshminski-Forst, kw. 93, 94 Черта поселка Старопышминск на правом берегу реки Пышмы, по границе Березовского лесхоза, Старопышминского лесничества, кв. 93, 94 | Botanisches und geomorphologisches Naturdenkmal. Komplex aus seltener Steppenflora und Steppenwäldern auf Serpentin-Felsen des Pyshminski-Gabro-Massivs |
| 5 | Tri kedra Три кедра - Drei Zedern (Zirbelkiefern)                                                                     | 0,5       | Umgebung von Beresowsk Черта г. Березовского | Botanisches Naturdenkmal. Sibirische Zirbelkiefern außerhalb des Verbreitungsgebietes                                                                   |
| 6 | Beresowski bor Березовский бор - Beresowsk-Wald                                                                       | 50        | Am östlichen Stadtrand von Beresowsk На восточной окраине г. Березовского | Botanisches Naturdenkmal. Hochproduktive Kiefernplantage. Erholungsgebiet                                                                               |
|   | |           | | |

## Kreis Bogdanowitschskogo rajonaБогдановичского района
| № | Name                                                                | Größe, Ha | Lage | Kurzbeschreibung |
| - | ------------------------------------------------------------------- | --------- | --- | --- |
|   |                                                                     |           | | |
| 1 | Boloto u osera Kukujan Болото у озера Кукуян - Sumpf am See Kukujan | 25        | Bogdanowitschsk-Wald. Westlich des Dorfes Baraba Богдановичский лесхоз. На запад от села Бараба                                                                                                 | Botanisches und hydrologisches Naturdenkmal. Tief liegender Seggensumpf am Rand des Sees Kukujan (Кукуян). Gebiet zur Wasseregulation |
| 2 | Boloto Istok Болото Исток - Istok-Sumpf                             | 29        | Bogdanowitschsk-Wald, Kunarskoje-Forst, kw. 2. 4 km südöstlich des Dorfes Melechina Богдановичский лесхоз, Кунарское лесничество, кв. 2. В 4 км юго-восточнее д. Мелехина                       | Botanisches und hydrologisches Naturdenkmal. Tieflandsumpf. Wasserschutzzone des Kurtuguz-Sees (озерo Куртугуз)                       |
| 3 | Boloto Olchowskoje Болото Ольховское - Olchowskoje-Sumpf            | 991       | Sucholoschky-Wald, Grjasnowskoje-Forst, kw. 8-11, 22-24. 6 km nordöstlich des Flusses Tschudowa Сухоложский лесхоз, Грязновское лесничество, кв. 8-11, 22-24. В 6 км северо-восточнее р. Чудова | Landschaftsnaturdenkmal. Tief liegender Sumpf, Heilpflanzenstandort, Quelle des Flusses Olchowka, Nebenfluss des Pyschma              |
| 4 | Boloto Woltschje Болото Волчье - Woltschje-Sumpf (Wolfssumpf)       | 28        | Sucholoschky-Wald, Grjasnowskoje-Forst, kw. 7. 8 km nordöstlich des Dorfes Tschudowa Сухоложский лесхоз, Грязновское лесничество, кв. 7. В 8 км северо-восточнее д. Чудова                      | Botanisches Naturdenkmal. Oligotrophe Kiefer-Sphagnum-Moore mit Preiselbeerflächen                                                    |
| 5 | Boloto Maloje Болото Малое - Kleiner Sumpf                          | 156       | Bogdanowitschsk-Wald, Ilinsky-Forst, kw. 13. 4 km nordöstlich des Dorfes Garaschkinsk Богдановичский лесхоз, Ильинское лесничество, кв. 13. В 4 км северо-восточнее с. Гарашкинское             | Botanisches Naturdenkmal. Seltenes oligomeso-eutrophes Moor, Wasserscheide, Preiselbeeren-Standort                                    |
|   |                                                                     |           | | |

## StadtbezirkWerchnjaja PyschmaМуниципальное образование Город Верхняя Пышма
| № | Name | Größe, Ha | Lage | Kurzbeschreibung                                                                                                |
| - | --- | --------- | --- | --- |
|   | |           | | |
| 1 | Skaly Petra Gronskogo Скалы Петра Гронского - Felsen von Peter Gronsky                                                                                                  | 104       | Bildungs- und wissenschaftlich-industrielles komplexes staatliches Forstunternehmen der Staatlichen Forstakademie des Ural. Verch-Isetskoje-Forst, kw. 24 Учебное и научно-производственное комплексное государственное лесохозяйственное предприятие Уральской государственной лесотехнической академии. Верх-Исетское лесничество, кв. 24                                                                                                  | Geomorphologisches, botanisches Naturdenkmal. Intensive Formen der Verwitterung. Felsflora-Komplex              |
| 2 | Osero Baltym s okruschajuschtschimi lessami Озеро Балтым с окружающими лесами - Baltym-See und umliegende Wälder                                                        | 942,2     | Uralmaschewsky-Wald, Baltym-Forst, kw. 57-59, 61, 62. Werchnepyschminsk-Forst, kw. 39, 41, 45 Уралмашевский лесхоз, Балтымское лесничество, кв. 57-59, 61, 62. Верхнепышминское лесничество, кв. 39, 41, 45 | Hydrologisches Naturdenkmal. Malerischer Teich mit klarem Wasser                                                |
| 3 | Utschastki chwoinych lessow s primesju kedra sibirskogo Участки хвойных лесов с примесью кедра сибирского - Nadelwaldgebiete mit Beständen der sibirischen Zirbelkiefer | 9,2       | Uralmaschewsky-Wald, Sredneuralsk-Forst, kw. 2, 6, 9; Werchnepyschminsk-Forst, kw. 13. Umgebung des Issetskoje-Sees Уралмашевский лесхоз, Среднеуральское лесничество, кв. 2, 6, 9. Верхнепышминское лесничество, кв. 13. Окрестности озера Исетского | Botanisches Naturdenkmal. Sibirische Zirbelkiefern an der südlichen Grenze des Verbreitungsgebiets im Transural |
| 4 | Boloto Schitowskoi Istok Болото Шитовской Исток - Schitowskoi Istok-Sumpf                                                                                               | 883       | Bildungs- und wissenschaftlich-industrielles komplexes staatliches Forstunternehmen der Staatlichen Forstakademie des Ural. Studenskoje-Forst (Studenten-Forst), kw. 4, 9, 13, 14, 17. Westlich des Dorfes Mursink Учебное и научно-производственное комплексное государственное лесохозяйственное предприятие Уральской государственной лесотехнической академии. Студенческое лесничество, кв. 4, 9, 13, 14, 17. Западнее деревни Мурзинка | Landschaftsnaturdenkmal. Drei Entwicklungsstufen                                                                |
|   | |           | | |

## Landkreis Werchnessaldinskogo RajonaВерхнесалдинского района
| №  | Name                                                                   | Größe, Ha | Lage | Kurzbeschreibung                                                                        |
| -- | ---------------------------------------------------------------------- | --------- | --- | --------------------------------------------------------------------------------------- |
|    |                                                                        |           | |                                                                                         |
| 1  | Skala Balaban Скала Балабан - Balaban-Felsen                           | 10        | Am rechten Ufer des Flusses Tagil На правом берегу реки Тагил | Geomorphologisches, botanisches und archäologisches Naturdenkmal. Felsflora-Komplex     |
| 2  | Skala Sokoliny kamen Скала Соколиный камень - Falken-Felsenberg        | 10        | Saldinsky-Wald, Basjanowsk-Forst, kw. 198. Am linken Ufer des Flusses Tagil Салдинский лесхоз, Басьяновское лесничество, кв. 189. На левом берегу реки Тагил | Geomorphologisches, botanisches und archäologisches Naturdenkmal. Felsflora-Komplex     |
| 3  | Kamen Karaulny Камень Караульный - Wachstein                           | 10        | Am linken Ufer des Flusses Tagil На левом берегу реки Тагил | Geomorphologisches und botanisches Naturdenkmal. Felsflora-Komplex                      |
| 4  | Gora Kislaja Гора Кислая - Saurer Berg                                 | 10        | Am linken Ufer des Flusses Tagil На левом берегу реки Тагил | Geomorphologisches und botanisches Naturdenkmal. Felsflora-Komplex                      |
| 5  | Gora Swonkowaja Гора Звонковая                                         | 10        | Am linken Ufer des Flusses Tagil На левом берегу реки Тагил | Geomorphologisches, botanisches und archäologisches Naturdenkmal. Felsflora-Komplex     |
| 6  | Skala Utes Скала Утес - Felsenklippe                                   | 10        | Saldinsk-Wald, kw. 194. Am linken Ufer des Flusses Tagil Салдинский лесхоз, кв. 194. На левом берегу реки Тагил | Geomorphologisches und botanisches Naturdenkmal.                                        |
| 7  | Peschtschera Kwarschinskaja Пещера Кваршинская - Kwarschinskaja-Höhle  | 2,5       | Grenzgebiet von Werchnaja Salda, rechtes ufer des Tagil, am Zusammenfluss mit der Salda. Черта г. Верхняя Салда, правый берег р. Тагил, при впадении реки Салда | Geologisch-Geomorphologisches Naturdenkmal, Karsthöhle, Touristenattraktion.            |
| 8  | Werchnessaldinski prud Верхнесалдинский пруд - Werchnessaldinski-Teich | 246       | Umgebung von Werchnjaja Salda Черта г. Верхняя Салда | Hydrologisches Naturdenkmal. Malerischer Stausee, Erholungsgebiet                       |
| 9  | Nischnessaldinski prud Нижнесалдинский пруд - Nischnessaldinski-Teich  | 520       | Umgebung von Nischnjaja Salda Черта г. Нижняя Салда | Hydrologisches Naturdenkmal. Malerischer Stausee, Erholungsgebiet                       |
| 10 | Issinski prud Исинский пруд - Issinski-Teich                           | 330       | Umgebung von Werchnjaja Salda Черта г. Верхняя Салда | Hydrologisches Naturdenkmal. Malerischer Stausee, Erholungsgebiet                       |
| 11 | Nischnessaldinskaja kedrowaja roschtscha Нижнесалдинская кедровая роща | 27        | Umgebung von Nischnjaja Salda Черта г. Нижняя Салда | Botanisches Naturdenkmal. Alte Zirbelkiefern-Kultur (100-150 Jahre)                     |
| 12 | Lomowskoi sad Ломовской сад - Lomowskoi-Garten                         | 128,1     | Nischnessaldinsk-Wald, Werchnessaldinsk-Forst, kw. 39 Нижнесалдинский лесхоз, Верхнесалдинское лесничество, кв. 39 | Botanisches Naturdenkmal. Denkmal für menschliche Waldbewirtschaftung von 1910          |
| 13 | Boloto Wswosninskoje Болото Взвознинское - Wswosninskoje-Sumpf         | 247       | Nischnessaldinsk-Wald, Werchnessaldinsk-Forst, kw. 9, 12-13. In der Gegend zwischen den Flüssen Lenewka und Tagil. 6 km südwestlich des Dorfes Mochowoi Нижнесалдинский лесхоз, Верхнесалдинское лесничество, кв. 9, 12-13. В междуречье Леневки и Тагила. В 6 км на юго-запад от п. Моховое | Botanisches Naturdenkmal. Oligotrophe Kiefer-Sphagnum-Moore mit Preiselbeeren-Beständen |
|    |                                                                        |           | |                                                                                         |

## Landkreis Werchoturskogo UjesdaВерхотурского уезда
| № | Name | Größe, Ha | Lage | Kurzbeschreibung |
| - | --- | --------- | --- | --- |
|   | |           | | |
| 1 | Kamen Dyrowaty Камень Дыроватый - Lochstein                                                                          | 5         | Werchoturski-Wald, Wologinskoje-Forst, kw. 30, am linken Ufer des Flusses Tura, 3 km vom Dorf Karelina entfernt Верхотурский лесхоз, Вологинское лесничество, кв. 30. Левый берег реки Туры в 3 км от деревни Карелина                               | Geomorphologisches, botanisches Naturdenkmal. Kalksteinfelsen am Flussufer. Seltene Pflanzen                                   |
| 2 | Skaly Klikun-kamen na beregu reki Tury Скалы Кликун-камень на берегу реки Туры - Klikun-Steinfelsen am Ufer des Tura | 5         | Werchoturski-Wald, Werchoturski-Forst, kw. 68, Am Flussufer des Tura in der Nähe der Stadt Werchoturje in der Nähe des Flusses Neremka Верхотурский лесхоз, Верхотурское лесничество, кв. 68. На реке Тура около города Верхотурье вблизи р. Неремка | Geomorphologisches Naturdenkmal. Uferfelsen der am Tura                                                                        |
| 3 | Wjasowyje uremnyje lessa Вязовые уремные леса - Ulmenwälder                                                          | 4,2       | Werchoturski-Wald, Krasnogorskoje-Forst, kw. 28. In der Fluss-Aue des Tura zwischen den Dörfern Krasnogorskoje und Otradnovo Верхотурский лесхоз, Красногорское лесничество, кв. 28. В пойме р. Тура от с. Красногорское до с. Отрадново             | Botanisches Naturdenkmal. Äußerste nordöstliche Grenze des Verbreitungsgebiets der Glatten Ulme in der Region und in Russland. |
| 4 | Ust-Saldinski kedrownik Усть-Салдинский кедровник - Ust-Saldinski-Zedernwald                                         | 31,7      | Werchoturski-Wald, Krasnogorskoje-Forst, kw. 21. Zwischen Ust-Saldinsk und Okulovo Верхотурский лесхоз, Красногорское лесничество, кв. 21. Между с. Усть-Салда и д. Окулово                                                                          | Botanisches Naturdenkmal. Zirbelkiefernhain in der Nähe des Dorfes                                                             |
| 5 | Kordjukowski kedrownik Кордюковский кедровник                                                                        | 15        | Werchoturski-Wald, Kordjukowskoje-Forst, kw. 16. Bei Kordjukowo Верхотурский лесхоз, Кордюковское лесничество, кв. 16. У села Кордюково | Botanisches Naturdenkmal. Zirbelkiefernhain in der Nähe des Dorfes                                                             |
| 6 | Otradnenskije kedrowniki Отрадненские кедровники                                                                     | 14,4      | Werchoturski-Wald, Kordjukowskoje-Forst, kw. 23, 5, 20. Bei Otradny Верхотурский лесхоз, Кордюковское лесничество, кв. 23, 5, 20 у села Отрадное | Botanisches Naturdenkmal. Zirbelkiefernhain in der Nähe des Dorfes                                                             |
| 7 | Kordjukowski serowodorodny istotschnik Кордюковский сероводородный источник - Kordjukowsk-Schwefelwasserstoff-Quelle | 1         | In der Au des Flusses Rogosinka in der Nähe des Dorfes Kordjukowsk В пойме р. Рогозинка у села Кордюково | Hydrologisches Naturdenkmal. Schwefelwasserstoffquelle mit Hygiene- und Erholungswert                                          |
|   | |           | | |

## Landkreis Garinskogo RajonaГаринского района
| № | Name                                                        | Größe, Ha | Lage | Kurzbeschreibung                                                                 |
| - | ----------------------------------------------------------- | --------- | --- | -------------------------------------------------------------------------------- |
|   |                                                             |           | |                                                                                  |
| 1 | Wassilissina roschtscha Василисина роща - Wassilissina-Hain | 0,5       | Sowchos Garinsk. In der Nähe des Dorfes Kusnetschowa am rechten Ufer Tawda Совхоз Гаринский. У деревни Кузнецова на правом берегу реки Тавды | Botanisches Naturdenkmal. ca. 200-jähr. Zirbelkiefernhain in der Nähe des Dorfes |
| 2 | Iwanuschkin sad Иванушкин сад - Iwanuschkin-Garten          | 0,5       | Sowchos Krutoretschinski. In der Nähe des Dorfes Kargaewa am linken Ufer des Tawda Совхоз Круторечинский. У деревни Каргаева на левом берегу реки Тавды | Botanisches Naturdenkmal. Zirbelkiefernwald des alten Dorfes                     |
| 3 | Lopatkowski kedrownik Лопатковский кедровник                | 1         | Sowchos Garinsk, am rechten Ufer des Tawda Совхоз Гаринский, на правом берегу реки Тавды | Botanisches Naturdenkmal. Zirbelkiefernwald des alten Dorfes                     |
| 4 | Wekowyje listwennizy Вековые лиственницы - Uralte Lärche    | 2         | Garinsk-Wald, Kamskoje-Forst, kw. 129. Am nördlichen linken Ufer des Sees Osero Wagilski Tuman (Ust-Nagali), 6 km südöstlich des Dorfes Tuman Гаринский лесхоз, Камское лесничество, кв. 129. На левом берегу северной части оз. Вагильский туман (Усть-Нагалы), в 6 км к юго-востоку от д. Туман | Botanisches Naturdenkmal. Jahrhundertealte Lärchen in einem sumpfigen Gebiet     |
|   |                                                             |           | |                                                                                  |

## StadtbezirkJekaterinburgМуниципальное образование Город Екатеринбург
| №  | Name | Größe, Ha | Lage | Kurzbeschreibung |
| -- | --- | --------- | --- | --- |
|    | |           | | |
| 1  | Jelisawetinskije gornyje stepi Елизаветинские горные степи - Elisabetinsche Bergsteppen                                    | 15        | Gorleschos, Uktusskoje-Forst. kw. 108, 109, 110, 119 Горлесхоз, Уктусское лесничество, кв. 108, 109, 110, 119 | Botanisches Naturdenkmal. Ursprüngliche Steppen mit einem Komplex von Steppen-Flora (Johanna-Federgras, Mordovie, Mädesüß - ковыль Иоанна, мордовский обыкновенный, таволга городчатая) |
| 2  | Skaly Schartaschskije kamennyje palatki Скалы Шарташские каменные палатки - Schartaschsk-Felsen, Steinzelte                | 2         | Gorleschos, Schartaschskoje lesnitschestwo, kw. 59 Горлесхоз, Шарташское лесничество, кв. 59 | Geologisches, archäologisches und historisch-revolutionäres Naturdenkmal (Opferstätte der Eisenzeit und Ort der revolutionären Versammlungen) - место революционных сходок              |
| 3  | Wekowaja listwenniza Вековая лиственница - Uralte Lärche                                                                   | 0,01      | Jekaterinburg, Kreuzung der Straße des 8. März und der Dekabristen Г. Екатеринбург, перекресток ул. 8 Марта и Декабристов | Botanisches Naturdenkmal. Der Baum (Sibirische Lärche) ist 200-210 Jahre alt; einer der ältesten Bäume in Jekaterinburg                                                                 |
| 4  | Skaly Smeinaja gorka (Schabrowskije palatki) Скалы Змеиная горка (Шабровские палатки) - Schlangenhügel-Felsen (Steinzelte) | 50        | Zwischen den Dörfern Schabrowski und Bolschoje Sedelnikowo Между пос. Шабровский и д. Большое Седельниково | Geologisches Naturdenkmal. Typische Granitaufschlüsse - „Steinzelte“ «каменные палатки»                                                                                                 |
| 5  | Skaly Tschjortowo Gorodischtsche Скалы Чёртово Городище - Stadt der Verdammten-Felsen                                      | 116       | Komplexes staatliches Forstunternehmen für Bildung und wissenschaftliche Produktion der staatlichen Forstakademie Ural, Werch-Issetskoje-Forst, kw. 13 Учебное и научно-производственное комплексное государственное лесохозяйственное предприятие Уральской государственной лесотехнической академии, Верх-Исетское лесничество, кв. 13                                                                               | Geomorphologisches, botanisches und archäologisches Naturdenkmal. Granitfelsen bis zu 34 Metern Höhe. Opferstätte der Eisenzeit. Komplex seltener Pflanzen                              |
| 6  | Osero Pestschanoje Озеро Песчаное                                                                                          | 93        | Komplexes staatliches Forstunternehmen für Bildung und wissenschaftliche Produktion der staatlichen Forstakademie Ural, Parkowoje-Forst, kw. 5, 6, 17, 18. 4 km nördlich des Dorfes Sewerka Учебное и научно-производственное комплексное государственное лесохозяйственное предприятие Уральской государственной лесотехнической академии, Парковое лесничество, кв. 5, 6, 17, 18. В 4 км к северу от поселка Северка | Hydrologisches Naturdenkmal. Ein malerisches, fließendes Gewässer mit klarem Wasser, umgeben von Wäldern zwischen Bergkämmen                                                            |
| 7  | Skaly Sewerskije Скалы Северские                                                                                           | 41        | Komplexes staatliches Forstunternehmen für Bildung und wissenschaftliche Produktion der staatlichen Forstakademie Ural, Parkowoje-Forst, kw. 49 Учебное и научно-производственное комплексное государственное лесохозяйственное предприятие Уральской государственной лесотехнической академии, Парковое лесничество, кв. 49                                                                                           | Geomorphologisches und botanisches Naturdenkmal. Hohe Granitfelsen, teils mit Wald bedeckt. Felsflora-Komplex                                                                           |
| 8  | Sewerski kedrownik Северский кедровник                                                                                     | 2         | Komplexes staatliches Forstunternehmen für Bildung und wissenschaftliche Produktion der staatlichen Forstakademie Ural, Werch-Issetskoje-Forst, kw. 21, 22. In der Nähe des Dorfes Sewerka Учебное и научно-производственное комплексное государственное лесохозяйственное предприятие Уральской государственной лесотехнической академии, Верх-Исетское лесничество, кв. 21, 22. В окрестностях пос. Северка          | Botanisches Naturdenkmal. Zirbelkiefernhain südlich des Verbreitungsgebiets |
| 9  | Skaly na werschine gory Pschenitschnoi Скалы на вершине горы Пшеничной - Felsen auf dem Gipfel des Weizenberges            | 15        | Komplexes staatliches Forstunternehmen für Bildung und wissenschaftliche Produktion der staatlichen Forstakademie Ural, Parkowoje-Forst, kw. 5, 6. In der Nähe des Osero Pestschanoje Учебное и научно-производственное комплексное государственное лесохозяйственное предприятие Уральской государственной лесотехнической академии, Парковое лесничество, кв. 5,6. В окрестностях озера Песчаное                     | Geomorphologisches und botanisches Naturdenkmal. Niedrige Granitfelsen am Gipfel des Berges Pschenitschnoi. Seltene Pflanzen der Felsflora                                              |
| 10 | Selekzionny utschastok sosny Селекционный участок сосны - Auswahl von Kiefernbäumen                                        | 2         | Komplexes staatliches Forstunternehmen für Bildung und wissenschaftliche Produktion der staatlichen Forstakademie Ural, Parkowoje-Forst, kw. 39. In der Nähe von Sewerka Учебное и научно-производственное комплексное государственное лесохозяйственное предприятие Уральской государственной лесотехнической академии, Парковое лесничество, кв. 39. В окрестностях пос. Северка                                     | Botanisches Naturdenkmal von Bedeutung für Förster |
| 11 | Kultury sosny, listwennizy, duba Культуры сосны, лиственницы, дуба - Kulturen von Kiefern, Lärchen, Eichen                 | 2         | Komplexes staatliches Forstunternehmen für Bildung und wissenschaftliche Produktion der staatlichen Forstakademie Ural, Parkowoje-Forst, kw. 55. In der Nähe von Sewerka Учебное и научно-производственное комплексное государственное лесохозяйственное предприятие Уральской государственной лесотехнической академии, Парковое лесничество, кв. 55. В окрестностях пос. Северка                                     | Botanisches Naturdenkmal. Hochproduktive Bepflanzung |
|    | |           | | |

## Stadtbezirk von Gorod IwdelМуниципальное образование Город Ивдель
| №  | Name                                                                                              | Größe, Ha | Lage | Kurzbeschreibung |
| -- | ------------------------------------------------------------------------------------------------- | --------- | --- | --- |
|    |                                                                                                   |           | | |
| 1  | Skaly na reke Sewernaja Toschemka Скалы на реке Северная Тошемка - Felsen am nördlichen Toschemka | 500       | Iwdel-Wald, Wischaiskoje-Forst, kw. 530, 552, 553, 554, 555, 581, 582, 583. Am rechten Nebenfluss der Loswa Ивдельский лесхоз, Вижайское лесничество, кв. 530, 552, 553, 554, 555, 581, 582, 583, правый приток реки Лозьвы | Geomorphologisches und botanisches Naturdenkmal. Kalkfelsen mit einem Komplex seltener Felsflora |
| 2  | Uschminskije skaly Ушминские скалы - Uschminsk-Felsen                                             | 300       | Iwdel-Wald, Wischaiskoje-Forst, kw. 302, 30. An einem rechten Nebenfluss der Loswa in der Nähe des Dorfes Uschma Ивдельский лесхоз, Вижайское лесничество, кв. 302, 30, правый приток реки Лозьвы в окрестностях пос. Ушма  | Geomorphologisches und botanisches Naturdenkmal. Kalksteinfelsen mit einem Komplex seltener Felsflora                                                                                                   |
| 3  | Peschtschera Soswinskaja Пещера Сосьвинская - Soswinskaja-Höhle                                   | 0,5       | Iwdel-Wald, Pristanskoje-Forst, kw. 94 Ивдельский лесхоз, Пристанское лесничество, кв. 94 | Geomorphologisches Naturdenkmal. Kleine Karsthöhle am Ufer der Soswa |
| 4  | Kossjakowskije worota Косяковские ворота - Kossjakowskije-Tor                                     | 0,5       | Iwdel-Wald, Pristanskoje-Forst, kw. 37 Ивдельский лесхоз, Пристанское лесничество, кв. 37 | Geomorphologisches Naturdenkmal. Felsspalt in Form eines Bogens am Ufer der Soswa |
| 5  | Skaly Strelebskije Скалы Стрелебские - Strelebskije-Felsen                                        | 4         | Iwdel-Wald, Langurskoje-Forst, kw. 267 Ивдельские лесхоз, Лангурское лесничество, кв. 267 | Geomorphologisches und botanisches Naturdenkmal. Drei steile Kalksteinfelsen, mit ca. 50 m Höhe am linken Ufer der Soswa                                                                                |
| 6  | Peschtschera Mamontowa Пещера Мамонтова - Mamontowa-Höhle                                         | 1         | Iwdel-Wald, Iwdelskoje-Forst, kw. 132. 4-5 km nördlich von Iwdel Ивдельский лесхоз, Ивдельское лесничество, кв. 132. В 4-5 км на север от г. Ивделя                                                                         | Geomorphologisches Naturdenkmal. Unregelmäßige längliche Grotte |
| 7  | Loswinskaja pristan Лозьвинская пристань                                                          | 0,5       | Iwdel-Wald, Langurskoje-Forst, kw. 115. Im Flusslauf des Pristani Ивдельский лесхоз, Лангурское лесничество, кв. 115. На территории р. Пристань                                                                             | Geologisches Naturdenkmal. Einzigartiges geologisches Objekt: Aufschluss von versetzten Gesteinen des späten Mesozoikums und frühen Paläogenzeitalters (mit Überresten fossiler Flora) und des Tertiärs |
| 8  | Skaly Samskije Скалы Самские                                                                      | 50        | Iwdel-Wald, Camskoje-Forst, kw. 55. Am linken Ufer der Soswa. На левом берегу реки Сосьва. Ивдельские лесхоз, Самское лесничество, кв. 55                                                                                   | Geomorphologisches und botanisches Naturdenkmal. Malerische Kalksteinfelsen mit vielen Relikten und endemischen Pflanzen                                                                                |
| 9  | Iwdelskaja kedrowaja roschtscha Ивдельская кедровая роща - Iwdel-Zedernhain                       | 16        | Stadtgrenze von Iwdel Черта города Ивделя | Botanisches und archäologisches Naturdenkmal. Alte Zedernpflanzung, Grabstätte der Mansen |
| 10 | Burmantowski kedrownik Бурмантовский кедровник                                                    | 1         | Iwdel-Wald, Burmantowskoje-Forst, kw. 307 Ивдельский лесхоз, Бурмантовское лесничество, кв. 307 | Botanisches Naturdenkmal, kultivierte Zedern am Fluss Loswa |
|    |                                                                                                   |           | | |

## Stadtgebiet und Kreis IrbitМуниципальное образование Город Ирбит и Ирбитского района
| №  | Name | Größe, Ha | Lage | Kurzbeschreibung |
| -- | --- | --------- | --- | --- |
|    | |           | | |
| 1  | Obnaschenije Belaja gorka Обнажение Белая горка - Geologischer Aufschluss Weißer Hügel | 151       | Irbit-Wald, Prigorodnoje-Forst, kw. 90. In der Nähe des Dorfes Retschkalowo (Irbit) am Fluss Irbit Ирбитский лесхоз, Пригородное лесничество, кв. 90. У д. Речкалово на реке Ирбит                               | Botanisches und geologisches Naturdenkmal, Standort von Reliktpflanzen |
| 2  | Bugry, lessoparkowaja sona gora Irbita Бугры, лесопарковая зона г. Ирбита Bugry, Waldpark der Stadt Irbit                                                                                               | 562,3     | Irbit-Wald, Prigorodnoje-Forst, kw. 29-41 Ирбитский лесхоз, Пригородное лесничество, кв. 29-41 | Landschaftsnaturdenkmal. Steppenwälder |
| 3  | Kossarewski bor, lessoparkowaja sona g. Irbita Косаревский бор, лесопарковая зона г. Ирбита | 459,4     | Irbit-Wald, Wolkowskoje-Forst, kw. 115. Fläche 301,4, Dubskoje-Forst, kw. 17 Площадь – 158 га, Ирбитский лесхоз, Волковское лесничество, кв. 115. Площадь – 301,4, Ирбитский лесхоз, Дубское лесничество, кв. 17 | Botanisches Naturdenkmal. Erholungsgebiet |
| 4  | Wjasowyje nassaschdenija u d. Bulanowoi Вязовые насаждения у д. Булановой - Ulme bei Bulanowoi | 44        | Irbit-Wald, Dubskoje-Forst, kw. 10, 14 Ирбитский лесхоз, Дубское лесничество, кв. 10, 14 | Botanisches Naturdenkmal, Erholungsgebiet. Äußerste östliche Grenze des Verbreitungsgebiets der Bergulme (Glattulme) in Russland                                             |
| 5  | Wjasowyje nassaschdenija w tscherte g. Irbita Вязовые насаждения в черте г. Ирбита - Ulme in Irbit | 50        | Rechtes Ufer der Niza Правый берег реки Ница | Botanisches Naturdenkmal, Erholungsgebiet. Äußerste östliche Grenze des Verbreitungsgebiets der Bergulme in Russland                                                         |
| 6  | Wjasowyje nassaschdenija u d. Dubskaja i Kekur w doline reki Niza Вязовые насаждения у д. Дубская и Кекур в долине реки Ница - Ulme in der Nähe der Dörfer Dubskaja und Kekur in der Niederung der Niza | 45        | Irbit-Wald, Dubskoje-Forst, kw. 49 Ирбитский лесхоз, Дубское лесничество, кв. 49 | Botanisches Naturdenkmal, Erholungsgebiet. Äußerste östliche Grenze des Verbreitungsgebiets der Bergulme in Russland                                                         |
| 7  | Wjasowaja roschtscha u d. Berdjugina, Trubina Вязовая роща у д. Бердюгина, Трубина - Ulme bei Berdjugina, Trubina                                                                                       | 49        | Irbit-Wald, Dubskoje-Forst, kw. 32 Ирбитский лесхоз, Дубское лесничество, кв. 32 | Botanisches Naturdenkmal, Erholungsgebiet. Äußerste östliche Grenze des Verbreitungsgebiets der Bergulme in Russland                                                         |
| 8  | Osero Butinez (Tatarskoje) u s. Tschubarowskoje Озеро Бутинец (Татарское) у с. Чубаровское - Butinez-See (Tatarskoje) in der Nähe des Dorfes Tschubarowskoje                                            | 3         | Irbit-Wald, Snamenskoje-Forst, kw. 13 Ирбитский лесхоз, Знаменское лесничество, кв. 13 | Hydrologisches Naturdenkmal. Wachstumsort seltener Pflanzenarten (Seerose, Teichrose - кувшинка, кубышка)                                                                    |
| 9  | Osero Powarennoje (Karjer Rudnik) u d. Rudnoje Озеро Поваренное (карьер Рудник) у д. Рудное - Powarennoje-See (Rudnik-Steinbruch) in der Nähe des Dorfes Rudnoje                                        | 5         | Irbit-Wald, Kljutschewskoje-Forst, kw. 14 Ирбитский лесхоз, Ключевское лесничество, кв. 14 | Hydrologisches Naturdenkmal. Ehemaliger Steinbruch, der geflutet wurde, 1628 fand der erste Erzabbau im Ural statt. Wachstumsort seltener Pflanzenarten (Seerose, Teichrose) |
| 10 | Boloto na reke Borowaja Болото на реке Боровая - Sumpf am Borowaja | 64        | Irbit-Wald, Saikowskoje-Forst, kw. 6. 3 km südwestlich des Dorfes Kotschewka Ирбитский лесхоз, Зайковское лесничество, кв. 6. В 3-х км к юго-западу от д. Кочевка                                                | Botanisches Naturdenkmal. Tief liegendes Seggen-Hypnum-Moor. Typische Sumpflandschaft                                                                                        |
| 11 | Boloto Olchowskoje Болото Ольховское - Olchowskoje-Sumpf | 29        | Irbit-Wald, Saikowskoje-Forst, kw. 15 Ирбитский лесхоз, Знаменское лесничество, кв. 15 | Botanisches Naturdenkmal. Teile eines hohen Ryam-Kiefernmoos-Moores. Seltene Landschaft der Vorsteppenzone                                                                   |
| 12 | Krasny Jar. Wodoochrannaja sona r. Mursa Красный Яр. Водоохранная зона р. Мурза - Wasserschutzzone von Krasny Jar am Fluss Mursa                                                                        | 11,4      | Irbit-Wald, Lopatkowskoje-Forst, kw. 87 Ирбитский лесхоз, Лопатковское лесничество, кв. 87 | Botanisches Naturdenkmal. Von Schulkindern gepflanzte Kiefern. Biber-Lebensraum                                                                                              |
| 13 | Kultury sosny i listwennizy Gorkinski Культуры сосны и лиственницы Горкинский - Kiefern-Kulturen | 6,8       | Irbit-Wald, Gorkinskoje-Forst, kw. 11, 9, 16 Ирбитский лесхоз, Горкинское лесничество, кв. 11, 9, 16 | Botanisches Naturdenkmal. Reine Kiefern- und Lärchenkulturen mit Erosionsschutz- und Feldschutzfunktionen. Wasserschutzzone am Fluss Ljaga                                   |
| 14 | Kilatschewski skwer Pobedy Килачевский сквер Победы - Kilatschewski-Siegesplatz | 11,7      | Irbit-Wald, Gorkinskoje-Forst, kw. 22, wid. 3, 6 Ирбитский лесхоз, Горкинское лесничество, кв. 22 (выд. 3, 6) | Botanisches Naturdenkmal. Künstliche Kiefernplantagen, Wasserschutzzone des Irbit                                                                                            |
|    | |           | | |

## Stadtbezirk und Kreis Kamensk-Uralsk und Kamenskogo rajonaМуниципальное образование Город Каменск-Уральский и Каменского района
| №  | Name | Größe, Ha | Lage | Kurzbeschreibung |
| -- | --- | --------- | --- | --- |
|    | |           | | |
| 1  | Gora Bogatyrjok Гора Богатырёк | 5         | Im Stadtgebiet von Kamensk-Uralsk, am linken Ufer des Flusses Kamenka (Kamensk-Uralsk) В черте г. Каменска-Уральского, на левом берегу реки Каменки                                                                                     | Geomorphologisches und botanisches Naturdenkmal. Kalksteinaufschlüsse mit kleinen Karstschluchten und Grotten                                                                                           |
| 2  | Skaly na beregu reki Isset (Beklenischtschewskije skaly) Скалы на берегу реки Исеть (Бекленищевские скалы) - Felsen am Ufer der Isset (Beklenischtschewskije Felsen) | 20        | Kreis Kamensk, Beklenischtschewo Каменский район, с. Бекленищево | Geologisches, landschaftliches Naturdenkmal. Der einzige Ort im Ural, an dem der vordere Teil eines Lavastroms eines Paläovulkans freigelegt und sichtbar ist                                           |
| 3  | Skaly Tri peschtschery Скалы Три пещеры - Drei-Höhlen-Felsen | 91,7      | Kreis Kamensk, Linkes Ufer der Isset unterhalb der Pension „Metallurg“ Каменский район. Левый берег реки Исети ниже пансионата «Металлург»                                                                                              | Kalksteinfelsen in Form einer dreiseitigen Pyramide mit Karstschluchten und einer kleinen Höhle mit drei Ausgängen. Standsort seltener Pflanzenarten der Bergsteppenflora                               |
| 4  | Tschirow Log Чиров Лог | 3,1       | Kamensk-Uralsk-Wald, Stadtforst, kw. 97 Каменск-Уральский лесхоз, Городское лесничество, кв. 97 | Geomorphologisches, historisches Naturdenkmal. Mündung des Tschirow Log |
| 5  | Kamennyje worota i peschtschera w iswestnjakach Каменные ворота и пещера в известняках - Steintor und Höhle aus Kalkstein                                            | 73        | Kamensk-Uralsk-Wald, Kamenskoje-Forst, kw. 10. Rechtes Ufer der Isset oberhalb der Pension „Metallurg“ Каменск-Уральский лесхоз, Каменское лесничество, кв. 10. Правый берег реки Исети, выше пансионата «Металлург»                    | Geomorphologisches, historisches Naturdenkmal. Kalksteinfelsen bedeckt mit Birkenwald, bis zu 20 Meter hoch mit einer durchgehenden Höhle                                                               |
| 6  | Smolinskaja karstowaja peschtschera Смолинская карстовая пещера - Smolinskaja-Karsthöhle                                                                             | 71        | Belojarsk-Wald, Perwomaiskoje-Forst, kw. 2, Zwischen den Dörfern Beklenischtschewo und Smolino Белоярский лесхоз, Первомайское лесничество, кв. 2. Между д. Бекленищево и с. Смолино                                                    | Geomorphologisches und zoologisches Naturdenkmal. Die Höhle befindet sich auf einer Höhe von 11-12 Metern über dem Grund der Schlucht und ist 500 Meter lang. Überwinterungsort für Fledermäuse         |
| 7  | Skala Tri brata Скала Три брата - Drei-Brüder-Felsen | 5         | Kamensk-Uralsk-Wald, Stadtforst, kw. 98. Eine Linie von Kamensk-Uralsky am linken Ufer des Flusses Kamenki Каменск-Уральский лесхоз, Городское лесничество, кв. 98. Черта г. Каменска-Уральского, на левом берегу р. Каменки            | Geomorphologisches Naturdenkmal. Niedrige Kalksteinfelsen mit kleinen Karstschluchten und Grotten. Waldpark                                                                                             |
| 8  | Skala Dinosawr Скала Динозавр - Dinosaurierfelsen | 2         | Kamensk-Uralsk-Wald, Stadtforst, kw. 98. Im Stadtgebiet von Kamensk-Uralsk am rechten Ufer der Isset Каменск-Уральский лесхоз, Городское лесничество, кв. 98. В черте города Каменска-Уральского, на правом берегу реки Исети           | Geomorphologisches Naturdenkmal. Malerischer Kalksteinfelsen von bis zu 20 m Höhe mit mehreren Karstschluchten, bedeckt mit Kiefernwald                                                                 |
| 9  | Skala Slonowji nogi (Mamont) Скала Слоновьи ноги (Мамонт) -Elefantenfelsen (Mammut)                                                                                  | 2         | Kamensk-Uralsk-Wald, Kamensk-Forst, kw. 9, 11. 1 km vom Dorf Kljutschiki entfernt Каменск-Уральский лесхоз, Каменское лесничество, кв. 9. В 1 км от д. Ключики                                                                          | Geomorphologisches Naturdenkmal. Niedriger bis zu 15 m hoher Kalksteinfelsen mit Karsthöhlen und drei Grotten, bedeckt mit Birkenwald                                                                   |
| 10 | Skaly Sem bratjew Скалы Семь братьев - Sieben-Brüder-Felsen | 20        | Kamensk-Uralsk-Wald, Stadt-Forst, kw. 95. Am linken Ufer der Isset. 2,5 km von der Pension „Metallurg“ entfernt Каменск-Уральский лесхоз, Городское лесничество, кв. 95. На левом берегу реки Исети. В 2,5 км от пансионата «Металлург» | Geomorphologisches, geologisches und archäologisches Naturdenkmal. Große Kalksteinfelsen mit Fossilien (Korallen, Brachiopoden) im Talus, bewachsen mit Kiefernwald und Beimischung von Birke. Siedlung |
| 11 | Skala Tschertow palez Скала Чертов палец - Verdammter-Finger-Felsen                                                                                                  | 1,7       | Kamensk-Uralsk-Wald, Stadt-Forst, kw. 59. Im Stadtgebiet von Kamensk-Uralsk am linken Ufer der Kamenka Каменск-Уральский лесхоз, Городское лесничество, кв. 59. В черте г. Каменска-Уральского, на левом берегу реки Каменки            | Geomorphologisches Naturdenkmal. Dunkler Kalksteinfelsen in außergewöhnlicher Form |
| 12 | Skala Filin Скала Филин - Eulenfelsen | 15        | Kamensk-Uralsk-Wald, Kamensk-Forst, kw. 10. Am rechten Ufer der Isset gegenüber der Pension Metallurg Каменск-Уральский лесхоз, Каменское лесничество, кв. 10. На правом берегу реки Исеть напротив пансионата Металлург                | Geomorphologisches, historisches Naturdenkmal. Hochaufsteigende Kalksteinfelsen mit 30-32 m Höhe |
| 13 | Wolkowskoje obnaschenije scharowych law Волковское обнажение шаровых лав - Aufschluss von Ball-Lava von Wolkowskoje                                                  | 0,5       | Kamensk-Uralsk-Wald, Stadt-Forst, kw. 123. Am linken Ufer der Isset Каменск-Уральский лесхоз, Городское лесничество, кв. 123. На левом берегу реки Исети                                                                                | Geologisches Naturdenkmal. Aufschluss von bis zu 7 m-hohen Ball- und Kissenlava-Felsen, bewachsen mit Moos und Flechten                                                                                 |
| 14 | Skala Kamenny stolb (Smolinski kamen) Скала Каменный столб (Смолинский камень) - Steinsäule                                                                          | 1         | Kamensk-Uralsk-Wald, Pokrowskoje-Forst, kw. 73. Am linken Ufer der Isset oberhalb des Dorfes Smolino Каменск-Уральский лесхоз, Покровское лесничество, кв. 73. Левый берег реки Исеть выше села Смолино                                 | Botanisches und geomorphologisches Naturdenkmal. Kalksteinfelsen bis zu 20 Metern Höhe in Form einer Pyramide. Der Wachstumsort der Reliktart Astragalus-Sichel астрагала серпоплодного                 |
| 15 | Skaly Nischi wywetriwanija u d. Brod Скалы Ниши выветривания у д. Брод - Verwitterte Felsen von Nischi                                                               | 2         | Kamensk-Uralsk-Wald, Stadt-Forst, kw. 97. Am linken Ufer der Isset in der Nähe des Dorfes Brod Каменск-Уральский лесхоз, Городское лесничество, кв. 97. Левый берег реки Исеть у д. Брод                                                | Geomorphologisches und geologisches Naturdenkmal. Kleiner Felsen, 8-10 Meter hoch, bestehend aus grobkörnigen Sandsteinen, bedeckt mit Verwitterungs-Nischen                                            |
| 16 | Skala u sportiwnogo lagerja Rowesnik Скала у спортивного лагеря «Ровесник» - Felsen beim Sport-Camp Rowesnik                                                         | 5         | Kamensk-Uralsk-Wald, Stadt-Forst. Am linken Ufer der Isset Каменск-Уральский лесхоз, Городское лесничество. На левом берегу реки Исети                                                                                                  | Geomorphologisches und botanisches Naturdenkmal. Kalksteinfelsen bis 35 m Höhe. Standsort vieler Steppen- und Waldsteppenpflanzen                                                                       |
| 17 | Doline reki Kamyschenka (pritok reki Isseti) Долине реки Камышенка (приток реки Исети) - Tal der Kamyschenka                                                         | 200       | Kamensk-Uralsk-Wald, Pokrowskoje-Forst, kw. 67, 74. Unterlauf der Kamyshenka, ein linker Nebenfluss der Isset Каменск-Уральский лесхоз, Покровское лесничество, кв. 67, 74. Нижнее течение реки Камышенка, левый приток реки Исети      | Landschaftsnaturdenkmal. Standort der größten Anzahl von Steppenarten-Pflanzen, die auf dem Gebiet dieser Region des Urals wachsen                                                                      |
| 18 | Kodinski teply kljutsch u d. Beklenischtschewo Кодинский теплый ключ у д. Бекленищево - Warmer Brunnen beim Dorf Beklenischtschewo                                   | 0,5       | Kreis Kamensk, beim Dorf Beklenischtschewo Каменский район, в окрестностях деревни Бекленищево | Hydrologisches Naturdenkmal. Nicht gefrierende Quelle mit konstanter Wassertemperatur + 17,5-18 Grad |
| 19 | Kasenny possew sosny i listwennizy Казенный посев сосны и лиственницы Staatliche Kiefern- und Lärchenpflanzungen                                                     | 60        | Kamensk-Uralsk-Wald, Stadt-Forst. kw. 48, 60. Nördlicher Teil der Waldparkzone von Kamensk-Uralsk Каменск-Уральский лесхоз, Городское лесничество, кв. 48, 60. Северная часть лесопарковой зоны г. Каменска-Уральского                  | Botanisches Naturdenkmal. Waldkulturen von 1895 |
| 20 | Boloto Osero Maloje Болото Озеро Малое - Sumpf am Kleinen See | 160       | Sowchos Rodina. Am nordöstlichen Ufer des Tygisch-Sees Совхоз Родина. На северо-восточном склоне озера Тыгиш | Botanisches und geomorphologisches Naturdenkmal. Tief liegender Seggen-Hypnum-Sumpf. Lebensraum für Wasservögel                                                                                         |
| 21 | Boloto Beresowoje Болото Березовое | 77        | Sowchos Kamenski Совхоз Каменский. Левый склон реки Каменка, в 2 км на восток от д. Черноусово | Ботанико-геоморфологический памятник природы. Низинное, осоковое, засоленное болото |
| 22 | Boloto Tschernoje Болото Черное - Tschernoje-Sumpf | 522       | Sowchos Pirogowsk. Am linken Ufer des Flusses Kamenka, 2 km östlich des Dorfes Okulowo Совхоз Пироговский. В истоке р. Черная. В 3 км юго-восточнее с. Окулово                                                                          | Botanisches und geomorphologisches Naturdenkmal. Tiefland, Seggen-Salzsumpf |
|    | |           | | |

## Kreis Kamyschlowskogo RajonaКамышловского района
| № | Name                                                                | Größe, Ha | Lage | Kurzbeschreibung                                                               |
| - | ------------------------------------------------------------------- | --------- | --- | ------------------------------------------------------------------------------ |
|   |                                                                     |           | |                                                                                |
| 1 | Kamyschlowski bor Камышловский бор                                  | 97        | Kamyschlowsk-Wald, Stadt-Forst, kw. 113, 114, 124, 125 Камышловский лесхоз, Городское лесничество, кв. 113, 114, 124, 125 | Botanisches Naturdenkmal. Pripyschminski-Kiefernwaldgebiet Припышминских боров |
| 2 | Nikolski sosnowy bor Никольский сосновый бор - Nikolski-Kiefernwald | 5         | Kamyschlowsk-Wald, Stadt-Forst, kw. 132 Камышловский лесхоз, Городское лесничество, кв. 132                               | Botanisches Naturdenkmal. Pripyschminski-Kiefernwaldgebiet                     |
|   |                                                                     |           | |                                                                                |

## StadtbezirkKarpinskМуниципальное образование Город Карпинск
| №  | Name | Größe, Ha | Lage | Kurzbeschreibung |
| -- | --- | --------- | --- | --- |
|    | |           | | |
| 1  | Gora Goloboki Tschurok (werschina - Gipfel) Гора Голобокий Чурок (вершина)                                                                                               | 50        | Karpinsk-Wald, Walentorowskoje-Forst, kw. 4. Westlich des Dorfes Kakwinskie Petschi Карпинский лесхоз, Валенторовское лесничество, кв. 4. Западнее пос. Каквинские Печи                                                                                | Geomorphologisches Naturdenkmal. Typischer Berggipfel bei Kurumami (курумами) und mit Miniatur-Elementen der Gebirgstundra (горной тундры)                                                                   |
| 2  | Gora Sosnowaja Гора Сосновая - Kiefernberg | 639       | Karpinsk-Wald, Woltschanskoje-Forst, kw. 30-31. 10 km nördlich von Woltschansk Карпинский лесхоз, Волчанское лесничество, кв. 30-31. В 10 км к северу от г. Волчанска                                                                                  | Geologisches, geomorphologisches und botanisches Naturdenkmal. Ursprüngliche Felsvorsprünge an der Grenze des Uralgebirgslandes und des westsibirischen Tieflandes                                           |
| 3  | Peschtschera Schilischtsche Sokola Пещера Жилище Сокола - Falkenhöhle | 1         | Karpinsk-Wald, Weselowskoje-Forst, kw. 127. In der Nähe des Dorfes Wessjolowka (Swerdlowsk) (Weselowka) am linken Ufer des Flusses Kakwa Карпинский лесхоз, Веселовское лесничество, кв. 127. В окрестностях пос. Веселовка на левом берегу реки Каква | Geomorphologisches Naturdenkmal. Eine Höhle mit zwei Ausgängen in der Nähe der Uferklippe. Interessante Karstbildung in form von „Höhlenorgelpfeifen“ (органные трубы)                                       |
| 4  | Peschtschera Mraka Пещера Мрака - Düstere Höhle | 1         | Karpinsk-Wald, Weselowskoje-Forst, kw. 123. Карпинский лесхоз, Веселовское лесничество, кв. 123. В окрестностях пос. Веселовка на левом берегу реки Каква                                                                                              | Geomorphologisches Naturdenkmal. Kleine Höhle (60 m) |
| 5  | Gorny massiw Serebrjanski krest Горный массив Серебрянский крест - Gebirgszug Serebrjanski Kreuz                                                                         | 600       | Karpinsk-Wald, Kytlymskoje-Forst, kw. 15. In der Nähe des Dorfes Kytlym Карпинский лесхоз, Кытлымское лесничество, кв. 15. В окрестностях пос. Кытлым                                                                                                  | Geologisches, geomorphologisches und botanisches Naturdenkmal. Gratartige Felsen am Gipfel des Serebrjanski-Gipfels (Серебрянского камня). Gebirgstundra, Krummholz                                          |
| 6  | Perewal Didkowskogo Перевал Дидковского - Didkowsk-Pass | 100       | Karpinsk-Wald, Kytlymskoje-Forst, kw. 31, 44. In der Nähe des Dorfes Kytlym Карпинский лесхоз, Кытлымское лесничество, кв. 31, 44. В окрестностях пос. Кытлым                                                                                          | Geologisches, botanisches, historisches und revolutionäres Naturdenkmal. Pass mit gut sichtbaren Steinringen und streckenweise Strauch-Tundra. Denkmal für Teilnehmer am Bürgerkrieg - Soldaten aus Didkowsk |
| 7  | Istoki reki Sewerny Katyscher Истоки реки Северный Катышер - Quellen des Nördlichen Katyscher (Fluss)                                                                    | 25        | Karpinsk-Wald, Kytlymskoje-Forst, kw. 23. In der Nähe des Dorfes Kytlym Карпинский лесхоз, Кытлымское лесничество, кв. 23. В окрестностях пос. Кытлым                                                                                                  | Hydrologisches und geomorphologisches Naturdenkmal. Spuren der südlichen Grenze der quaternären Vereisung im Ural                                                                                            |
| 8  | Staryje kultury kedra i listwennizy (listwennitschno-kedrowaja roschtscha) Старые культуры кедра и лиственницы (лиственнично-кедровая роща) - Alte Zirbelkiefer-Kulturen | 6         | Stadtgebiet von Karpinsk, Sowjetskaja Ulitza В черте г. Карпинска, ул. Советская | Botanisches Naturdenkmal. Alte Zirbelkiefernkulturen (100-120 Jahre) |
| 9  | Staroknjaspinski kedrownik Старокняспинский кедровник - Alt-Knjaspinsker Kiefernhain                                                                                     | 4,3       | Karpinsk-Wald, Knjaspinskoje-Forst, kw. 5. Kordon Knjaspa. Am Ufer des Großen Knjaspinsker Sees Карпинский лесхоз, Княсьпинское лесничество, кв. 5. Кордон Княсьпа. На берегу Большого Княсьпинского озера                                             | Botanisches Naturdenkmal. Alte Zirbelkiefernkulturen |
| 10 | Nowoknjaspinski kedrownik Новокнясьпинский кедровник - Neu-Knjaspinsker Kiefernhain                                                                                      | 4         | Karpinsk-Wald, Knjaspinskoje-Forst, kw. 16. Am Ufer des Großen Knjaspinsker Sees Карпинский лесхоз, Княсьпинское лесничество, кв. 16. На берегу Большого Княсьпинского озера                                                                           | Botanisches Naturdenkmal. Alte Zirbelkiefernkulturen |
| 11 | Serebrjanski gorny kedrownik Серебрянский горный кедровник | 709       | Karpinsk-Wald, Kytlymskoje-Forst, kw. 15-17. In der Nähe des Dorfes Kytlym Карпинский лесхоз, Кытлымское лесничество, кв. 15-17. В окрестностях пос. Кытлым                                                                                            | Botanisches Naturdenkmal. Ein typischer Bergzedernwald nahe der Waldgrenze im nördlichen Ural. 200-300 Jahre alte Bestände mit hoher Produktivität                                                           |
| 12 | Kytlymski estestwenny kedrownik Кытлымский естественный кедровник - Natürlicher Zirbelkiefernwald von Kytlymski                                                          | 29        | Karpinsk-Wald, Kytlymskoje-Forst, kw. 45. In der Nähe des Dorfes Kytlym Карпинский лесхоз, Кытлымское лесничество, кв. 45. В окрестностях пос. Кытлым                                                                                                  | Botanisches Naturdenkmal. Hochproduktive Zirbelkiefern-Bestände |
| 13 | Kasanski kedrownik Казанский кедровник | 736       | Karpinsk-Wald, Kytlymskoje-Forst, kw. 40. Im Osten des Dorfes Kytlym, am Oberlauf des Flusses Tschernuschka (Karpinsk) Карпинский лесхоз, Кытлымское лесничество, кв. 40. К востоку от пос. Кытлым в верховьях р. Чернушка                             | Botanisches Naturdenkmal. Hochproduktive Zirbelkiefern-Bestände. Genetische Reserve |
| 14 | Perwy Serebrjanski kedrownik Первый Серебрянский кедровник - Erste Serebrjansker Zirbelkiefernplantage                                                                   | 377       | Karpinsk-Wald, Kytlymskoje-Forst, kw. 27. Im Osten des Dorfes Kytlym, am linken Ufer des Flusses Serebrjanka Карпинский лесхоз, Кытлымское лесничество, кв. 27. К востоку от п. Кытлым на левом берегу р. Серебрянки - 1                               | Botanisches Naturdenkmal. Hochproduktive Zirbelkiefern-Bestände. Genetische Reserve |
| 15 | Wtoroi Serebrjanski kedrownik Второй Серебрянский кедровник - Zweite Serebrjansker Zirbelkiefernplantage                                                                 | 209       | Karpinsk-Wald, Kytlymskoje-Forst, kw. 25. Im Nordosten des Ortes Kytlym Карпинский лесхоз, Кытлымское лесничество, кв. 25. К северо-востоку от пос. Кытлым                                                                                             | Botanisches Naturdenkmal. Hochproduktive Zirbelkiefern-Bestände. Genetische Reserve |
|    | |           | | |

## StadtbezirkKirowgradМуниципальное образование Город Кировград
| № | Name | Größe, Ha | Lage | Kurzbeschreibung |
| - | --- | --------- | --- | --- |
|   | |           | | |
| 1 | Werschina gory Lubnoi Вершина горы Лубной - Gipfel des Berges Lubnoi                                                                                          | 200       | Kirowgrad-Wald, Werchnetagilskoje-Forst, kw. 64, 65, 77, 78. In der Nähe von Werchniy Tagil Кировградский лесхоз, Верхнетагильское лесничество, кв. 64, 65, 77, 78. В окрестностях г. Верхний Тагил | Geomorphologisches und botanisches Naturdenkmal. Ursprüngliche säulenförmige Felsen. Standort seltener Pflanzenarten. |
| 2 | Gorodskoi park kultury i otdycha goroda Kirowgrada Городской парк культуры и отдыха города Кировграда - Stadtpark für Kultur und Erholung der Stadt Kirowgrad | 65        | Stadtgebiet von Kirowgrad К окрестностях города Кировграда | Botanisches Naturdenkmal. Malerischer Birkenhain                                                                      |
| 3 | Boloto Alexejewskoje Болото Алексеевское - Alexejewskoje-Sumpf                                                                                                | 512       | Kirowgrad-Wald, Werchnetagilskoje-Forst, kw. 89, 100, 111 (67 ha); Verwaltung Neiwo-Rudjanskaja, Gemeindebezirk Kirowgrad. In der Nähe des Dorfes Neiwo-Rudjanka (445 ha) Площадь – 67 га, Кировградский лесхоз, Верхнетагильское лесничество, кв. 89, 100, 111. Площадь – 445 га, Нейво-Рудянская администрация, МО г. Кировград. Около пос. Нейво-Рудянка | Botanisches, hydrologisches Naturdenkmal. Preiselbeeren-Bestände                                                      |
|   | |           | | |

## StadtbezirkKrasnouralskМуниципальное образование Город Красноуральск
| № | Name                                                                  | Größe, Ha | Lage | Kurzbeschreibung                                                                                 |
| - | --------------------------------------------------------------------- | --------- | --- | ------------------------------------------------------------------------------------------------ |
|   |                                                                       |           | |                                                                                                  |
| 1 | Kamen Bolschoi Balaban Камень Большой Балабан - Großer Balaban-Felsen | 5         | Krasnouralsk-Wald, Saldinskoje-Forst, kw. 281. Am linken Ufer des Flusses Tagil, in der Nähe des Dorfes Jaswa Красноуральский лесхоз, Салдинское лесничество, кв. 281. Левый берег р. Тагил, около д. Ясьва | Geomorphologisches und botanisches Naturdenkmal. Kalksteinfelsen mit einem Komplex von Felsflora |
|   |                                                                       |           | |                                                                                                  |

## StadtbezirkKrasnoturjinskМуниципальное образование Город Краснотурьинск
| № | Name                       | Größe, Ha | Lage | Kurzbeschreibung                                                                          |
| - | -------------------------- | --------- | --- | ----------------------------------------------------------------------------------------- |
|   |                            |           | |                                                                                           |
| 1 | Skaly Schichan Скалы Шихан | 0,7       | Karpinsk-Wald, Woronzowskoje-Forst, kw. 59. In der Nähe des Schichan-Camps. Am rechten Ufer des Flusses Kakwa Карпинский лесхоз, Воронцовское лесничество, кв. 59. В окрестностях турбазы Шихан. На правом берегу реки Каква | Geomorphologisches und botanisches Naturdenkmal. Organogene Kalksteine. Felsflora-Komplex |
|   |                            |           | |                                                                                           |

## Stadtbezirk und KreisKrasnoufimskМуниципальное образование Город Красноуфимск и Красноуфимского района
| №  | Name | Größe, Ha | Lage | Kurzbeschreibung |
| -- | --- | --------- | --- | --- |
|    | |           | | |
| 1  | Kamen Sokoliny s okruschajuschtschimi lessami Камень Соколиный с окружающими лесами - Falkenstein und umliegende Wälder | 200       | Krasnoufimsk-Wald, Nischnessaraninskoje-Forst, kw. 22. Am rechten Ufer der Ufa in der Nähe des Rasthauses „Sarana“ Красноуфимский лесхоз, Нижнесаранинское лесничество, кв. 22. На правом берегу реки Уфа около дома отдыха «Сарана» | Geologisches, geomorphologisches und botanisches Naturdenkmal. Malerische Felsen mit einem Komplex seltener Fels-Vegetation. Gebiet mit dichten Nadel- und Laubwäldern                |
| 2  | Peschtschera Teplaja s okruschajuschtschimi lessami Пещера Теплая с окружающими лесами - Warme Höhle mit umliegenden Wäldern | 1         | Krasnoufimsk-Wald, Nischnessaraninskoje-Forst, kw. 58. Im Dorf Sarana, am rechten Ufer des Saraninsky-Teiches Красноуфимский лесхоз, Нижнесаранинское лесничество, кв. 58. У пос. Сарана, на правом склоне Саранинского пруда        | Geomorphologisches und botanisches Naturdenkmal. Kleine, wenig erforschte Höhle |
| 3  | Kamen Alikajew (Marjin utjos) s okruschajuschtschimi lessami Камень Аликаев (Марьин утёс) с окружающими лесами | 6         | Krasnoufimsk-Wald, Nischnessaraninskoje-Forst, kw. 65. Am linken Ufer des Flusses Saraninka Красноуфимский лесхоз, Нижнесаранинское лесничество, кв. 65. На левом берегу р. Саранинка                                                | Geomorphologisches und botanisches Naturdenkmal. Mächtige Kalksteinklippe mit einem Komplex aus Felsflora. Motiv von Volksmärchen                                                     |
| 4  | Kamen Schelty Камень Желтый - Gelbstein | 3         | Krasnoufimsk-Wald, Nischnessaraninskoje-Forst, kw. 24. Am rechten Ufer der Ufa bei Sarana Красноуфимский лесхоз, Нижнесаранинское лесничество, кв. 24. На берегу реки Уфы у пос. Сарана                                              | Geomorphologisches und botanisches Naturdenkmal. Kalksteinfelsen mit einem Komplex aus Fels-Vegetation                                                                                |
| 5  | Kamen Sem Bratjew Камень Семь Братьев - Sieben-Brüder-Stein | 12        | Krasnoufimsk-Wald, Nischnessaraninskoje-Forst, kw. 76. Am Rechten Ufer der Ufa bei Sarana Красноуфимский лесхоз, Нижнесаранинское лесничество, кв. 76. На берегу реки Уфа у пос. Сарана                                              | Geomorphologisches und botanisches Naturdenkmal. Felsen von ursprünglicher Form mit einem Komplex aus felsiger Steppenflora. Motiv von Volkslegenden                                  |
| 6  | Kamen Krasny Камень Красный - Rotstein | 13        | Krasnoufimsk-Wald, Nischneirginskoje-Forst. kw 6. Am rechten Ufer des Flusses Irgina bei Krasnossokolje Красноуфимский лесхоз, Нижнеиргинское лесничество, кв. 6. На берегу р. Иргина у с. Красносоколье                             | Geomorphologisches und botanisches Naturdenkmal. Schöne Felsen mit einem Komplex aus Fels-Steppenflora                                                                                |
| 7  | Kamen Owetschi Камень Овечий - Schafstein | 5         | Krasnoufimsk-Wald, Nischneirginskoje-Forst. kw 75. In der Nähe von Sarana am Ufer der Ufa Красноуфимский лесхоз, Нижнеиргинское лесничество, кв. 75. В окрестностях п. Сарана на берегу реки Уфы                                     | Geomorphologisches und botanisches Naturdenkmal. Niedrige Kalksteinfelsen mit einem Komplex aus Fels-Vegetation                                                                       |
| 8  | Nataljinski karstowy prowal Натальинский карстовый провал - Nataljinski-Karst-Doline | 1         | In der Nähe des Dorfes Natalinsk В окрестностях пос. Натальинск | Geologisches Naturdenkmal. Frisches Karstloch mit kräftigen Erosionsprozessen. Exkursionsziel                                                                                         |
| 9  | Osero Kriulinskoje Озеро Криулинское | 15        | Stadtgrenze von Krasnoufimsk Черта города Красноуфимска | Hydrologisches Naturdenkmal. Nistplatz für ziehende Wasservögel |
| 10 | Osero Butki Озеро Бутки | 8         | Stadtgrenze von Krasnoufimsk Черта города Красноуфимска | Hydrologisches Naturdenkmal. Nistplatz für ziehende Wasservögel |
| 11 | Osero-prowal Tschernoje Озеро-провал Черное - Tschernoje-See-Doline | 1         | In der Nähe des Dorfes Lebjaschje В окрестностях д. Лебяжье | Hydrologisches und geomorphologisches Naturdenkmal. Ein malerisches altes Karstloch mit Wasser über 40 m Tiefe                                                                        |
| 12 | Krasnoufimskaja sosnowaja roschtscha Красноуфимская сосновая роща - Krasnoufimsk-Kiefernhain | 29        | Stadtgrenze von Krasnoufimsk Черта города Красноуфимска | Botanisches Naturdenkmal. Ein waldbewachsener Hügel. Kiefernbestand mit Steppenunterholz                                                                                              |
| 13 | Beresowaja roschtscha na lewom beregu r. Sarga Березовая роща на левом берегу р. Сарга - Birkenhain am linken Ufer des Flusses Sarga | 81        | Stadtgrenze von Krasnoufimsk Черта г. Красноуфимска | Botanisches Naturdenkmal. Steppenbirkenwälder |
| 14 | Lipowy oskolok Липовый осколок - Lindenscherbe | 9,1       | Krasnoufimsk-Wald, Krasnoufimsk-Forst, Krylowskaja-Datscha, kw. 70 Красноуфимский лесхоз, Красноуфимское лесничество, Крыловская дача, кв. 70                                                                                        | Botanisches Naturdenkmal. Malerischer Hain |
| 15 | Dubrawa w Romanjatskom logu Дубрава в Романятском логу Eichen in der Romanjatski-Schlucht | 5         | Krasnoufimsk-Wald, Nischnerginsk-Forst, kw. 10. In der Nähe von Nischnaja Irga Красноуфимский лесхоз, Нижнеиргинское лесничество, кв. 10. В окрестностях с. Нижняя Ирга                                                              | Botanisches Naturdenkmal an der nordöstlichen Verbreitungsgrenze der Eiche |
| 16 | Schurtanowskaja dubrawa Шуртановская дубрава - Eiche von Schurtanowsk | 5         | In der Nähe von Schurtan В окрестностях д. Шуртан | Botanisches Naturdenkmal an der nordöstlichen Verbreitungsgrenze der Eiche |
| 17 | Krasnossokolskaja dubrawa Красносокольская дубрава - Eiche von Krasnossokolsk | 5         | Krasnossokolsk-Wald, Nischnerginsk-Forst, kw. 10 In der Nähe von Krasnossokolsk Красноуфимский лесхоз, Нижнеиргинское лесничество, кв. 10. В окрестностях с. Красносоколье                                                           | Botanisches Naturdenkmal an der nordöstlichen Verbreitungsgrenze der Eiche |
| 18 | Utschastok wjasowo-klenowych drewostojew Участок вязово-кленовых древостоев - Ulmenahorn-Bestände | 3         | In der Nähe von Ust-Bugalysch В окрестностях с. Усть-Бугалыш | Botanisches Naturdenkmal. Ulmenahorn-Bestand mit Unterholz aus Warzenspindelbäumen an der östlichen Grenze des Verbreitungsgebiets                                                    |
| 19 | Alexandrowskije stepi i ostepnennaja rastitelnost na Alexandrowskich sopkach Александровские степи и остепненная растительность на Александровских сопках - Alexandrovsky-Steppen und Steppenvegetation auf den Alexandrovsky-Hügeln                                            | 55        | Krasnoufimsk-Forst, Krasnoufimsk-Trakt, kw. 5 Красноуфимское лесничество, урочище Красноуфимское, кв. 5 | Botanisches Naturdenkmal. Bestände von ursprünglichen Steppengebieten mit Fragmenten von Waldsteppen an den Hügelhängen                                                               |
| 20 | Bugalyschskije gornyje i kowylnyje stepi Бугалышские горные и ковыльные степи - Bugalyschski-Berg und Federgras-Steppen | 4         | In der Nähe des Dorfes Sredni Bugalysch an den steinigen Ufern des Flusses Tignigul У п. Средний Бугалыш по каменистым склонам р. Тигнигул                                                                                           | Botanisches Naturdenkmal. Bestände der Mordownikow-Tyrs-Steppen an den felsigen Hängen des Uval                                                                                       |
| 21 | Utschastok gornoi stepi Участок горной степи - Bergsteppen | 11        | Ust-Bugalysch am linken Ufer der Ufa Д. Усть-Бугалыш на левом берегу реки Уфы | Botanisches Naturdenkmal. Vereinigung der Mordownikow-Schwingel-Steppen |
| 22 | Utschastki gornych stepei na gore Dolgaja Участки горных степей на горе Долгая - Standorte von Bergsteppen am Berg Dolgaja | 10        | In der Nähe des Dorfes Alexandrowskoje В окрестностях села Александровского | Botanisches Naturdenkmal. Areale von Bergsteppen und Waldsteppen |
| 23 | Utschastki gornych stepei na gore Karaulnaja Участки горных степей на горе Караульная - Standorte von Bergsteppen am Berg Karaulnaja | 15        | In der Nähe des Dorfes Alexandrowskoje В окрестностях села Александровского | Botanisches Naturdenkmal. Areale von Bergsteppen und Waldsteppen |
| 24 | Utschastki gornoi rastitelnosti na uwalach u s. Nischnjaja Irga, na beregach r. Irgina Участки горной растительности на увалах у с. Нижняя Ирга, на берегах р. Иргина - Bergvegetationsgebiete an den Hängen in der Nähe des Dorfes Nischnjaja Irga, am Ufer des Flusses Irgina | 10        | Bei Nischnjaja Irga, am Ufer der Irgina С. Нижняя Ирга, на берегах р. Иргина | Botanisches Naturdenkmal. Steppenvegetationskomplex |
| 25 | Boloto Archipowa 1 Болото Архипова - 1 - Sumpf Archipowa 1 | 8,2       | 2 km nordöstlich des Dorfes Bolschoje Koschajewo В 2 км на северо-восток от д. Большое Кошаево | Botanisches Naturdenkmal. Tief liegendes Waldmoor karstigen Ursprungs auf Segge-Hypnum-Ablagerungen. Preiselbeerstandort                                                              |
| 26 | Boloto Maximowa Болото Максимова - Maximowa-Sumpf | 3         | 1 km östlich des Dorfes Nowoje Selo (Krasnoufimsk) В 1 км на восток от с. Новое Село | Botanisches Naturdenkmal. Waldsumpf auf einer mesotrophen Torflagerstätte mit Sphagnum-Segge. Südgrenze einer mesotrophen Lagerstätte unter den Bedingungen der Krasnoufim-Waldsteppe |
| 27 | Boloto U Tichonowa osera Болото У Тихонова озера - Sumpf in der Nähe des Tichonow-Sees | 3,4       | In der Nähe des Dorfes Werch-Bobrowka В окрестностях д. Верх-Бобровка | Botanisches Naturdenkmal. Waldsumpf auf einer mesotrophen Torflagerstätte mit Sphagnum-Segge. Südgrenze einer mesotrophen Lagerstätte unter den Bedingungen der Krasnoufim-Waldsteppe |
| 28 | Boloto Dolgoje Maloje Болото Долгое Малое - Sumpf Lange Maloje | 4         | In der Nähe des Dorfes Werch-Bobrowka В окрестностях д. Верх-Бобровка | Waldsumpf auf einer mesotrophen Torflagerstätte mit Sphagnum-Segge. Südgrenze einer mesotrophen Lagerstätte unter den Bedingungen der Krasnoufim-Waldsteppe                           |
| 29 | Boloto Krasnopolskoje Болото Краснопольское - Krasnopolskoje-Sumpf | 2,5       | In der Nähe des Dorfes Werch-Bobrowka В окрестностях д. Верх-Бобровка | Botanisches Naturdenkmal, ein mesotrophe Sphagnum-Seggen-Moor aus Karst auf einer Seggen-Hypnum-Lagerstätte                                                                           |
| 30 | Boloto Bolschoje Kljukwennoje Болото большое клюквенное - Großer Preiselbeersumpf | 13        | 1 km westlich des Dorfes Krasny Turysch В 1 км на запад от д. Красный Турыш | Botanisches Naturdenkmal, ein mesotrophe Sphagnum-Seggen-Moor aus Karst auf einer Seggen-Hypnum-Lagerstätte                                                                           |
| 31 | Boloto Bolschoje Kljukwennoje Болото Большое Клюквенное - Großer Preiselbeersumpf | 13        | 1 km westlich des Dorfes Krasny Turysch В 1 км на запад от д. Красный Турыш | Botanisches Naturdenkmal. Birkenseggenmoor auf einer mesotrophen Lagerstätte mit Sphagnum-Seggen und Preiselbeerbeständen                                                             |
| 32 | Boloto Turyschskoje Болото Турышское - Turyschskoje-Sumpf | 8,4       | 1 km westlich des Dorfes Bolschoi Turysch В 1 км на запад от с. Большой Турыш | Botanisches Naturdenkmal. Mesotrophe Kiefernbestände mit Kiefern-Sphagnum. Die südliche Grenze des Nachweises einer mesotrophen Ablagerung der Waldsteppe                             |
| 33 | Boloto Antipkino Болото Антипкино - Antipkino-Sumpf | 2,6       | 1,5 km westlich des Dorfes Taktamysch В 1,5 км восточнее д. Тактамыш | Botanisches Naturdenkmal. Tief liegender Waldsumpf mit Karstfichte auf Hypnum-Seggentorf                                                                                              |
| 34 | Boloto Lebjaschinskoje Болото Лебяжинское - Lebjaschinskoje-Sumpf | 270       | In der Nähe des Dorfes Lebjaschje В окрестностях деревни Лебяжье | Botanisches Naturdenkmal. Ein einzigartiger Sumpf in der Waldsteppe |
| 35 | Boloto Ust-Bajakskoje Болото Усть-Баякское - Ust-Bajakskoje-Sumpf | 150       | In der Nähe des Dorfes Ust-Bajak В окрестностях д. Усть-Баяк | Botanisches Naturdenkmal. Tiefland, Wald, Auensumpf des Ufa-Flusses |
|    | |           | | |

## StadtbezirkKuschwaМуниципальное образование Город Кушва
| № | Name                                                                                            | Größe, Ha | Lage | Kurzbeschreibung                                                                                                  |
| - | ----------------------------------------------------------------------------------------------- | --------- | --- | --- |
|   |                                                                                                 |           | | |
| 1 | Staryje kultury duba tschereschtschatogo Старые культуры дуба черешчатого - Alte Eichenkulturen | 0,1       | Stadtgrenze von Kuschwa Черта г. Кушвы | Botanisches Naturdenkmal                                                                                          |
| 2 | Boloto Mostowskoje Болото Мостовское - Mostowskoje-Sumpf                                        | 200       | Kuschwinsk-Wald, Werchneturinskoje-Forst, kw. 80, 92. Auf der linken Uferterrasse der Tura. 16 km nordwestlich von Kuschwa Кушвинский лесхоз, Верхнетуринское лесничество, кв. 80, 92. На левобережной надпойменной террасе г. Туры. В 16 км северо-западнее г. Кушвы | Landschaftsnaturdenkmal. Oligotropher Sumpf. Typische Sumpflandschaft                                             |
| 3 | Boloto Saldinskoje Болото Салдинское - Saldinskoje-Sumpf                                        | 335       | Kuschwinsk-Wald, Kuschwinskoje-Forst, kw. 16, 17. 3 km östlich von Kuschwa. Кушвинский лесхоз, Кушвинское лесничество, кв. 16, 17. В 3 км на восток от г. Кушвы | Landschaftsnaturdenkmal. Meso-oligotrophes Seggen-Sphagnum-Moor. Quelle des Flusses Salda. Preiselbeeren-Standort |
| 4 | Boloto Sosnowoje Болото Сосновое - Kiefern-Sumpf                                                | 20        | Kuschwinsk-Wald, Kuschwinskoje-Forst, kw. 59. 4 km nordöstlich von Kuschwa Кушвинский лесхоз, Кушвинское лесничество, кв. 59. В 4 км на северо-восток от г. Кушвы | Botanisches und hydrologisches Naturdenkmal. Quelle der Kuschwa                                                   |
|   |                                                                                                 |           | | |

## Kreis NewjanskНевьянского района
| № | Name | Größe, Ha | Lage | Kurzbeschreibung |
| - | --- | --------- | --- | --- |
|   | |           | | |
| 1 | Skaly Sem bratjew i odna sestra s okruschajuschtschimi lessami Скалы Семь братьев и одна сестра с окружающими лесами -Felsen der sieben Brüder und einer Schwester und umliegende Wälder | 100       | Newjansk-Wald, Saoserskoje-Forst, kw. 15, 17. 6 km von Werch-Neiwinski entfernt. Невьянский лесхоз, Заозерское лесничество, кв. 15, 17. В 6 км от п. Верх-Нейвинский | Geomorphologisches, botanisches, historisches und revolutionäres Naturdenkmal. Die höchsten „Steinzelte“ (Granitfelsen) in der Nähe von Jekaterinburg. Standort seltener Pflanzen. Versammlungsort der Arbeiter und Denkmal der Helden des Bürgerkriegs |
| 2 | Newjanski prud Невьянский пруд - Newjanski-Teich | 850       | Stadtgrenze von Newjansk Черта города Невьянска | Hydrologisches Naturdenkmal. Malerischer Stausee |
| 3 | Boloto Malinowskoje Болото Малиновское - Malinowskoje-Sumpf | 271       | Newjansk-Wald, Tawatuiskoje-Forst, kw. 29, 32, 39. Am Ufer des Tawatui-Sees, 2 km nordwestlich des Dorfes Tawatui Невьянский лесхоз, Таватуйское лесничество, кв. 29, 32, 39. На склоне озера Таватуй, в 2 км северо-западнее п. Таватуй | Botanisches Naturdenkmal. Übergangs-Preiselbeer-Sumpf mit Preiselbeerbeständen |
| 4 | Boloto Kukuschkinskoje Болото Кукушкинское - Kukuschkinskoje-Sumpf | 192       | Newjansk-Wald, Tawatuiskoje-Forst, kw. 75 (152,4 ha); Nowouralski-Wald, Potschinkowskoje-Forst, kw. 91, 92, 99 (39,5 ha). In der Aue des Flusses Schischka, 2 km südlich des Dorfes Taraskowo Площадь – 152,4 га, Невьянский лесхоз, Таватуйское лесничество, кв. 75. Площадь – 39,5 га Новоуральский лесхоз, Починковское лесничество, кв. 91, 92, 99. В пойме р. Шишка в 2 км на юг от с. Тарасково | Botanisches Naturdenkmal. Tiefland, Waldsumpf. Wasserschutzgebiet |
|   | |           | | |

## Landkreis NischnesserginskНижнесергинского района
| №  | Name | Größe, Ha | Lage | Kurzbeschreibung |
| -- | --- | --------- | --- | --- |
|    | |           | | |
| 1  | Peschtschera Druschba (Fedotowa peschtschera) s okruschajuschtschimi lessami Пещера Дружба (Федотова пещера) с окружающими лесами - Freundschafts-Höhle (Fedotowa-Höhle) mit den umliegenden Wäldern | 79        | Nischnesserginsk-Wald, Michailowskoje-Forst, kw. 70. In der Nähe des Dorfes Baschukowo am linken Ufer des Flusses Serga in der Fedotow-Schlucht Нижнесергинский лесхоз, Михайловское лесничество, кв. 70. В окрестностях п. Бажуково на левом берегу реки Серги в Федотовом логу | Geomorphologisches, botanisches, zoologisches Naturdenkmal                                                                                              |
| 2  | Peschtschera Katnikowa (Katnikowskaja stalaktitowaja peschtschera) Пещера Катникова (Катниковская сталактитовая пещера) - Katnikowa-Höhle (Stalaktitenhöhle)                                         | 80        | Nischnesserginsk-Wald, Buiskoje-Forst, kw. 139, am rechten Ufer der Serga Нижнесергинский лесхоз, Буйское лесничество, кв. 139, на правом берегу реки Серги | Geomorphologisches Naturdenkmal. Karsthöhle mit Grotten und Passagen                                                                                    |
| 3  | Peschtschera Lednik (Orlow prowal) s okruschajuschtschimi lessami Пещера Ледник (Орлов провал) с окружающими лесами - Gletscherhöhle (Orlow-Loch) und umliegende Wälder                              | 79        | Nischnesserginsk-Wald, Bardymskoje-Forst, kw. 11, 20 Нижнесергинский лесхоз, Бардымское лесничество, кв. 11, 20 | Geomorphologisches Naturdenkmal. Karsthöhle |
| 4  | Peschtschera Arakajewskaja s okruschajuschtschimi lessami Пещера Аракаевская с окружающими лесами - Arakajewskaja-Höhle und umliegende Wälder                                                        | 50        | Am linken Ufer der Serga. 3 km vom Dorf Arakajewo entfernt Левый берег реки Серги. В 3 км от села Аракаево | Geomorphologisches, botanisches, zoologisches Naturdenkmal. Eine der schönsten Höhlen im Mittelural mit drei Grotten. Überwinterungsort für Fledermäuse |
| 5  | Peschtschera Malaja Arakajewskaja Пещера Малая Аракаевская - Kleine Arakajewskaja-Höhle | 10        | Am linken Ufer der Serga. 3,5 km vom Dorf Arakajewo entfernt. В 3,5 км на юго-восток от с. Аракаево на левом берегу реки Серги | Geomorphologisches Naturdenkmal. Eine kleine Höhle mit drei Löchern unter einem überhängenden Felsen                                                    |
| 6  | Bolschoi karstowy prowal (Fedotow) Большой карстовый провал (Федотов) - Großes Karstloch (Fedotow)                                                                                                   | 1         | Nischnesserginsk-Wald, Michailowskoje-Forst, kw. 70. In der Nähe des Dorfes Baschukowo, im oberen Bereich der Fedotow-Karstschlucht Нижнесергинский лесхоз, Михайловское лесничество, кв. 70. В окрестностях п. Бажуково, в верховье Федотова карстового лога                    | Geomorphologisches Naturdenkmal. Eines der tiefsten Karstlöcher im mittleren und nördlichen Ural                                                        |
| 7  | Maly karstowy prowal (Fedotow) Малый карстовый провал (Федотов) - Kleines Karstloch (Fedotow) | 1         | Nischnesserginsk-Wald, Michailowskoje-Forst, kw. 70. In der Nähe des Dorfes Baschukowo, im oberen Bereich der Fedotow-Karstschlucht Нижнесергинский лесхоз, Михайловское лесничество, кв. 70. В окрестностях п. Бажуково, в верховье Федотова карстового лога                    | Geomorphologisches Naturdenkmal. Karstloch mit 20-25 m Tiefe mit einer Karstbrücke in der Mitte                                                         |
| 8  | Karstowy most Карстовый мост - Karstbrücke | 0,1       | Nischnesserginsk-Wald, Michailowskoje-Forst, kw. 48. In der Nähe des Dorfes Polowinka am linken Ufer der Serga Нижнесергинский лесхоз, Михайловское лесничество, кв. 48. В окрестностях д. Половинка на левом берегу р. Серги                                                    | Geomorphologisches Naturdenkmal. Interessante Karstbildung in Kalkstein                                                                                 |
| 9  | Skala Pissaniza Скала Писаница - Beschriebener Fels (Nischnesserginsk) | 5         | Nischnesserginsk-Wald, Michailowskoje-Forst, kw. 70. In der Nähe des Dorfes Baschukowo am linken Ufer der Serga Нижнесергинский лесхоз, Михайловское лесничество, кв. 70. В окрестностях п. Бажуково на левом берегу р. Серги                                                    | Geomorphologisches, botanisches, archäologisches Naturdenkmal. Kalksteinfelsen mit ideografischen Markierungen. Felsflora-Komplex                       |
| 10 | Skala Ljaguschka Скала Лягушка - Froschfelsen | 1         | Nischnesserginsk-Wald, Michailowskoje-Forst, kw. 70. In der Nähe des Dorfes Baschukowo am linken Ufer der Serga Нижнесергинский лесхоз, Михайловское лесничество, кв. 70. В окрестностях п. Бажуково на левом берегу р. Серги                                                    | Geomorphologisches, botanisches Naturdenkmal. Kalksteinfelsen von origineller Form. Felsflora-Komplex                                                   |
| 11 | Kamen Filaretow Камень Филаретов - Filaret-Stein | 3         | Nischnesserginsk-Wald, Michailowskoje-Forst, kw. 48. In der Nähe des Dorfes Polowinka am linken Ufer der Serga Нижнесергинский лесхоз, Михайловское лесничество, кв. 48. В окрестностях д. Половинка на левом берегу р. Серги                                                    | Geomorphologisches, botanisches Naturdenkmal. Kalksteinfelsen von origineller Form. Felsflora-Komplex                                                   |
| 12 | Kamen Dyrowaty Камень Дыроватый - Lochstein | 2         | Nischnesserginsk-Wald, Michailowskoje-Forst, kw. 64. In der Nähe des Dorfes Baschukowo am linken Ufer der Serga Нижнесергинский лесхоз, Михайловское лесничество, кв. 64. В окрестностях пос. Бажуково на левом берегу р. Серги                                                  | Geomorphologisches, botanisches Naturdenkmal. Originelle Kart-Form mit einem „Tor“. Felsflora-Komplex                                                   |
| 13 | Skaly Diki Sapad Скалы Дикий Запад - Wildwest-Felsen | 10        | Nischnesserginsk-Wald, Michailowskoje-Forst, kw. 82. In der Nähe des Dorfes Baschukowo am linken Ufer der Serga Нижнесергинский лесхоз, Михайловское лесничество, кв. 82. В окрестностях пос. Бажуково на левом берегу р. Серги                                                  | Geomorphologisches, botanisches Naturdenkmal. Niedrige kalkhaltige Gesteine mit origineller Form. Komplex aus petrophiler Flora                         |
| 14 | Skaly na beregu Michailowskogo pruda Скалы на берегу Михайловского пруда - Felsen am Ufer des Michailowski-Teiches                                                                                   | 352       | Nischnesserginsk-Wald, Michailowskoje-Forst, kw. 93-97, 111-114. 116. In der Nähe von Michailowsk Нижнесергинский лесхоз, Михайловское лесничество, кв. 93-97, 111-114, 116. В окрестностях г. Михайловска                                                                       | Geomorphologisches, botanisches Naturdenkmal. Kalkfelsen hängen als Wand über dem Wasser. Felsflora-Komplex                                             |
| 15 | Osero Tschernoje Озеро Черное - Schwarzer See | 0,5       | Nischnesserginsk-Wald, Michailowskoje-Forst, kw. 48. In der Nähe des Dorfes Baschukowo am linken Ufer der Serga Нижнесергинский лесхоз, Михайловское лесничество, кв. 48. В окрестностях п. Бажуково на левом берегу р. Серги                                                    | Hydrologisches, botanisches Naturdenkmal. Ein zugewachsener See in einem alten Dolinenloch                                                              |
| 16 | Mitkiny osera Митькины озера - Mitkiny-Seen | 10        | Nischnesserginsk-Wald, Michailowskoje-Forst, kw. 49, 50, 66, 67. Am Westhang des Bardymski-Kammes Нижнесергинский лесхоз, Михайловское лесничество, кв. 49, 50, 66, 67. На западном склоне Бардымского хребта                                                                    | Hydrologisches, historisches Naturdenkmal. Alte geflutete Minen (Eisenerzabbau)                                                                         |
| 17 | Ustje reki Demid Устье реки Демид - Mündung des Flusses Demid | 45        | Nischnesserginsk-Wald, Michailowskoje-Forst, kw. 78 Нижнесергинский лесхоз, Михайловское лесничество, кв. 78 | Hydrologisches, botanisches Naturdenkmal. Einzigartige Wasserpflanzengemeinschaft                                                                       |
| 18 | Schtschipanow kljutsch s ochrannoi sonoi Щипанов ключ с охранной зоной - Schtschipanow-Quelle mit Sicherheitszone                                                                                    | 79        | Am linken Ufer der Serga in der Nähe des Dorfes Arakajewo На левом берегу реки Серги у с. Аракаево | Hydrologisches Naturdenkmal. Mineralquelle von gesundheitlichem Wert                                                                                    |
| 19 | Maidalinski kljutsch s ochrannoi sonoi Майдалинский ключ с охранной зоной - Maidalinski-Quelle mit Sicherheitszone                                                                                   | 79        | Nischnesserginsk-Wald, Michailowskoje-Forst, kw. 160. Am linken Ufer der Maidala Нижнесергинский лесхоз, Михайловское лесничество, кв. 160. На левом берегу р. Майдала | Hydrologisches Naturdenkmal. Eine Quelle mit Schwefelwasserstoff-haltigem Wasser                                                                        |
| 20 | Bakajew kljutsch Бакаев ключ - Bakajew-Quelle | 1         | Nischnesserginsk-Wald, Michailowskoje-Forst, kw. 125. In der Nähe der Stadt Michailowsk Нижнесергинский лесхоз, Михайловское лесничество, кв. 125. В окрестностях города Михайловска                                                                                             | Hydrologisches und archäologisches Naturdenkmal. Eine Quelle mit klarem Wasser. Archäologische Fundstätte                                               |
| 21 | Komarowski serowodorodny istotschnik Комаровский сероводородный источник - Komarowski-Schwefelwasserstoffquelle                                                                                      | 0,01      | Nischnesserginsk-Wald, Ufimsk-Forst, kw. 49. An der Ufa, 2 km stromaufwärts des Dorfes Komarowo, Bezirk Artinsk Нижнесергинский лесхоз, Уфимское лесничество, кв. 49. На реке Уфа в 2 км выше по течению от д. Комарово Артинского района                                        | Hydrologisches Naturdenkmal. Wertvolle hydrologische Stätte                                                                                             |
| 22 | Grot Arakajewski I Грот Аракаевский-I - Grotte Arakajewski I | 0,01      | In der Nähe des Dorfes Arakajewo В окрестностях с. Аракаево | Geologisches, geomorphologisches, archäologisches Naturdenkmal. Eine Grotte mit Knochen-Funden mit großer Bedeutung für die Paläoökologie               |
| 23 | Grot Arakajewski II Грот Аракаевский–II - Grotte Arakajewski II | 0,01      | In der Nähe des Dorfes Arakajewo В окрестностях с. Аракаево | Geologisches, geomorphologisches, archäologisches Naturdenkmal. Eine Grotte mit Knochen-Funden mit großer Bedeutung für die Paläoökologie               |
| 24 | Grot Arakajewski VIII Грот Аракаевский–VIII - Grotte Arakajewski VIII | 1         | In der Nähe des Dorfes Arakajewo В окрестностях с. Аракаево | Geologisches, geomorphologisches, archäologisches Naturdenkmal. Eine Grotte mit Knochen-Funden mit großer Bedeutung für die Paläoökologie               |
| 25 | Atigski bor Атигский бор | 253       | Nischnesserginsk-Wald, Werchnesserginskoje-Forst, kw. 57, 59. In der Nähe des Dorfes Atig Нижнесергинский лесхоз, Верхнесергинское лесничество, кв. 57, 59. В окрестностях поселка Атиг.                                                                                         | Botanisches Naturdenkmal. Hochproduktive Waldplantagen                                                                                                  |
| 26 | Utschastki wekowych listwenniz Участки вековых лиственниц - Grundstücke alter Lärchen | 130       | Nischnesserginsk-Wald, Michailowski-Forst, kw. 63; Buiskoje-Forst, kw. 149, 148 Нижнесергинский лесхоз, Михайловское лесничество, кв. 63, Буйское лесничество, кв. 149, 148 | Botanisches Naturdenkmal. Jahrhundertealte Lärchen zwischen gemischten Beständen                                                                        |
| 27 | Staryje ossokori Старые осокори - Alte Segge | 0,01      | Bissertski-Wald, Klenowski-Forst, kw. 120. In der Nähe des Dorfes Kljutschewaja Бисертский лесхоз, Кленовское лесничество, кв. 120. В окрестностях д. Ключевая | Botanisches Naturdenkmal. Dreihundert Jahre alte Schwarzpappel                                                                                          |
| 28 | Boloto Schokurowskoje Болото Шокуровское - Schokurowskoje-Sumpf | 42        | Nischnesserginsk-Wald, Michailowski-Forst, kw. 9. 2 km südwestlich des Dorfes Krasnoarmejez Нижнесергинский лесхоз, Михайловское лесничество, кв. 9. В 2 км на юго-запад от п. Красноармеец                                                                                      | Landschaftsnaturdenkmal. Tieflandwald Sumpf mit Fichte. Seltene Landschaft in einem Gebiet mit geringer Sumpfigkeit                                     |
| 29 | Boloto Rjam Болото Рям - Rjam-Sumpf | 17        | Nischnesserginsk-Wald, Michailowski-Forst, kw. 6. 1,5 km südwestlich, gegenüber von Krasnoarmejez in der Au des Flusses Schokurka Нижнесергинский лесхоз, Михайловское лесничество, кв. 6. В 1,5 км юго-западнее п. Красноармеец в пойме р. Шокурка                              | Landschaftsnaturdenkmal. Tief liegender Schilfsumpf. Seltene Landschaft in einem Gebiet mit geringer Sumpfigkeit.                                       |
|    | |           | | |

## Nischni Tagilund städtisches UmlandМуниципальное образование Город Нижний Тагил и Пригородного района
| №  | Name | Größe, Ha | Lage | Kurzbeschreibung |
| -- | --- | --------- | --- | --- |
|    | |           | | |
| 1  | Gora Medwed-kamen (Jermakowo gorodischtsche) s okruschajuschtschimi lessami Гора Медведь-камень (Ермаково городище) с окружающими лесами - Bärenstein-Berg (Stadt Jermakowo) und umliegende Wälder | 189       | Nischnetagilsk-Wald, Stadtforst, kw. 67. Am rechten Ufer des Tagil, 15 km nördlich von Nischni Tagil Нижнетагильский лесхоз, Городское лесничество, кв. 67. На правом берегу реки Тагил, в 15 км к северу от г. Нижний Тагил | Landschafts- und historisches Naturdenkmal |
| 2  | Gora Krutopawlowskaja Гора Крутопавловская | 6         | Nischnetagilsk-Wald, Stadtforst, kw. 1. Am rechten Ufer des Flusses Tagil in der Nähe des Dorfes Balakino Нижнетагильский лесхоз, Городское лесничество, кв. 1. На правом берегу реки Тагил в окрестностях с. Балакино | Geomorphologisches und botanisches Naturdenkmal. Malerische, fast kahle Kalksteinfelsen. Felsflora-Komplex |
| 3  | Gora Stepnaja Гора Степная | 4         | Nischnetagilsk-Wald, Stadtforst, kw. 5, 8. Am rechten Ufer des Tagil, in der Nähe von Nischni Tagil Нижнетагильский лесхоз, Городское лесничество, кв. 5, 8. В окрестностях Нижнего Тагила на правом берегу р. Тагил | Geomorphologisches, botanisches und geologisches Naturdenkmal. Felsige Küstenklippen, bestehend aus Kalksteinen mit Asbestschichten. Felsflora-Komplex                                                                                              |
| 4  | Gora Sinjaja Гора Синяя - Blauer Berg | 468       | Nischnetagilsk-Wald, Sinegorskoje-Forst, kw. 21. 30. In der Nähe des Dorfes Sinegorsk Нижнетагильский лесхоз, Синегорское лесничество, кв.21, 30. У пос. Синегорский | Landschaftsnaturdenkmal. Ein malerischer Berggipfel mit bizarren Ausreißern aus hellgrauem und bläulichem Quarzit, bedeckt mit dunklen Nadelwäldern. Stätte des alten Mannes.                                                                       |
| 5  | Gora Waskina Гора Васькина | 1         | Nischnetagilsk-Wald, Ust-Utkinskoje Forst, kw. 191. Am rechten Ufer der Tschussowaja. 5 km vom Dorf Ust-Utka entfernt Нижнетагильский лесхоз, Усть-Уткинское лесничество, кв. 191. На правом берегу реки Чусовой. В 5 км от д. Усть-Утка                                                                                        | Geomorphologisches, botanisches und geologisches Naturdenkmal. Hoher Schieferhang in Süd-Ausrichtung |
| 6  | Gora Dyrowatik Гора Дыроватик - Loch-Berg | 100       | Nischnetagilsk-Wald, Tschernoistotschinskoje-Forst, kw. 288, 289. Umgebung des Dorfes Antonowsk Нижнетагильский лесхоз, Черноисточинское лесничество, кв. 288, 289. Окрестности п. Антоновск | Geomorphologisches Naturdenkmal. Die ursprüngliche Reliefform auf de, Gipfel des Berges in Form eines riesigen Bogens - „Loch“ «дыры» |
| 7  | Kamen Tjurik Камень Тюрик | 8         | Am rechten Ufer des Flusses Tschussowaja, 3,5 km vom Dorf Sulem entfernt На правом берегу реки Чусовой, в 3,5 км от пос. Сулем | Geomorphologisches und botanisches Naturdenkmal. Bis zu 80 m hohe Kalksteinfelsen mit mehreren Höhlen. Felsflora-Komplex |
| 8  | Kamen Omutnoi Камень Омутной - NebelStein | 10        | Nischnetagilsk-Wald, Ust-Utkinskoje-Forst, kw. 144. Am rechten Ufer des Flusses Tschussowaja, in der Nähe des Dorfes Ekwa Нижнетагильский лесхоз, Усть-Уткинское лесничество, кв. 144. На правом берегу р. Чусовой. В окрестностях пос. Еква                                                                                    | Geomorphologisches, botanisches, historisch-literarisches Naturdenkmal. Eine Gruppe von steilen Kalksteinfelsen bis zu 70 m Höhe und umliegende Wälder                                                                                              |
| 9  | Kamen Dyrowaty s peschtscherami Turistow i Skalolasow Камень Дыроватый с пещерами Туристов и Скалолазов - Lochstein und Höhlen für Touristen und Kletterer                                         | 10        | Nischnetagilsk-Wald, Ust-Utkinskoje-Forst, kw. 142, 143. Am linken Ufer des Flusses Tschussowaja, 5 km von Ekwa entfernt Нижнетагильский лесхоз, Усть-Уткинское лесничество, кв. 142, 143. На левом берегу реки Чусовой. В 5 км от пос. Еква                                                                                    | Geomorphologisches, botanisches und archäologisches Naturdenkmal. Durchbrochene bis zu 90 m hohe und bis zu 200 m lange Mauer mit mehreren Grotten und Höhlen. Felsflora-Komplex. Lager des alten Mannes                                            |
| 10 | Kamen Oleni Камень Олений - Hirschstein | 32        | Nischnetagilsk-Wald, Ust-Utkinskoje-Forst, kw. 127. Am linken Ufer des Flusses Tschussowaja, 2 km von Ekwa entfernt Нижнетагильский лесхоз, Усть-Уткинское лесничество, кв. 127. На правом берегу реки Чусовой. В 2 км от п. Еква                                                                                               | Geomorphologisches und botanisches Naturdenkmal. Einer der schönsten Felsen am Fluss Tschussowaja. Eine Gruppe von steilen Klippen bis zu 70 m Höhe, die durch einen schmalen Auenstreifen vom Wasser getrennt sind. Standort von Reliktpflanzen    |
| 11 | Kamen Stolby Камень Столбы - Steinsäulen | 10        | Nischnetagilsk-Wald, Ust-Utkinskoje-Forst, kw. 86. 7 km von Ekwa entfernt. Am linken Ufer des Flusses Tschussowaja flussabwärts an der Grenze zur Perm-Region Нижнетагильский лесхоз, Усть-Уткинское лесничество, кв. 86. В 7 км от п. Еква. На левом берегу р. Чусовой ниже по течению, на границе с Пермским краем            | Geomorphologisches und botanisches Naturdenkmal. Bizarre Felsen bis zu 50 m Höhe mit Grotten und Höhlen. Komplex aus Felsflora |
| 12 | Kamen Sini Камень Синий - Blaustein | 30        | Nischnetagilsk-Wald, Ust-Utkinskoje-Forst, kw. 125. Am linken Ufer des Flusses Tschussowaja beim Dorf Ekwa Нижнетагильский лесхоз, Усть-Уткинское лесничество, кв. 125. На левом берегу р. Чусовой у пос. Еква | Geomorphologisches und botanisches Naturdenkmal. Wunderschöner Kalksteinfelsen mit einer kleinen Höhle. Komplex seltener Pflanzen |
| 13 | Kamen Konek Камень Конек - Pferdstein | 3,4       | Nischnetagilsk-Wald, Ust-Utkinskoje-Forst, kw. 87. Am linken Ufer des Flusses Tschussowaja beim Dorf Ekwa Нижнетагильский лесхоз, Усть-Уткинское лесничество, кв. 87. На левом берегу р. Чусовой у пос. Еква | Geomorphologisches und botanisches Naturdenkmal. Mehrere Felsen mit originellen Formen. Komplex aus Felsflora |
| 14 | Kamen Plenitschny Камень Пленичный - Gefangenenstein | 10        | Am rechten Ufer des Flusses Tschussowaja, 3 km vom Dorf Sulem entfernt На правом берегу р. Чусовой, в 3 км от с. Сулем | Geomorphologisches und botanisches Naturdenkmal. Weiße Felswand bis zu 85 m Höhe, bestehend aus Sedimentgesteinen und Kalksteinen. Komplex aus Felsflora                                                                                            |
| 15 | Kamen Pissany (Ust-Utkinskoje) Камень Писаный - Beschriebener Stein | 20        | Nischnetagilsk-Wald, Ust-Utkinskoje-Forst, kw. 76. Am rechten Ufer des Flusses Tschussowaja, in der Nähe des Dorfes Ekwa Нижнетагильский лесхоз, Усть-Уткинское лесничество, кв. 76. На правом берегу реки Чусовой в окрестностях пос. Еква                                                                                     | Geomorphologisches, botanisches und historisches Naturdenkmal. Felsen mit einer kleinen Höhle. Obskure Inschriften. 1779 wurde ein Kreuz und eine Inschrift angebracht, aus denen hervorgeht, dass N. A. Demidow (Н.А. Демидов) hier geboren wurde. |
| 16 | Kamen Tolstik Камень Толстик - Fettstein | 10        | Nischnetagilsk-Wald, Ust-Utkinskoje-Forst, kw. 191. Am rechten Ufer des Flusses Tschussowaja, in der Nähe des Dorfes Ust-Utka Нижнетагильский лесхоз, Усть-Уткинское лесничество, кв. 191. На правом берегу р. Чусовой, в окрестностях д. Усть-Утка                                                                             | Geomorphologisches, botanisches und geologisches Naturdenkmal. Kalksteinfelsen mit Mikrofaltung. Felsflora-Komplex |
| 17 | Kamen Krasny (Ust-Utka) Камень Красный - Rotstein | 10        | Nischnetagilsk-Wald, Ust-Utkinskoje-Forst, kw. 173. Am rechten Ufer des Flusses Tschussowaja, in der Nähe des Dorfes Ust-Utka. Nicht weit vom Fluss Meschewaja Utka entfernt Нижнетагильский лесхоз, Усть-Уткинское лесничество, кв. 173. На правом берегу р. Чусовой, в окрестностях д. Усть-Утка. Недалеко от р. Межевая Утка | Geomorphologisches und botanisches Naturdenkmal. Felsen in Form eines Turms. Komplex aus Felsflora |
| 18 | Kamen Doschdewoi Камень Дождевой - Regenstein | 16        | Nischnetagilsk-Wald, Ust-Utkinskoje-Forst, kw. 157. Am rechten Ufer des Flusses Tschussowaja, in der Nähe des Dorfes Charenik Нижнетагильский лесхоз, Усть-Уткинское лесничество, кв. 157. На правом берегу р. Чусовой, в окрестностях д. Харенки                                                                               | Geomorphologisches und botanisches Naturdenkmal. Gruppe malerischer Felsen an einem steilen Hang. Felsflora-Komplex |
| 19 | Kamen Sobatschi Камень Собачий - Hundestein | 20        | Nischnetagilsk-Wald, Ust-Utkinskoje-Forst, kw. 102. Am rechten Ufer des Flusses Tschussowaja, in der Nähe des Dorfes Ekwa, stromaufwärts der Hundesteinfelsen Нижнетагильский лесхоз, Усть-Уткинское лесничество, кв. 102. На правом берегу р. Чусовой. У п. Еква выше по течению от скал Собачьи камни                         | Geomorphologisches und botanisches Naturdenkmal. Niedriger, rötlicher Felsen. Wuchsort seltener Pflanzen |
| 20 | Skala Sobatschji kamni Скала Собачьи камни - Hundesteinfelsen | 25        | Nischnetagilsk-Wald, Ust-Utkinskoje-Forst, kw. 102. Am rechten Ufer des Flusses Tschussowaja, in der Nähe des Dorfes Ekwa Нижнетагильский лесхоз, Усть-Уткинское лесничество, кв. 102. На правом берегу р. Чусовой у пос. Еква                                                                                                  | Geomorphologisches, botanisches Naturdenkmal. Niedrige Kalksteinaufschlüsse auf abgestuften Terrassen mit seltenen Pflanzen |
| 21 | Skaly Afoniny browi Скалы Афонины брови - Athos Augenbrauen-Felsen | 15        | Nischnetagilsk-Wald, Ust-Utkinskoje-Forst, kw. 201. Am rechten Ufer des Flusses Tschussowaja, in der Nähe des Dorfes Ust-Utka Нижнетагильский лесхоз, Усть-Уткинское лесничество, кв. 201. На правом берегу р. Чусовой, у д. Усть-Утка                                                                                          | Geomorphologisches, botanisches Naturdenkmal. Felsen mit origineller Form, die riesigen Augenbrauen ähnelt. Komplex seltener Gesteinsflora |
| 22 | Dolinnoje obnaschenije na reke Sulem Долинное обнажение на реке Сулем - Gesteinsaufschlüsse im Tal des Flusses Sulem                                                                               | 10        | Nischnetagilsk-Wald, Sulemskoje-Forst, kw. 134-135. In der Nähe des Dorfes Bolschije Galaschki Нижнетагильский лесхоз, Сулемское лесничество, кв. 134-135. В окрестностях д. Большие Галашки | Geologisches Naturdenkmal. Interessante Aufschlüsse der Sandschieferschichten des unteren Devon |
| 23 | Skala Krasny kamen Скала Красный камень - Rotsteinfelsen | 10        | In der Nähe von Nischni Tagil auf dem rechten Ufer des Tagil beim Dorf Balakino В окрестностях г. Нижний Тагил на правом берегу р. Тагил у с. Балакино | Geomorphologisches, botanisches Naturdenkmal. Felsige Gabbro-Klippe mit Reliktpflanzen der Postglazialzeit |
| 24 | Kopi № 53-64 (Fersmanowskije) Копи № 53-64 (Ферсмановские) - Mine No. 53-64 | 120       | Auf dem rechten Ufer des Flusses Tretjakowki. 3 km vom Dorf Sisikowa entfernt На правом берегу р. Третьяковки в 3 км от д. Сизикова | Geologisches und historisches Naturdenkmal. Alte Halbedelsteinminen des mittleren Ural, Halbedelsteine-Abbau im 18.-19. Jh. |
| 25 | Kopi Stakanniza i Sarafanniza Копи Стаканница и Сарафанница - Stakanniza- und Sarafanniza-Mine | 15        | Auf dem rechten Ufer des Flusses Tretjakowki. 4 km vom Dorf Sisikowa entfernt На правом берегу р. Третьяковки в 4 км от д. Сизикова | Geologisches und historisches Naturdenkmal. Alte Halbedelsteinminen des mittleren Ural, Halbedelsteine-Abbau im 18.-19. Jh. |
| 26 | Kopi Mjagkaja, Bolschaja Ganicha, Choltschicha Копи Мягкая, Большая Ганиха, Холчиха - Mjagkaja-, Bolschaja Ganicha- und Choltschicha-Mine                                                          | 25        | 1,5 km vom Zusammenfluss der Flüsse Neiwa und Jambarka (Ambarka) entfernt В 1,5 км от слияния рек Нейва и Ямбарка (Амбарка) | Geologisches und historisches Naturdenkmal. Alte Edelsteinminen |
| 27 | Taljanowskije kopi Тальяновские копи - Taljanowskije-Mine | 50        | Auf dem rechten Ufer des Flusses Tretjakowki. 2 km vom Dorf Mursinka entfernt На правом берегу р. Третьяковки в 2 км от с. Мурзинка | Geologisches und historisches Naturdenkmal. Alte Halbedelsteinminen des mittleren Ural, Halbedelsteine-Abbau im 18.-19. Jh. |
| 28 | Kopi Mylniza i Dwuchsotennaja Копи Мыльница и Двухсотенная - Mylniza (Seifenschale)- und Dwuchsotennaja (Zweihunderter)-Mine                                                                       | 30        | Zwischen den Dörfern Werchnjaja Alabaschka und Nischnjaja Alabaschka Между д. Верхняя и Нижняя Алабашка | Geologisches und historisches Naturdenkmal. Alte Halbedelsteinminen des mittleren Ural, Halbedelsteine-Abbau im 18.-19. Jh. |
| 29 | Gruppa kopei Kop, Tschernucha i drugije Группа копей Копь, Чернуха и другие - Gruppe der Minen Kop, Tschernucha und andere                                                                         | 30        | In der Nähe des Dorfes Kornilowa В окрестностях деревни Корнилова | Geologisches und historisches Naturdenkmal. Alte Halbedelsteinminen des mittleren Ural, Halbedelsteine-Abbau im 18.-19. Jh. |
| 30 | Osero Besdonnoje s okruschajuschtschimi lessami Озеро Бездонное с окружающими лесами - Besdonnoje-See und umliegende Wälder                                                                        | 13        | Nischnetagil-Wald, Wissimskoje-Forst, kw. 5. Am rechten Ufer des Flusses Meschewaja Utka. Angrenzend an das Dorf Wissim Нижнетагильский лесхоз, Висимское лесничество, кв. 5. На правом берегу р. Межевая Утка, севернее пос. Висим                                                                                             | Hydrologisches Naturdenkmal. Karstsee-Ursprung zwischen dolomitisierten Kalksteinen des Paläozoikums |
| 31 | Kedrownik w istokach r. Noticha Кедровник в истоках р. Нотиха - Kiefernwald am Fluss Noticha | 14        | Nischnetagil-Wald, Sulemskoje-Forst, kw. 218. In der Nähe des Dorfes Bolschije Galaschki, in der Schutzzone des Wissimski Sapowednik Нижнетагильский лесхоз, Сулемское лесничество, кв. 218. В окрестностях д. Большие Галашки, в охранной зоне государственного заповедника «Висимский»                                        | Botanisches Naturdenkmal. Einer der größten Zirbelkiefernwälder am westlichen Hang des Urals |
| 32 | Boloto Sewerka Болото Северка - Sewerka-Sumpf | 304       | Nischnetagil-Wald, Stadtforst, kw. 41, 42, 51. 7 km nordöstlich von Nischni Tagil Нижнетагильский лесхоз, Городское лесничество, кв. 41, 42, 51. В 7 км северо-восточнее г. Нижний Тагил | Botanisches und hydrologisches Naturdenkmal. Tieflandwald-Sumpf. Quelle des Flusses Sewerka. Wuchsort von Heilpflanzen |
| 33 | Boloto Paklinskoje Болото Паклинское - Paklinskoje-Sumpf | 347       | Nischnetagil-Wald, Nikolo-Pawloskoje-Forst, kw. 97, 98, 105, 106, 107, 113, 114, 115. 1,5 km nördlich von Nowoasbest Нижнетагильский лесхоз, Николо-Павловское лесничество, кв. 97, 98, 105, 106, 107, 113, 114, 115. В 1,5 км на север от п. Новоасбест                                                                        | Botanisches und hydrologisches Naturdenkmal. Tieflandwald-Sumpf. Quelle des Flusses Sewerka. Wuchsort von Heilpflanzen |
| 34 | Boloto Moroschetschnoje Болото Морошечное - Moroschetschnoje-Sumpf | 237       | Nischnetagil-Wald, Petrokamenskoje-Forst, kw. 174. 7 km nordwestlich der Dörfer Tscheremschanka und Nowoasbest Нижнетагильский лесхоз, Петрокаменское лесничество, кв. 174. В 7 км на северо-запад от д. Черемшанка, п. Новоасбест                                                                                              | Botanisches und hydrologisches Naturdenkmal. Mesotropher Waldsumpf an der Quelle des Flusses Iwa (Swerdlowsk) (Ива Weide) |
| 35 | Boloto Schaitanskoje w gornom usle Wesselyje gory Болото Шайтанское в горном узле Веселые горы - Schaitanskoje-Sumpf im Wesselyje-Gebirge                                                          | 1         | Am Fluss Shaitanka. Im Westen des Dorfes Lewicha На р. Шайтанка. На запад от п. Левиха | Botanisches und hydrologisches Naturdenkmal. Bergsumpf |
| 36 | Gnesdo berkuta Гнездо беркута - Steinadlernest | 600       | Nischnetagil-Wald, Sulemskoje-Forst, kw. 27, 28, 43, 44 Нижнетагильский лесхоз, Сулемское лесничество, кв. 27, 28, 43, 44 | Zoologisches Naturdenkmal |
|    | |           | | |

## Landkreis NischneturinskНижнетуринского района
| № | Name                                                              | Größe, Ha | Lage | Kurzbeschreibung                                                                                      |
| - | ----------------------------------------------------------------- | --------- | --- | --- |
|   |                                                                   |           | | |
| 1 | Skaly Jelkinskije Скалы Елкинские - Jelkinskije-Felsen            | 75        | Issowski-Wald, Nischneturinskoje-Forst, kw. 27, 43. Am rechten Ufer des Flusses Tury beim Dorf Elkino Исовский лесхоз, Нижнетуринское лесничество, кв. 27, 43. Правобережье р. Туры вблизи п. Елкино  | Geomorphologisches und botanisches Naturdenkmal. Kalksteinfelsen mit Relikt- und endemischen Pflanzen |
| 2 | Werchneje-Issowski kedrownik Верхнее-Исовский кедровник           | 106       | Issowski-Wald, Kossjinskoje-Forst, kw. 93, 94, 99. In der Nähe des Dorfes Werch-Is Исовский лесхоз, Косьинское лесничество, кв. 93, 94, 99. В окрестностях п. Верх-Ис                                 | Botanisches Naturdenkmal. Zedernwald des alten Dorfes. Hochproduktive Pflanzung                       |
| 3 | Boloto Schumichinskoje Болото Шумихинское - Schumichinskoje-Forst | 79        | Issowski-Wald, Katschkanarskoje-Forst, kw. 1-8, 14, 15, 132-139. 3,5 km vom Dorf Schurkino entfernt Исовский лесхоз, Качканарское лесничество, кв. 1-8, 14, 15, 132-139. В 3,5 км на юг от д. Шуркино | Botanisches und hydrologisches Naturdenkmal.                                                          |
|   |                                                                   |           | | |

## LandkreisNowoljalinskНоволялинского района
| № | Name | Größe, Ha | Lage | Kurzbeschreibung                                                                                    |
| - | --- | --------- | --- | --------------------------------------------------------------------------------------------------- |
|   | |           | | |
| 1 | Pawdinski estestwenny gorny kedrownik Павдинский естественный горный кедровник - Natürlicher Zirbelkiefernwald von Pawdinski | 648       | Nowoljalinsk-Wald, Pawdinskoje-Forst, kw. 88, 120, 121, 89, 90. In der Nähe des Dorfes Pawda Новолялинский лесхоз, Павдинское лесничество, кв. 88, 120, 121, 89, 90. В окрестностях пос. Павда | Botanisches Naturdenkmal. Zirbelkiefern. Reife (bis zu 300 Jahre alte) hochproduktive Zirbelkiefern |
| 2 | Osero Spaiskoje Озеро Спайское - Spaiskoje-See                                                                               | 48        | Nowoljalinsk-Wald, Suchogorskoje-Forst, kw. 104. Nördlich des Ortes Pawda Новолялинский лесхоз, Сухогорское лесничество, кв. 104. К северу от п. Павда | Hydrologisches und botanisches Naturdenkmal                                                         |
| 3 | Boloto Tschaschtschewitoje Болото Чащевитое - Tschaschtschewitoje-Sumpf (Dickicht-Sumpf)                                     | 542       | Nowoljalinsk-Wald, Konopljanskoje-Forst, kw. 200, 271. 1 km von Krutaja entfernt. Новолялинский лесхоз, Коноплянское лесничество, кв. 200, 271. В 1 км от д. Крутая | Landschaftsnaturdenkmal. Oligotrophes Kiefern-Sphagnum-Moor                                         |
| 4 | Boloto Tschistoje Болото Чистое - Tschistoje-Sumpf (Sauberer Sumpf)                                                          | 908       | Nowoljalinsk-Wald, Konopljanskoje-Forst, kw. 298, 299, 300. An der Wasserscheide der Flüsse Ljalja und Oktai. 6,5 km südöstlich der Stadt Nowaja Ljalja Новолялинский лесхоз, Коноплянское лесничество, кв. 298, 299, 300. На водоразделе рек Ляля и Октай. В 6,5 км на юго-восток от г. Новая Ляля | Landschaftsnaturdenkmal. Oligomesotrophe Moore                                                      |
| 5 | Boloto Wladimirskoje Болото Владимирское - Wladimirskoje-Sumpf                                                               | 721       | Nowoljalinsk-Wald, Konopljanskoje-Forst, kw. 244, 245, 265, 266, 267 Новолялинский лесхоз, Коноплянское лесничество, кв. 244, 245, 265, 266, 267 | Landschaftsnaturdenkmal. Oligotrophe Kiefern-Sphagnum-Moore                                         |
|   | |           | | |

## StadtbezirkPerwouralskМуниципальное образование Город Первоуральск
| №  | Name | Größe, Ha | Lage | Kurzbeschreibung |
| -- | --- | --------- | --- | --- |
|    | |           | | |
| 1  | Skala Sokoliny kamen s okruschajuschtschimi lessami Скала Соколиный камень с окружающими лесами - Falkenfelsenberg und umliegende Wälder                                | 100       | Bildungs- und wissenschaftlich-industrielles komplexes staatliches Forstunternehmen der Staatlichen Forstakademie des Ural. Sewerskoje-Forst, kw. 36. Учебное и научно-производственное комплексное государственное лесохозяйственное предприятие Уральской государственной лесотехнической академии, Северское лесничество, кв. 36 | Geomorphologisches, botanisches und archäologisches Naturdenkmal. Malerische Granitfelsen mit einem Komplex aus Felsflora, große abgerundete Blöcke. Motiv in Volkslegenden |
| 2  | Kamen Sobatschji rebra Камень Собачьи ребра - Hunderippenstein | 5         | Am linken Ufer des Flusses Tschussowa, in der Nähe des Camps Kourowka Левый берег р. Чусовой, около турбазы Коуровка | Geomorphologisches Naturdenkmal. Malerische Küstenklippen in Form von geneigten Kalksteinplatten                                                                            |
| 3  | Kamen Grebeschki Камень Гребешки - Jakobsmuschelstein | 50        | Am linken Ufer des Flusses Tschussowa, 10 km vom Dorf Trjoka entfernt Левый берег р. Чусовой, в 10 км от д. Трёка | Geomorphologisches, botanisches Naturdenkmal. Malerische Felsen mit seltener Vegetation. Motiv in Volkserzählungen                                                          |
| 4  | Kamen Tschassowoi (Guljaj) Камень Часовой (Гуляй) - Ausguck-Stein | 5         | Am rechten Ufer des Flusses Tschussowa, beim Rasthaus Kourowka-2 На правом берегу р. Чусовой, у дома отдыха Коуровка-2 | Geomorphologisches, botanisches Naturdenkmal. Malerische Felsen. Komplex von Felsflora                                                                                      |
| 5  | Kamen Schaitan (Perwouralsk) Камень Шайтан - Teufelsstein | 10        | Am rechten Ufer des Flusses Tschussowa, beim Dorf Nischneje Selo На правом берегу р. Чусовой, у с. Нижнее Село | Geomorphologisches, botanisches und historisches Naturdenkmal. Massiver Stein mit Höhlen. Felsflora-Komplex. Motiv von Volksmärchen                                         |
| 6  | Kamen Sokol Камень Сокол - Falkenstein | 3         | Am linken Ufer des Flusses Tschussowa, beim Dorf Nischneje Selo На левом берегу р. Чусовой, у с. Нижнее Село | Geomorphologisches Naturdenkmal. Niedriger waldbestandener Felsen |
| 7  | Kamen Wyssoki Камень Высокий - Hoher Stein | 3         | Am rechten Ufer des Flusses Tschussowa, beim Dorf Treka (Swerdlowsk) На правом берегу р. Чусовой, у д. Трека | Geomorphologisches Naturdenkmal. Schöner Stein mit Höhle |
| 8  | Kamen Kamenski Камень Каменский | 5         | Am linken Ufer des Flusses Tschussowaja, in der Nähe des Dorfes Kamenka На левом берегу р. Чусовой, у д. Каменка | Geomorphologisches, historisches und literarisches Naturdenkmal. Niedriger Fels. Erwähnt in den Werken von D. N. Mamina-Sibiryak (falsche Angabe ?)                         |
| 9  | Kamen Schischimski Камень Шишимский | 1,3       | Bilimbajewski-Wald, Bilimbajewskoje-Forst, kw. 114. Am rechten Ufer des Flusses Tschussowa, an der Mündung des Flusses Bolschoi Schischim Билимбаевский лесхоз, Билимбаевское лесничество, кв. 114. На правом берегу р. Чусовой, в устье реки Большой Шишим                                                                         | Geomorphologisches Naturdenkmal. Niedrige Kalksteinfelsen |
| 10 | Kamen Slobodskoi Камень Слободской | 5         | Am rechten Ufer des Flusses Tschussowa, beim Dorf Sloboda (Swerdlowsk) На правом берегу р. Чусовой у села Слобода | Geomorphologisches, botanisches Naturdenkmal. Malerische Klippenbastionen am Ufer mit einem Komplex aus Felsflora                                                           |
| 11 | Kamen Georgijewski Камень Георгиевский | 50        | Am rechten Ufer des Flusses Tschussowa, beim Dorf Sloboda На правом берегу р. Чусовой, у с. Слобода | Geomorphologisches, botanisches Naturdenkmal. Ein mächtiger Steinkamm, der zum Wasser hin abfällt. Komplex seltener Felsflora                                               |
| 12 | Osero Gluchoje s okruschajuschtschimi lessami Озеро Глухое с окружающими лесами - Gluchoje-See und umliegende Wälder                                                    | 330       | Werch-Issetski-Wald, Schirokoretschenskoje-Forst, kw. 72, 6, 73. in der Nähe von Jekaterinburg Верх-Исетский лесхоз, Широкореченское лесничество, кв. 72, 6, 73. В окрестностях Екатеринбурга | Landschaftsnaturdenkmal. Kleiner und flacher malerischer Stausee (67 Hektar) mit sumpfigen Ufern. Nistplatz für Wasservögel                                                 |
| 13 | Roschtscha Mogiliza Роща Могилица - Mogiliza-Hain | 10        | Im Dorf Bilimbai В поселке Билимбай | Botanisches Naturdenkmal. Kiefernpflanzung von 1888 |
| 14 | Wyssokoproiswoditelnyje nassaschdenija sosny Высокопроизводительные насаждения сосны - Hochleistungskiefernplantagen                                                    | 47        | Bilimbai-Wald, Podwoloschinskoje-Forst, kw. 44 Билимбаевский лесхоз, Подволошинское лесничество, кв. 44 | Botanisches Naturdenkmal. Natürliche Plantagen mit hochproduktiven Kiefernbeständen                                                                                         |
| 15 | Wyssokoproiswoditelnyje nassaschdenija sosny, beresy, eli Высокопроизводительные насаждения сосны, березы, ели - Hochleistungsplantagen mit Kiefern, Fichten und Birken | 18,5      | Bilimbajewski-Wald, Podwoloschinskoje-Forst, kw. 74, 76. In der Nähe von Perwouralsk Билимбаевский лесхоз, Первоуральское лесничество, кв. 74, 76. В окрестностях г. Первоуральск | Botanisches Naturdenkmal. Natürliche Plantagen mit hochproduktiven Kiefern-, Fichten- und Birkenbeständen                                                                   |
| 16 | Wyssokoproiswoditelnyje nassaschdenija sosny Высокопроизводительные насаждения сосны - Hochleistungskiefernplantagen                                                    | 19,9      | Bilimbai-Wald, Podwoloschinskoje-Forst, kw. 13, 14 Билимбаевский лесхоз, Подволошинское лесничество, кв. 13, 14 | Botanisches Naturdenkmal. Hochproduktive Kiefernkulturen |
| 17 | Kultury sosny (1864) Культуры сосны 1864 года - Kiefernkulturen von 1864                                                                                                | 4,2       | Bilimbai-Wald, Perwouralskoje-Forst, kw. 52. Am Fuß des Berges Teplaja. In der Nähe von Perwouralsk Билимбаевский лесхоз, Первоуральское лесничество, кв. 52, подножие горы Теплая. В окрестностях г. Первоуральска | Botanisches Naturdenkmal. Kiefernkulturen, hochproduktive Kiefernplantagen                                                                                                  |
| 18 | Wyssokoproiswoditelnyje nassaschdenija beresy, sosny, eli Высокопроизводительные насаждения березы, сосны, ели - Hochleistungsplantagen mit Birken, Kiefern und Fichten | 56,4      | Bilimbai-Wald, Nowoutkinskoje-Forst, kw. 27, 31, 32 Билимбаевский лесхоз, Новоуткинское лесничество, кв. 27, 31, 32 | Botanisches Naturdenkmal. Hochproduktive Pflanzungen |
| 19 | Kultury sosny (1887) Культуры сосны 1887 года - Kiefernkulturen von 1887                                                                                                | 144,4     | Bilimbai-Wald, Bilimbajewskoje-Forst, kw. 113, 122, 132 Билимбаевский лесхоз, Билимбаевское лесничество, кв. 113, 122, 132 | Botanisches Naturdenkmal. Hochproduktive Pflanzungen, Alte Kiefernkulturen                                                                                                  |
| 20 | Kultury sosny (1892) Культуры сосны 1892 года - Kiefernkulturen von 1892                                                                                                | 29,7      | Bilimbai-Wald, Bilimbajewskoje-Forst, kw. 87 Билимбаевский лесхоз, Билимбаевское лесничество, кв. 87 | Botanisches Naturdenkmal. Hochproduktive Pflanzungen |
| 21 | Kultury eli 1910, 1916 Культуры ели 1910 и 1916 годов - Fichtenkulturen von 1910 und 1916                                                                               | 12,0      | Bilimbai-Wald, Bilimbajewskoje-Forst, kw. 130. Am Berg Liwaja Билимбаевский лесхоз, Билимбаевское лесничество, кв. 130. На горе Липовая | Botanisches Naturdenkmal. |
| 22 | Lesnyje kultury sosny i listwennizy 1952-1959 Лесные культуры сосны и лиственницы 1952-1959 годов - Kiefern- und Lärchenwaldplantagen 1952-1959                         | 60,4      | Bilimbai_Wald, Bilimbajewskoje-Forst, kw. 158 Билимбаевский лесхоз, Билимбаевское лесничество, кв. 158 | Botanisches Naturdenkmal. Hochproduktive Pflanzungen |
|    | |           | | |

## StadtbezirkPolewskМуниципальное образование Город Полевской
| № | Name                                                         | Größe, Ha | Lage | Kurzbeschreibung |
| - | ------------------------------------------------------------ | --------- | --- | --- |
|   |                                                              |           | | |
| 1 | Gora Asow Гора Азов                                          | 217       | Polewskoi-Wald, Polewskoje-Forst kw. 30-32, 43-45. 8 km von Polewsk entfernt Полевской лесхоз, Полевское лесничество, кв. 30-32, 43-45. В 8 км от города Полевского | Geologisches, botanisches und archäologisches Naturdenkmal (Opferstätte der Bronzezeit) sowie historisches und literarisches (beschrieben in den Erzählungen von P.P. Baschow). Der Gipfel des Rewdinsk-Kamms (Вершина Ревдинского) in Form eines gezackten Steinkamms aus gefalteten Diabas-Gesteinen. Umgeben von einem Kiefernwald |
| 2 | Gora Dumnaja Гора Думная                                     | 3,5       | Stadtgrenze von Polewsk, am rechten Ufer des Flusses Polewoi Черта г. Полевского, правый берег р. Полевой                                                           | Geologisches, geomorphologisches, archäologisches und historisch-literarisches Naturdenkmal. An dem Ort wurde 1709 eine Kupfermine gegründet und in den Erzählungen von P.P. Baschow werden geheime Versammlungen von Arbeitern erwähnt                                                                                               |
| 3 | Glubotschinski prud Глубочинский пруд - Glubotschinski-Teich | 152       | Polewsk-Wald, Polewskoje-Forst, kw. 171, 172, 185. In der Nähe von Polewsk Полевской лесхоз, Полевское лесничество, кв. 171, 172, 185. В окрестностях г. Полевского | Hydrologisches Naturdenkmal. Malerischer Stausee |
|   |                                                              |           | | |

## LandkreisPyschminskПышминского района
| № | Name | Größe, Ha | Lage | Kurzbeschreibung                                                   |
| - | --- | --------- | --- | ------------------------------------------------------------------ |
|   | |           | |                                                                    |
| 1 | Tschernyschewski bor Чернышевский бор                                                                          | 802       | Pyschminsk-Wald, Pyschminskoje-Forst, kw. 23-28, 38, 46 Am rechten Ufer des Flusses Pyschma in der Nähe des Ortes Tschernyschewo Пышминский лесхоз, Пышминское лесничество, кв. 23-28, 38, 46. На правом берегу р. Пышма около с. Чернышево | Botanisches Naturdenkmal. Hochproduktive Bepflanzung               |
| 2 | Wyssokoproduktiwnoje nassaschdenije sosny Высокопродуктивное насаждение сосны - Hochproduktive Kiefernplantage | 186       | Pyschminsk-Wald, Pyschminskoje-Forst, kw. 2. in der Nähe des Pyschma Пышминский лесхоз, Четкаринское лесничество, кв. 2. В окрестностях р. Пышмы                                                                                            | Botanisches Naturdenkmal. Gebiete der Pripyschminsky-Kiefernwälder |
|   | |           | |                                                                    |

## LandkreisRewdinskРевдинского района
| №  | Name | Größe, Ha | Lage | Kurzbeschreibung |
| -- | --- | --------- | --- | --- |
|    | |           | | |
| 1  | Gora Kamennaja s okruschajuschtschimi lessami Гора Каменная с окружающими лесами - Steinberg und umliegende Wälder                                                       | 566       | Rewdinsk-Wald, Rewdinskoje-Forst, kw. 1, 2, 113, 128-130 (Steintrakt), östlich von Rewdinsk Ревдинский лесхоз, Ревдинское лесничество, кв. 1, 2, 113, 128-130 (урочище каменное), к востоку от г. Ревды                | Landschaftsnaturdenkmal. Gebirgszug mit Felsformationen                                                                                 |
| 2  | Gora Worobjiny Гора Воробьиный - Spatzenberg | 235       | Rewdinsk-Wald, Oktjabrskoje-Forst, kw. 132, 133, südöstlich von Rewdinsk Ревдинский лесхоз, Октябрьское лесничество, кв. 132, 133, к юго-востоку от г. Ревды                                                           | Geomorphologisches, botanisches Naturdenkmal. Originelle Felsformationen. Aussichtspunkt                                                |
| 3  | Gora Wjasowaja Гора Вязовая - Ulmenberg | 99        | Rewdinsk-Wald, Oktjabrskoje-Forst, kw. 95 Ревдинский лесхоз, Октябрьское лесничество, кв. 95 | Geomorphologisches, botanisches Naturdenkmal. Einer der höchsten Gipfel des Rewdinsky-Kammes                                            |
| 4  | Gora Dyrowaty kamen Гора Дыроватый камень - Lochstein-Berg | 230       | Rewdinsk-Wald, Oktjabrskoje-Forst, kw. 126, 127 Ревдинский лесхоз, Октябрьское лесничество, кв. 126, 127 | Geomorphologisches, botanisches Naturdenkmal. Einer der höchsten Gipfel des Rewdinsky-Kammes. Wuchssort endemischer Arten der Uralflora |
| 5  | Gora Starik-kamen Гора Старик-камень Alter-Mann-Stein-Berg | 197       | Rewdinsk-Wald, Lawrowskoje-Forst, kw. 1 Ревдинский лесхоз, Лавровское лесничество, кв. 1 | Geomorphologisches Naturdenkmal. 25 bis 30 m hohe Felsvorsprünge mit Umrissen, die dem Kopf eines alten Mannes in einer Mütze ähneln    |
| 6  | Gora Ded-kamen Гора Дед-камень - Großvater-Stein-Berg | 145       | Rewdinsk-Wald, Lawrowskoje-Forst, kw. 8. 7 km westlich von Rewdinsk Ревдинский лесхоз, Лавровское лесничество, кв. 8. В 7 км к западу от г. Ревды                                                                      | Geomorphologisches Naturdenkmal. Felsen bis 35 m Höhe                                                                                   |
| 7  | Agapowskije bory Агаповские боры | 70        | Rewdinsk-Wald, Rewdinskoje-Forst, kw. 105, 106 Ревдинский лесхоз, Ревдинское лесничество, кв. 105, 106 | Einzigartige Kiefernwälder |
| 8  | Kobalinskije rodniki Кобалинские родники - Kobalinskije-Quellen | 1         | Grenzgebiet der Stadt Rewdinsk Черта города Ревда | Hydrologisches Naturdenkmal |
| 9  | Istok Reki Maly Ik (Platonida) Исток р. Малый Ик (Платонида) - Quelle des Flusses Kleine Ik (Platonida)                                                                  | 206       | Rewdinski-Wald, Marjinskoje-Forst, kw. 141 Ревдинский лесхоз, Марьинское лесничество, кв. 141 | Hydrologisches, historisches Naturdenkmal. Radonquelle. In der Vergangenheit eines der größten Altgläubigenzentren im Ural              |
| 10 | Nowomariinskoje wodochranilischtsche s okruschajuschtschimi lessami Новомариинское водохранилище с окружающими лесами - Novomariinskoe-Reservoir mit umliegenden Wäldern | 40        | 15 km von der Stadt Rewdinsk entfernt В 15 км от города Ревды | Malerischer Teich mit klarem Wasser |
| 11 | Boloto Wjasowskoje Болото Вязовское - Wjasowskoje-Sumpf | 730       | Rewdinski-Wald, Degtjarskoje-Forst, kw. 49, 48, 57, 58, 65, 66, 76, 77. 0,5 km östlich von Degtjarsk. Ревдинский лесхоз, Дегтярское лесничество, кв. 49, 48, 57, 58, 65, 66, 76, 77. В 0,5 км на восток от г.Дегтярска | Landschaftsnaturdenkmal. Seggen-Tieflandsumpf.                                                                                          |
| 12 | Boloto Kosje Болото Козье - Ziegensumpf | 30        | Rewdinski-Wald, Mariinskoje-Forst, kw. 41 9,5 km von Mariinsk entfernt Ревдинский лесхоз, Мариинское лесничество, кв. 41. В 9,5 км от Мариинска                                                                        | Botanisches Naturdenkmal. Kiefern-Sphagnum Hochmoor                                                                                     |
| 13 | Boloto Mochowoje-Krasnojarskoje Болото Моховое - Красноярское | 120       | Rewdinski-Wald, Oktjabrskoje-Forst, kw. 111. 1 km nordöstlich von Krasnojar Ревдинский лесхоз, Октябрьское лесничество, кв. 111. В 1 км на северо-восток от п. Краснояр                                                | Botanisches, hydrologisches Naturdenkmal. Wald-Tieflandsumpf. Fluss-Quelle                                                              |
|    | |           | | |

## LandkreisReschewskРежевского района
| №  | Name                                                      | Größe, Ha | Lage | Kurzbeschreibung |
| -- | --------------------------------------------------------- | --------- | --- | --- |
|    |                                                           |           | | |
| 1  | Kamen Bely Камень Белый - Weißer Stein                    | 5,6       | Reschewskoi-Wald, Reschewskoje-Forst, kw. 12. Am Rechten Ufer des Flusses Resch in der Nähe der Stadt Reschk Режевской лесхоз, Режевское лесничество, кв. 12. На правом берегу реки Реж в окрестностях г. Режа                                    | Geomorphologisches, botanisches Naturdenkmal. Große Kalksteinfelsen mit einem Komplex seltener Felsflora             |
| 2  | Kamen Bolschoi Камень Большой - Großer Stein              | 5         | Reschewskoi-Wald, Glinskoje-Forst, kw. 8. Am rechten Ufer des Flusses Resch, in der Nähe des Dorfes Golenduchino Режевской лесхоз, Глинское лесничество, кв. 8. На правом берегу р. Реж, в окрестностях д. Голендухино                            | Geomorphologisches, botanisches Naturdenkmal. Malerische Kalksteinfelsen mit einem Komplex seltener Felsflora        |
| 3  | Kamen Glinski Камень Глинский                             | 4,4       | Reschewskoi-Wald, Glinskoje-Forst, kw. 65. Am rechten Ufer des Resch Режевской лесхоз, Глинское лесничество, кв. 65. На правом берегу р. Реж | Geomorphologisches, botanisches Naturdenkmal. Malerische Kalksteinfelsen mit einem Komplex seltener Felsflora        |
| 4  | Kamen Bragino Камень Брагино                              | 5         | Reschewskoi-Wald, Glinskoje-Forst, kw. 70. In der Nähe von Golenduchino am rechten Ufer des Resch Режевской лесхоз, Глинское лесничество, кв. 70. В окрестностях д. Голендухино на правом берегу р. Реж                                           | Geomorphologisches, botanisches Naturdenkmal. Malerische Kalksteinfelsen mit einem Komplex seltener Felsflora        |
| 5  | Kamen Perschinski Камень Першинский                       | 5         | Reschewskoi-Wald, Glinskoje-Forst, kw. 8. In der Nähe von Perschino am rechten Ufer des Flusses Resch Режевской лесхоз, Глинское лесничество, кв. 8. В окрестностях с. Першино, на правом берегу р. Реж                                           | Geomorphologisches, botanisches Naturdenkmal. Niedrige Klippen mit einem Komplex seltener Felsflora                  |
| 6  | Kamen Schaitan (Reschewsk) Камень Шайтан - Teufelsstein   | 250       | Reschewskoi-Wald, Lipowskoje-Forst, kw. 61. Beim Ort Oktjabrsk (Swerdlowsk) am Fluss Resch in der Nähe der Flussmündung des Schaitanka Режевской лесхоз, Липовское лесничество, кв. 61. Около с. Октябрьского на р. Реж, вблизи устья р. Шайтанка | Geomorphologisches, botanisches Naturdenkmal. Durchbrochene hohe Klippen mit Blick auf den Fluss                     |
| 7  | Kamen Socharewski Камень Сохаревский                      | 5         | Reschewskoi-Wald, Glinskoje-Forst, kw. 10. Am rechten Ufer des Resch Режевской лесхоз, Глинское лесничество, кв. 10. На правом берегу р. Реж | Geomorphologisches, botanisches Naturdenkmal. Niedrige Klippen mit einem Komplex seltener Felsflora                  |
| 8  | Skaly Pjat bratjew Скалы Пять братьев - Fünf-Brüder-Stein | 237       | Reschewskoi-Wald, Reschewskoje-Forst, kw. 50. In der Nähe des Berges Rescha am rechten Ufer des Flusses Resch Режевской лесхоз, Режевское лесничество, кв. 50. В окрестностях г. Режа на правом берегу реки Реж                                   | Geomorphologisches, botanisches Naturdenkmal. Malerische Serpentinitfelsen in Form einer Wand mit mehreren Felsnasen |
| 9  | Socharewskaja peschtschera Сохаревская пещера             | 0,5       | Reschewskoi-Wald, Glinskoje-Forst, kw. 10. Am rechten Ufer des Resch Режевской лесхоз, Глинское лесничество, кв. 10. На правом берегу реки Реж | Geomorphologisches Naturdenkmal. Kleine Karsthöhle                                                                   |
| 10 | Kopi Semenicha Копи Семениха - Semenicha-Minen            | 17        | Reschewskoi-Wald, Krutichinskoje-Forst, kw. 28, in der Nähe des Ortes Kruticha (Swerdlowsk) Режевской лесхоз, Крутихинское лесничество, кв. 28. В окрестностях п. Крутиха                                                                         | Geomorphologisches, historisches Naturdenkmal. Alte Halbedelstein-Minen (Aduy-Gruppe - Адуйская группа)              |
|    |                                                           |           | | |

## StadtbezirkSewerouralskМуниципальное образование Город Североуральск
| № | Name | Größe, Ha | Lage | Kurzbeschreibung |
| - | --- | --------- | --- | --- |
|   | |           | | |
| 1 | Skaly Grjunwaldta Скалы Грюнвальдта | 0,75      | Im Stadtgebiet von Sewerouralsk В черте г. Североуральска | Geomorphologisches und stratigraphisches Naturdenkmal. Komplex aus Felsen und steilen Hängen. Wuchsort von Fels- und Steppenflora seltener geschützter Arten |
| 2 | Skaly Tri Brata (Sewerouralsk) Скалы Три Брата - Drei-Brüder-Felsen                                                                                              | 47,4      | Sewerouralsk-Wald, Petropawlowskoje-Forst, kw. 51, 66, 60, 84-86 Североуральский лесхоз, Петропавловское лесничество, кв. 51, 66, 60, 84-86                                                                                           | Botanisches und geomorphologisches Naturdenkmal. Hohe Kalksteinfelsen, durch Baumbestände in drei große bewaldete Gipfel unterteilt                          |
| 3 | Petropawlowskaja karstowaja peschtschera Петропавловская карстовая пещера - Petropawlowsk-Karsthöhle                                                             | 1         | An der Stadtgrenze von Sewerouralsk Черта города Североуральска | Geomorphologische, archäologische und historische Stätte. Kleine Karsthöhle unter der Peter-und-Paul-Kirche. Fundort von Tier-Knochen                        |
| 4 | Peschtschera Trenkinskaja Пещера Тренькинская - Trenkinskaja-Höhle                                                                                               | 4         | Sewerouralsk-Wald, Tscheremuchowskoje-Forst, kw. 45. Am rechten Ufer des alten Kanals der Soswa Североуральский лесхоз, Черемуховское лесничество, кв. 45. На правом берегу старого русла реки Сосьвы                                 | Geomorphologisches Naturdenkmal. Kleine Karsthöhle mit interessanter Form                                                                                    |
| 5 | Peschtschera Ust-Kaljinskaja Пещера Усть-Кальинская - Ust-Kaljinskaja-Höhle                                                                                      | 1,7       | Sewerouralsk-Wald, Tscheremuchowskoje-Forst, kw. 101. Am rechten Ufer des Flusses Kalja in der Nähe des Dorfes Kalja Североуральский лесхоз, Черемуховское лесничество, кв. 101. На правом берегу реки Калья, в окрестностях п. Калья | Geomorphologische Naturdenkmal. Kleine Karsthöhle mit einem Eingang 17 m über dem Wasserspiegel                                                              |
| 6 | Schachta Swetlaja Шахта Светлая - Lichtschacht | 1         | Sewerouralsk-Wald, Tscheremuchowskoje-Forst, kw. 101. Североуральский лесхоз, Всеволодское лесничество, кв. 101, вблизи оз. Светлого                                                                                                  | Geomorphologisches Naturdenkmal. Tiefes Karstloch (eines der tiefsten in der Gegend)                                                                         |
| 7 | Osero Werchneje Озеро Верхнее - Oberer See | 443       | Sewerouralsk-Wald, Wsewolodskoje-Forst, kw. 44, 49, 78, 91. In der Nähe von Wsewolodo-Blagodatsk Североуральский лесхоз, Всеволодское лесничество, кв. 44, 49, 78, 91. В окрестностях с. Всеволодо-Благодатского                      | Hydrologisches, botanisch-hydrologisches und archäologisches Naturdenkmal. Kleiner See in den östlichen Ausläufern des nördlichen Urals                      |
| 8 | Osero Swetloje s prilegajuschtschimi k nemu sosnowymi borami Озеро Светлое с прилегающими к нему сосновыми борами - Swetloje-See mit angrenzenden Kiefernwäldern | 865       | Sewerouralsk-Wald, Wsewolodskoje-Forst, kw. 95, 96 Североуральский лесхоз, Всеволодское лесничество, кв. 95, 96 | Landschaftsnaturdenkmal. Abflussloser See im östlichen Vorgebirge des Mittleren Urals. Wuchsort seltener Pflanzen                                            |
|   | |           | | |

## Stadtbezirk und LandkreisSerowМуниципальное образование Город Серов и Серовского района
| №  | Name                                                                                                 | Größe, Ha | Lage | Kurzbeschreibung |
| -- | --- | --------- | --- | --- |
|    | |           | | |
| 1  | Soswinskije starizy Сосьвинские старицы - Alte Soswa                                                 | 289       | Serowski-Wald, Filkinskoje-Forst, kw. 128-130, 150, 172. In der Nähe des Dorfes Urai Серовский лесхоз, Филькинское лесничество, кв. 128-130, 150, 172. В окрестностях п. Урай | Landschaftsnaturdenkmal. Standorte des Soswa-Flusstals mit Ochsenbögen ? |
| 2  | Osero Ossinowskoje (Krugloje) Озеро Осиновское (Круглое) - Ossinowskoje-See                          | 60        | 0,5 km von Filkino entfernt В 0,5 км от с. Филькино | Hydrologisches, botanisches Naturdenkmal. Altarm der Soswa. Wuchssort der sibirischen Iris an der westlichen Grenze des Verbreitungsgebiets in Russland. Bestand von Seerosen und Teichrosen |
| 3  | Osero Uschinskoje (Uschminskoje) Озеро Ушинское (Ушминское) - Uschinskoje-See                        | 50        | Serowski-Wald, Andrianowskoje-Forst, kw. 235, 236. An der Quelle des Flusses Ushma Серовский лесхоз, Андриановское лесничество, кв. 235, 236. В истоке реки Ушма | Hydrologisches Naturdenkmal. Ein kleiner See an der Quelle des Ushma mit malerischen Wäldern entlang der Ufer                                                                                |
| 4  | Teterkinski kedrownik Тетерькинский кедровник                                                        | 388       | Serowski-Wald, Serowskoje-Forst, kw. 137, 138, 149, 150, 151. Am Fluss Teterka, einem rechten Nebenfluss des Kakwa-Flusses Серовский лесхоз, Серовское лесничество, кв. 137, 138, 149, 150, 151. На р. Тетерька, на правом притоке реки Каква                                                                      | Botanisches Naturdenkmal. Typischer Zirbelkiefernwald des nördlichen Transural |
| 5  | Kedrownik na Tankowskom bolote Кедровник на Таньковском болоте - Zirbelkiefernhain im Tankowski-Moor | 384       | Serowski-Wald, Tankowskoje-Forst, kw. 299-302, 328-330. In der Nähe von Krasnojarsk Серовский лесхоз, Таньковское лесничество, кв. 299-302, 328-330. В окрестностях п. Красноярка | Botanisches Naturdenkmal. Hochproduktive Zirbelkiefernkultur |
| 6  | Podgarnitschny kedrownik Подгарничный кедровник                                                      | 410       | Serowski-Wald, Tankowskoje-Forst, kw. 261, 262, 288, 289. In der Nähe der Siedlung Podgarnichni an der Wasserscheide der Flüsse Podgarnichnaja und Slowjanka (Serow) Серовский лесхоз, Таньковское лесничество, кв. 261, 262, 288, 289. В окрестностях п. Подгарничного на водоразделе рек Подгарничной и Словянки | Botanisches Naturdenkmal. Hochproduktive Zirbelkiefernkultur |
| 7  | Priposselkowy kedrownik Припоселковый кедровник - Dorf-Zirbelkiefernhain                             | 20        | Bei Andrianowitschi У ст. Андриановичи | Botanisches Naturdenkmal. Alte Zirbelkiefern |
| 8  | Krasnojarski kedrownik Красноярский кедровник                                                        | 37,5      | Serowski-Wald, Krasnojarskoje-Forst, kw. 26, 29. Südlich der Stadt Serow, nicht weit von der Eisenbahn entfernt Серовский лесхоз, Красноярское лесничество, кв. 26, 29. Южнее г. Серова, недалеко от железной дороги                                                                                               | Botanisches Naturdenkmal. Hochproduktive Zirbelkiefernplantagen im Alter von 200-220 Jahren                                                                                                  |
| 9  | Listwennitschnaja alleja Лиственничная аллея - Lärchenallee                                          | 0,5       | An der Stadtgrenze von Serowa, beim kinoteatra Jubileiny Черта г. Серова, у кинотеатра Юбилейный | Botanisches Naturdenkmal. Alte Kulturen der sibirischen Lärche |
| 10 | Filkinski sosnjak I Филькинский сосняк-I - Filkinskis-Kiefernwald                                    | 28        | Serowski-Wald, Filkinskoje-Forst, kw. 175. Südlich des Dorfes Filkino Серовский лесхоз, Филькинское лесничество, кв. 175. К югу от с. Филькино | Botanisches Naturdenkmal. Hochproduktive Plantagen von Preiselbeerkiefernwäldern |
| 11 | Filkinski sosnjak II Филькинский сосняк - II                                                         | 5,1       | Serowski-Wald, Filkinskoje-Forst, kw. 176, Südlich von Filkino Серовский лесхоз, Филькинское лесничество, кв. 176. К югу от с. Филькино | Botanisches Naturdenkmal. Hochproduktive Plantagen von Preiselbeerkiefernwäldern |
|    | |           | | |

## LandkreisSlobodo-TurinskСлободо-Туринского района
| № | Name | Größe, Ha            | Lage | Kurzbeschreibung |
| - | --- | -------------------- | --- | --- |
|   | |                      | | |
| 1 | Wjasowyje leski po r. Sarapulka Вязовые лески по р. Сарапулка - Ulmenwald entlang des Flusses Sarapulka | Kleinräumiges Gebiet | Slobodo-Turinsk-Wald, Sladkowskoje-Forst. 2 km von Barbaschina (Slobodo-Turinsk) entfernt Слободо-Туринский лесхоз, Сладковское лесничество. В 2 км от д. Барбашина | Botanisches Naturdenkmal. Glatt-Ulmen an der östlichen Grenze des Verbreitungsgebiets in Russland |
| 2 | Derewja wjasa gladkogo Деревья вяза гладкого - Glattulmen                                               | 0,2                  | Slobodo-Turinsk-Wald, Sladkowskoje-Forst, kw. 13, 18. Beim Dorf Barbaschina a, linken Ufer des Dlusses Tura Слободо-Туринский лесхоз, Сладковское лесничество, кв. 13, 18. В д. Барбашина на левом берегу р. Туры                                                           | Botanisches Naturdenkmal. Glatt-Ulmen an der östlichen Grenze des Verbreitungsgebiets in Russland |
| 3 | Ustje reki Nizy Устье реки Ницы - Mündung des Flusses Niza                                              | 200                  | In der Nähe von Ust-Nizinsk Окрестности с. Усть-Ницинское | Hydrologisches Naturdenkmal. Wachstumsort seltener Pflanzenarten (Seerosen, Teichrosen) |
| 4 | Boloto Dikoje-Remnik Болото Дикое-Ремник - Wild-Remnik-Sumpf                                            | 86                   | Slobodo-Turinsk-Wald, Nizinskoje-Forst. Am linken Ufer in den Auen-Terrassen des Flusses Niza. 1 km nordwestlich des Dorfes Nizinsk Слободо-Туринский лесхоз, Ницинское лесничество. На левобережной надпойменной террасе реки Ница. В 1 км на северо-запад от с. Ницинское | Landschaftsnaturdenkmal. Kiefernhochland und Tiefland-Seggenmoor. Ein Beispiel für ein Ryam-Moor |
| 5 | Boloto Timkinski rjam Болото Тимкинский рям - Timkinski Rjam-Moor                                       | 52                   | Slobodo-Turinsk-Wald, Nizinskoje-Forst, kw. 55. 2,5 km westlich des Dorfes Nizinsk, auf dem linken Ufer der Niza Слободо-Туринский лесхоз, Ницинское лесничество, кв. 55. В 2,5 км на запад от с. Ницинское, на левом берегу р. Ница                                        | Botanisches, hydrologisches Naturdenkmal. Kiefern-Sphagnum-Ryam, auf der linken Uferterrasse über den Auen des Flusses Niza. Oligotrophe Moore, einzigartig für die Subzone. Preiselbeeren-Standorte |
|   | |                      | | |

## StadtbezirkSuchoi Log
| № | Name                                                                                   | Größe, Ha | Lage | Kurzbeschreibung |
| - | -------------------------------------------------------------------------------------- | --------- | --- | --- |
|   |                                                                                        |           | | |
| 1 | Skala Diwja gora Скала Дивья гора                                                      | 15        | Suchoiloschsk-Wald. Auf dem linken Ufer des Flusses Pischim, in der Nähe des Belenkowskaja-Hain-Trakts in der Nähe des Dorfes Rudjansk Сухоложский лесхоз. На левом берегу реки Пышмы, вблизи урочища Беленьковская роща у с. Рудянское | Geomorphologisches, botanisches Naturdenkmal. Kalksteinfelsen in origineller Form mit einem Komplex aus Felsflora          |
| 2 | Skala Tschertow stul Скала Чертов стул - Verdammter Stuhl-Felsen                       | 5         | Suchoiloschsk-Wald, Kurjinskoje-Forst, kw. 114. Auf dem Territorium des Kurortes Kuria Сухоложский лесхоз, Курьинское лесничество, кв. 114. Территория курорта Курьи                                                                    | Geomorphologisches, botanisches Naturdenkmal. Kalksteinfelsen mit einem Komplex aus Felsflora                              |
| 3 | Skala Tri sestry Скала Три сестры - Drei-Schwestern-Felsen                             | 5         | Suchoiloschsk-Wald, Kurjinskoje-Forst, kw. 114. Auf dem Territorium des Kurortes Kuria Сухоложский лесхоз, Курьинское лесничество, кв. 114. Территория курорта Курьи                                                                    | Geomorphologisches, botanisches Naturdenkmal. Kalksteinfelsen mit einem Komplex aus Felsflora                              |
| 4 | Skala Professorskaja Скала Профессорская - Professor-Stein                             | 5         | Suchoiloschsk-Wald, Winokurskoje-Forst, kw. 67. In der Nähe des Kindersanatoriums Gljadeny Сухоложский лесхоз, Винокурское лесничество, кв. 67. В окрестностях детского санатория Глядены                                               | Geomorphologisches, botanisches Naturdenkmal. Kalksteinfelsen mit einem Komplex aus Felsflora                              |
| 5 | Sucholoschskaja peschtschera Сухоложская пещера - Sucholoschskaja-Höhle                | 1         | Suchoiloschsk-Wald, Kurjinskoje-Forst, kw. 112. Im Stadtgebiet von Suchoi Log. Am linken Ufer des Pischma Сухоложский лесхоз, Курьинское лесничество, кв. 112. В черте г. Сухой Лог. На левом берегу реки Пышмы                         | Geomorphologisches, archäologisches Naturdenkmal. Eine kleine Höhle mit archäologischen Funden (Stätte eines alten Mannes) |
| 6 | Sosnowy bor Сосновый бор                                                               | 64        | Suchoiloschsk-Wald, Winokurskoje-Forst, kw. 67. In der Nähe des Kindersanatoriums Gljadeny Сухоложский лесхоз, Винокуровское лесничество, кв. 67. В окрестностях детского санатория Глядены                                             | Botanisches Naturdenkmal auf den hohen Terrassen des Pyshma                                                                |
| 7 | Lipowaja alleja Липовая аллея - Lindenallee                                            | 2         | Sucholoschsk-Wald, Kurjinskoje-Forst, kw. 114 Сухоложский лесхоз, Курьинское лесничество, кв. 114 | Botanisches Naturdenkmal. Malerische Allee                                                                                 |
| 8 | Boloto Galjanskoje Болото Гальянское - Galjanskoje-Sumpf                               | 309       | 2,5 km südwestlich von Altynai. Im Umfeld des Osera Galjan (Galjan-See) В 2,5 км юго-западнее р.п. Алтынай. Вокруг озера Гальян | Botanisches, hydrologisches Naturdenkmal. Tiefland, Hochland, Waldsteppe, Baumseggesumpf. Wasserschutzzone des Galjan-Sees |
| 9 | Boloto Kamensko-Altynaiskoje Болото Каменско-Алтынайское - Kamensko-Altynaiskoje-Sumpf | 822       | Sucholoschsk-Wald, Altynaiskoje-Forst, kw. 102, 104-106, Winokurskoje-Forst, kw. 8, 17. Сухоложский лесхоз, Алтынайское лесничество, кв. 102, 104-106, Винокуровское лесничество, кв. 8, 17. В 2 км на запад от р.п. Алтынай            | Landschaftsnaturdenkmal. Tiefland, Seggensumpf um den See. Altynai. Quelle von 3 Flüssen, Seewasserregler                  |
|   |                                                                                        |           | | |

## LandkreisSyssertСысертского района
| №  | Name | Größe, Ha | Lage | Kurzbeschreibung |
| -- | --- | --------- | --- | --- |
|    | |           | | |
| 1  | Asbest-kamen Асбест-камень | 91,7      | Syssertsk-Wald, Syssertskoje-Forst. kw. 308 Сысертский лесхоз, Сысертское лесничество, кв. 308 | Geomorphologisches, hydrologisches Naturdenkmal. Aufgelassene, wassergefüllte Mine |
| 2  | Kamen Siwko-Burko Камень Сивко-Бурко                                                                                                   | 15,99     | Syssertsk-Wald, Syssertskoje-Forst. kw. 51 Сысертский лесхоз, Сысертское лесничество, кв. 51 | Geomorphologisches, botanisches und historisch-revolutionäres Naturdenkmal. Niedrige Marmorblöcke. Ort der Untergrund-Versammlungen und geheimen Versammlungen von Arbeitern in Syssert                                                                                          |
| 3  | Kamen Markow s okruschajuschtschimi lessami Камень Марков с окружающими лесами - Markow-Stein mit umliegenden Wäldern                  | 277       | Syssertsk-Wald, Syssertskoje-Forst. kw. 319, 325 Сысертский лесхоз, Сысертское лесничество, кв. 319, 325 | Geomorphologisches, archäologisches und historisch-literarisches Naturdenkmal. Gipfel des Kaslinsko-Syssert-Kammes. Granitfelsen mit matratzenartigen Aggregaten mit einem Komplex seltener Pflanzen. Stätte eines alten Mannes. Beschrieben in den Erzählungen von P.P. Baschow |
| 4  | Kamen Sokoliny (Syssert) Камень Соколиный - Falkenstein                                                                                | 202,2     | Syssertsk-Wald, Nikolskoje-Forst, kw. 3, 4, 12, 13, 22, 23. Am Rande des Okunkulkowski-Moores, südwestlich des Osero Bagarjak (See) Сысертский лесхоз, Никольское лесничество, кв. 3, 4, 12, 13, 22, 23. На краю Окункульковского болота, юго-западнее озера Багаряк                                                                                         | Geomorphologisches, botanisches Naturdenkmal. Felsen über 20 m Höhe aus Gneis |
| 5  | Wessely uwal Веселый увал | 520       | Syssertsk-Wald, Werch-Syssertskoje-Forst, kw. 20, 21, 29, 30, 37, 38, 45, 46 Сысертский лесхоз, Верх-Сысертское лесничество, кв. 20, 21, 29, 30, 37, 38, 45, 46 | Landschaftsnaturdenkmal. Signifikant verwittertes Gebirge, 430 m hoch, mit vielen Granitfelsen. Komplex seltener Pflanzen |
| 6  | Skaly na reke Isset Скалы на реке Исеть - Felsen am Isset                                                                              | 3         | Syssertsk-Wald, Dwuretschenskoje-Forst, kw. 37. Beim Dorf Dwuretschensk Сысертский лесхоз, Двуреченское лесничество, кв. 37. У пос. Двуреченск | Geomorphologisches, botanisches Naturdenkmal. Niedrige Klippen am linken Ufer der Isset mit Steppenvegetation |
| 7  | Skaly na prawom beregu reki Syssert Скалы на правом берегу реки Сысерть - Felsen am rechten Ufer des Syssert                           | 2         | Syssertsk-Wald, Kaschinskoje-Forst, kw. 9. In der Nähe des Dorfes Tscherdanzewo Сысертский лесхоз, Кашинское лесничество, кв. 9. В окрестностях с. Черданцево | Geomorphologisches, botanisches Naturdenkmal. Felsen mit Steppenvegetation |
| 8  | Chromowy rudnik Хромовый рудник - Chromowy-Mine                                                                                        | 2         | Syssertsk-Wald, Borodulinskoje-Forst, kw. 6. In der Nähe des Dorfes Schaidurowo Сысертский лесхоз, Бородулинское лесничество, кв. 6. Около д. Шайдурово | Geologisches Naturdenkmal. Aufgelassene Mine |
| 9  | Abramowski rasres Абрамовский разрез - Abramowski-Steinbruch                                                                           | 50        | Syssertsk-Wald, Schtschelkunskoje-Forst. kw. 19. In der Nähe von Abramowsk Сысертский лесхоз, Щелкунское лесничество, кв. 19. В окрестностях с. Абрамовского | Geologisches, hydrologisches Naturdenkmal. Alter gefluteter tiefer Steinbruch |
| 10 | Osero Talkow Kamen s okruschajuschtschimi lessami Озеро Тальков Камень с окружающими лесами - Talkow-See-Stein mit umliegenden Wäldern | 89,4      | Syssertsk-Wald, Syssertskoje-Forst, kw. 66, 75 Сысертский лесхоз, Сысертское лесничество, кв. 66, 75 | Hydrologisches, botanisches, historisches und revolutionäres Naturdenkmal. Alte geflutete Talk-Mine in den Ausläufern des Tschernowski-Uval. Komplex seltener Pflanzen |
| 11 | Syssertski sosnowy bor Сысертский сосновый бор                                                                                         | 97        | Syssertsk-Wald, Syssertskoje-Forst, kw. 80. Am Stadtrand von Syssert, südlicher Rand des Tscheljabinsker Trakts Сысертский лесхоз, Сысертское лесничество, кв. 80. Черта г. Сысерти, южная окраина у Челябинского тракта | Botanisches Naturdenkmal. Hochleistungskiefern-Bestände |
| 12 | Syssertski dub Сысертский дуб - Eiche von Syssert                                                                                      | 0,01      | Stadtrand von Syssert, in einem Garten Черта города Сысерти, в пер. Садовый | Botanisches Naturdenkmal. Eine mächtige jahrhundertealte Eiche außerhalb ihres Verbreitungsgebietes. 1860 gepflanzt |
| 13 | Boloto Tschistoje Болото Чистое - Sauberer Sumpf                                                                                       | 229       | Syssertsk-Wald, Schtschelkunskoje-Forst, kw. 80, 86, 87. Am Westufer des Sees Bagarjak, 0,5 km nordwestlich des Dorfes Kosmakowa Сысертский лесхоз, Щелкунское лесничество, кв. 80, 86, 87. На западном склоне к оз. Багаряк, в 0,5 км на северо-запад от д. Космаковой                                                                                      | Botanisches, zoologisches Naturdenkmal. Tief liegender Seggensumpf. Kalbplatz für Rehe |
| 14 | Boloto Bagarjak Болото Багаряк - Bagarjak-Sumpf                                                                                        | 139       | 61,8 ha. Syssertsk-Wald, Schtschelkunskoje-Forst, kw. 67. 77,2 ha. Schtschelkunskaja administrazija, Kreis Syssert. Am Nordufer des Sees Bagarjak beim Dorf Kosmakova Площадь – 61,8 га. Сысертский лесхоз, Щелкунское лесничество, кв. 67. Площадь – 77,2 га. Щелкунская администрация, Сысертский район. На северном склоне к оз. Багаряк от д. Космаковой | Hydrologisches, zoologisches Naturdenkmal. Tief liegendes Seggen-Schilf-Moor. Lebensraum für Kraniche |
| 15 | Boloto Lesginskoje Болото Лезгинское                                                                                                   | 470       | Quelle des Flusses Lesga, in der Nähe des Dorfes Kosmakowa В истоке р. Лезга, у д. Космаковой | Landschaftsnaturdenkmal. Tief liegendes Seggen-Schilf-Moor. Quelle des Flusses Lesga |
|    | |           | | |

## LandkreisTabory (Swerdlowsk, Taborinski)
| № | Name | Größe, Ha | Lage | Kurzbeschreibung                                                                       |
| - | --- | --------- | --- | -------------------------------------------------------------------------------------- |
|   | |           | |                                                                                        |
| 1 | Wjasowyje leski i odinotschnyje derewja wjasa gladkogo Вязовые лески и одиночные деревья вяза гладкого - Ulmenreihen und einzelne Ulmen | 80,4      | Taborinsk-Wald, Tscheschskoje-Forst, kw. 210, 211 Таборинский лесхоз, Чешское лесничество, кв. 210, 211 | Botanisches Naturdenkmal. Nordöstliche Grenze des Vorkommens der Glattulme in Russland |
|   | |           | |                                                                                        |

## LandkreisTawdinskТавдинского района
| № | Name                                                | Größe, Ha | Lage | Kurzbeschreibung                                                                 |
| - | --------------------------------------------------- | --------- | --- | -------------------------------------------------------------------------------- |
|   |                                                     |           | |                                                                                  |
| 1 | Boloto Sorotschje Болото Сорочье - Sorotschje-Sumpf | 529       | Tawdinsk-Wald, Tawdinskoje-Forst, kw. 112, 118, 119, Stadtwald, kw. 107, 133 Тавдинский лесхоз, Тавдинское лесничество, кв. 112, 118, 119, Городское лесничество, кв. 107, 133 | Landschaftsnaturdenkmal. Hohe Wasserscheide, Kiefern-Sphagnum-Moor. Flussquellen |
|   |                                                     |           | |                                                                                  |

## LandkreisTalizkТалицкого района
| №  | Name | Größe, Ha | Lage | Kurzbeschreibung |
| -- | --- | --------- | --- | --- |
|    | |           | | |
| 1  | Nikolajewski bor Николаевский бор                                                                                                  | 83        | Talizk-Wald, Troizkoje-Forst, kw. 102 Талицкий лесхоз, Троицкое лесничество, кв. 102 | Botanisches Naturdenkmal, einer der nördlichsten Teile der Waldsteppenwälder                                                                          |
| 2  | Bor-selenomoschnik Бор-зеленомошник                                                                                                | 22,9      | Nationalpark Pripyschminskije Bory, Talizkoje-Forst, kw. 35 Национальный парк «Припышминские боры», Талицкое лесничество, кв. 35                                                                                            | Botanisches Naturdenkmal. Hochproduktive Kiefernplantagen. Pripyschminski-Kiefernwald                                                                 |
| 3  | Obraszowyje kultury listwennizy sibirskoi Образцовые культуры лиственницы сибирской -Beispielhafte Kulturen der Sibirischen Lärche | 3,8       | Nationalpark Pripyschminskije Bory, Ugrinskoje-Forst, kw. 24 Национальный парк «Припышминские боры», Угринское лесничество, кв. 24                                                                                          | Botanisches Naturdenkmal. Forstwirtschaftliche Versuchsfläche aus dem Jahr 1901                                                                       |
| 4  | Obraszowyje kultury eli sibirskoi Образцовые культуры ели сибирской - Beispielhafte Kulturen der Sibirischen Fichte                | 13,7      | Nationalpark Pripyschminskije Bory, Mochirewskoje-Forst, kw. 34 Национальный парк «Припышминские боры», Мохиревское лесничество, кв. 34                                                                                     | Botanisches Naturdenkmal. Forstwirtschaftliche Versuchsfläche aus dem Jahr 1903                                                                       |
| 5  | Starinnyje obraszowyje kultury eli Старинные образцовые культуры ели - Alte Modellfichtenkulturen                                  | 5,7       | Nationalpark Pripyschminskije Bory, Mochirewskoje-Forst, kw. 48 Национальный парк «Припышминские боры», Мохиревское лесничество, кв. 48                                                                                     | Botanisches Naturdenkmal. Forstwirtschaftliche Versuchsfläche aus dem Jahr 1913                                                                       |
| 6  | Urginski prud s okruschajuschtschimi lessami Ургинский пруд с окружающими лесами - Urginski-Teich mit umliegenden Wäldern          | 93        | In der Nähe der Stadt Taliza Окрестности города Талицы | Hydrologisches Naturdenkmal. Kleines Gewässer |
| 7  | Urotschischtsche Solonzy Урочище Солонцы                                                                                           | 124       | 3 km südwestlich von Gomsikowa В 3 км на юго-запад от д. Гомзикова | Botanisches Naturdenkmal. Teil der Waldsteppe an der Nordgrenze im Transural auf typischen Salzlecken                                                 |
| 8  | Boloto Medweschi Rjam Болото Медвежий Рям - Medweschi (Bären)-Rjam-Sumpf                                                           | 46,9      | Taliza-Wald, Borowskoje-Forst, kw. 12, Zwischen dem Fluss Beljakowka und Retina, 2 km nördlich von Borowsk Талицкий лесхоз, Боровское лесничество, кв. 12. Между р. Беляковка и р. Ретина, в 2 км на север от п. Боровского | Botanisches Naturdenkmal. Oligotrophes Kiefern-Sphagnum-Ryam-Moor. Preiselbeeren-Standort                                                             |
| 9  | Boloto Kungurskoje Болото Кунгурское - Kungurskoje-Sumpf                                                                           | 178,1     | Taliza-Wald, Pyschminskoje-Forst, kw. 68-70. Bei den Quellen des Flusses Kungurka Талицкий лесхоз, Пышминское лесничество, кв. 67-70. В истоке р. Кунгурка                                                                  | Botanisches, hydrologisches Naturdenkmal. Seggenschilfsumpf. Flussquellen. Lebensraum für Kraniche                                                    |
| 10 | Boloto Sawwatejewski Rjam Болото Савватеевский Рям - Sawwatejewski Rjam-Sumpf                                                      | 22        | 1,5 km südöstlich von Gorkino В 1,5 км на юго-восток от с. Горкино | Botanisches Naturdenkmal. Oligotrophe Kiefer-Sphagnum-Moor, südliche Grenze des Verbreitungsgebiets von borealen Pflanzen, Preiselbeeren, Moltebeeren |
| 11 | Boloto Suchowski Rjam Болото Суховский Рям - Suchowski Rjam-Sumpf                                                                  | 20        | 51 km südwestlich von Talizk В 51 км на юго-запад от г. Талицы | Botanisches Naturdenkmal. Oligotrophe Kiefer-Sphagnum-Moor, südliche Grenze des borealen Gürtels                                                      |
| 12 | Boloto Tschubarowski Rjam Болото Чубаровский Рям - Tschubarowski Rjam-Sumpf                                                        | 494       | 54 km südlich von Talizk В 54 км на юг от г. Талица | Botanisches Naturdenkmal. Oligotrophe Kiefer-Sphagnum-Moor, südliche Grenze des borealen Gürtels                                                      |
|    | |           | | |

## LandkreisTugulymskТугулымского района
| № | Name | Größe, Ha | Lage | Kurzbeschreibung |
| - | --- | --------- | --- | --- |
|   | |           | | |
| 1 | Ostrowa: Awraamow, Sosnowyj, Pustynnyj, Pichtowy Острова: Авраамов, Сосновый, Пустынный, Пихтовый                                | 174,4     | Nationalpark Pripyschminskije Bory, Troschkowskoje-2-Forst, kw. 39, 40, 61, 62, 63, 65, 66, 92, 93 Национальный парк «Припышминские боры», Трошковское-2 лесничество, кв. 39, 40, 61, 62, 63, 65, 66, 92, 93 | Botanisches Naturdenkmal. Gebiete mit Urwäldern mit Koniferen-Beständen (Sibirische Zirbe an der südlichen Grenze ihres Verbreitungsgebiets im Transural) |
| 2 | Laguschinski bor Лагушинский бор                                                                                                 | 39        | Tugulymsk-Wald, Jertarskoje-Forst, kw. 87. In der Nähe von Jertarsk Тугулымский лесхоз, Ертарское лесничество, кв. 87. В окрестностях р.п. Ертарский                                                         | Botanisches Naturdenkmal. Hochproduktive Kiefernplantagen. Wirtschaftsstandard                                                                            |
| 3 | Utschastki sosnowych borow s wereskom obyknowennym Участки сосновых боров с вереском обыкновенным - Kiefernwälder mit Heidekraut | 186       | Nationalpark Pripyschminskije Bory, Troschkowskoje-1-Forst, kw. 73, 79, 80 Национальный парк «Припышминские боры», Трошковское – 1 лесничество, кв. 73, 79, 80                                               | Ботанический памятник природы. Местонахождение вереска обыкновенного в отрыве от своего основного ареала в Восточной Европе                               |
| 4 | Osero Gurinskoje s okruschajuschtschimi lessami Озеро Гуринское с окружающими лесами - Gurinskoje-See und umliegende Wälder      | 77        | Nationalpark Pripyschminskije Bory, Troschkowskoje-2-Forst, kw. 31, 51, 49, 50 Национальный парк «Припышминские боры», Трошковское – 2 лесничество, кв. 31, 51, 49, 50                                       | Hydrologisches und botanisches Naturdenkmal. Ein malerischer See mit hohen Sandstränden, umgeben von einem reinen Kiefernwald                             |
| 5 | Wetlatschichinski prud Ветлачихинский пруд - Wetlatschichinski-Teich                                                             | 227       | Tugulymsk-Wald, Jertarskoje-Forst, kw. 231, 227 Тугулымский лесхоз, Ертарское лесничество, кв. 231, 227 | Hydrologisches und historisches Naturdenkmal |
|   | |           | | |

## LandkreisTurinskТуринского района
| № | Name | Größe, Ha   | Lage | Kurzbeschreibung                                                                                                |
| - | --- | ----------- | --- | --- |
|   | |             | | |
| 1 | Neschdanowski kedrownik Неждановский кедровник | 7,3         | Turinsk-Wald, Turinskoje-Forst, kw. 4 Туринский лесхоз, Туринское лесничество, кв. 4                                                                                              | Botanisches Naturdenkmal. Alter Zirbelkiefernwald des Dorfes                                                    |
| 2 | Schufrukski kedrownik Шуфрукский кедровник | 65          | Turinsk-Wald, Korkinskoje-Forst, kw. 17. In der Nähe von Schufruk Туринский лесхоз, Коркинское лесничество, кв. 17. В окрестностях пос. Шуфрук                                    | Botanisches Naturdenkmal. Alter Zirbelkiefernwald des Dorfes                                                    |
| 3 | Urwanowski kedrownik Урвановский кедровник | 15          | Turinsk-Wald, Korkinskoje-Forst, kw. 3, 5 Туринский лесхоз, Коркинское лесничество, кв. 3, 5                                                                                      | Botanisches Naturdenkmal. Alter Zirbelkiefernwald des Dorfes                                                    |
| 4 | Gorodischtschenski kedrownik Городищенский кедровник | 21,1        | Turinsk-Wald, Korkinskoje-Forst, kw. 45, 49 Туринский лесхоз, Коркинское лесничество, кв.45, 49                                                                                   | Botanisches Naturdenkmal. Alter Zirbelkiefernwald des Dorfes                                                    |
| 5 | Wjasowyje leski i odinotschnyje derewja wjasa gladkogo w poime reki Tura Вязовые лески и одиночные деревья вяза гладкого в пойме реки Тура - Ulmenreihen und einzelne Ulmen in der Tura-Aue | Einzelbäume | Turinsk-Wald, Lenskoje-Forst, kw. 53-55. In der Nähe der Flüsse Turusbajewka und Wagyschewka Туринский лесхоз, Ленское лесничество, кв. 53-55. Вблизи рек Турузбаевка и Вагышевка | Botanisches Naturdenkmal. Die äußerste nordöstliche Grenze des Verbreitungsgebiets der Glatten Ulme in Russland |
| 6 | Leontjewski priposselkowy kedrownik Леонтьевский припоселковый кедровник - Zirbelkiefernhain beim Dorf Leontjewsk                                                                           | 0,5         | In der Nähe von Leontjewsk В окрестностях с. Леонтьевское | Botanisches Naturdenkmal. Alter Zirbelkiefernwald des Dorfes                                                    |
| 7 | Lebedewski elnik Лебедевский ельник - Lebedewski-Fichtenwald | 157         | Turinsk-Wald, Lenskoje-Forst, kw. 2 Туринский лесхоз, Ленское лесничество, кв. 2                                                                                                  | Landschaftsnaturdenkmal. Waldfläche von ästhetischem, ökologischem und gesundheitsförderndem Wert               |
| 8 | Wodoistotschnik s okruschajuschtschimi lessami Водоисточник с окружающими лесами - Quelle mit umliegenden Wäldern                                                                           | 523         | Turinsk-Wald, Scharyginskoje-Forst, kw. 140-143 Туринский лесхоз, Шарыгинское лесничество, кв. 140-143                                                                            | Hydrologisches, botanisches Naturdenkmal. Heilquelle. Standort geschützter Pflanzenarten                        |
|   | |             | | |

## LandkreisSchalinskШалинского района
| №  | Name | Größe, Ha | Lage | Kurzbeschreibung |
| -- | --- | --------- | --- | --- |
|    | |           | | |
| 1  | Gora Sabik s pokrywajuschtschimi eje lessami Гора Сабик с покрывающими ее лесами - Berg Sabik mit den zugehörigen Wäldern | 200       | Schalinski-Wald, Staroutkinskoje-Forst, kw. 109, 110, 124, 125, 137. 5 km von Staroutkinsk entfernt Шалинский лесхоз, Староуткинское лесничество, кв. 109, 110, 124, 125, 137. В 5 км от поселка Староуткинск                                                | Landschaftsnaturdenkmal. Einer der höchsten Gipfel am Westhang des Mittleren Urals. Interessante Aufschlüsse. Dunkle Nadelwälder                                                                                         |
| 2  | Kamen Winokurenny Камень Винокуренный - Brennerei-Stein | 100       | Schalinski-Wald, Staroutkinskoje-Forst, kw. 16. Am linken Ufer der Tschussowaja Шалинский лесхоз, Староуткинское лесничество, кв. 16. На левом берегу реки Чусовой                                                                                           | Geomorphologisches, botanisches Naturdenkmal. Felsen bis 45 m Höhe, 400 m lang. Komplex von Felsflora |
| 3  | Kamen Bogatyr Камень Богатырь | 25        | Schalinski-Wald, Staroutkinskiy-Sowchose. Am nordöstlichen Rand des Gebirgszuges von Staroutkinsk am linken Ufer des Flusses Tschussowaja Шалинский лесхоз, Староуткинский совхоз. На северо-восточной окраине р.п. Староуткинска на левом берегу р. Чусовой | Geomorphologisches, botanisches, historisches und literarisches Naturdenkmal. Hoher Kalkstein mit einem Komplex aus Felsflora                                                                                            |
| 4  | Kamen Braschny Камень Бражный | 20        | Schalinski-Wald, Staroutkinskiy-Forst, kw. 122. In der Nähe von Staroutkinsk am rechten Ufer der Tschussowaja Шалинский лесхоз, Староуткинское лесничество, кв. 122. В окрестностях р.п. Староуткинска на правом берегу р. Чусовой                           | Geomorphologisches, botanisches Naturdenkmal. Kalksteinfelsen, teils mit Wald bewachsen. Felsflora-Komplex |
| 5  | Kamen Wissjatschi Камень Висячий - Hängender Stein | 20        | Schalinski-Wald, Staroutkinskiy-Forst, kw. 122. In der Nähe von Staroutkinsk, am rechten Ufer der Tschussowaja Шалинский лесхоз, Староуткинское лесничество, кв. 122. В окрестностях р.п. Староуткинск на правом берегу р. Чусовой                           | Geomorphologisches, botanisches Naturdenkmal. Kalksteinfelsen oberhalb des Flusses. Felsflora-Komplex |
| 6  | Kamen Dyrowaty (Schalinsk) Камень Дыроватый - Lochstein | 25        | Schalinski-Wald, Staroutkinskiy-Forst, kw. 122. In der Nähe von Staroutkinsk am linken Ufer der Tschussowaja Шалинский лесхоз, Староуткинское лесничество, кв. 122. В окрестностях р.п. Староуткинск на левом берегу р. Чусовой                              | Geomorphologisches, botanisches Naturdenkmal. Ein Felsen von origineller Form mit Zellen aus Karst. Felsflora-Komplex |
| 7  | Kamen Sokol (Schalinsk) Камень Сокол - Falkenstein | 10        | Schalinski-Wald, Staroutkinskiy-Forst, kw. 19. Am linken Ufer der Tschussowaja Шалинский лесхоз, Староуткинское лесничество, кв. 19. На левом берегу р. Чусовой                                                                                              | Geomorphologisches, botanisches Naturdenkmal. Kalksteinfelsen 25 m hoch über dem Fluss. Felsflora-Komplex |
| 8  | Kamen Balaban Камень Балабан | 25        | Schalinski-Wald, Staroutkinskiy-Forst, kw. 122. In der Nähe von Staroutkinsk Шалинский лесхоз, Староуткинское лесничество, кв. 122. В окрестностях р.п. Староуткинска на правом берегу р. Чусовой                                                            | Geomorphologisches, botanisches Naturdenkmal. Kalksteinfelsen mit 40 m Höhe. Steinkämpfer (Камень-боец). Felsflora-Komplex                                                                                               |
| 9  | Kamen Bojarin Камень Боярин | 5         | Schalinski-Wald, Staroutkinskiy-Forst, kw. 136 Шалинский лесхоз, Староуткинское лесничество, кв. 136 | Geomorphologisches Naturdenkmal. Kalksteinfelsen von origineller Form mit einer großen Nische. Felsflora-Komplex |
| 10 | Kamen Schilo Камень Шило | 30        | Schalinski-Wald, Staroutkinskiy-Sowchose. Am linken Ufer der Tschussowaja Шалинский лесхоз, Староуткинский совхоз. На левом берегу р. Чусовой | Geomorphologisches Naturdenkmal. Kalksteinfelsen, glatte Wand über dem Wasser. Felsflora-Komplex |
| 11 | Kamen Mossin Камень Мосин | 30        | Schalinski-Wald, Staroutkinskiy-Forst, kw. 33. Am rechten Ufer der Tschussowaja Шалинский лесхоз, Староуткинское лесничество, кв. 33. На правом берегу р. Чусовой                                                                                            | Geomorphologisches, botanisches Naturdenkmal. Majestätischer (bis zu 60 m hoher) Steinkämpfer (камень-боец). Felsflora-Komplex                                                                                           |
| 12 | Kamen Gardym Камень Гардым | 5         | Schalinski-Wald, Staroutkinskiy-Forst, kw. 40. Am linken Ufer der Tschussowaja Шалинский лесхоз, Староуткинское лесничество, кв. 40. На левом берегу р. Чусовой                                                                                              | Geomorphologisches, botanisches Naturdenkmal. Malerische Kalksteinfelsen. Felsflora-Komplex |
| 13 | Kamen Schaitan (Schalinsk) Камень Шайтан | 20        | Am rechten Ufer der Tschussowaja, beim Ort Tschussowo Шалинский лесхоз. На левом берегу р. Чусовой, в селе Чусовое | Geomorphologisches, botanisches Naturdenkmal. Malerische Kalksteinfelsen. Ort der religiösen Riten der alten Mansen |
| 14 | Kamen Mogilny Камень Могильный - Grab-Stein | 20        | Am rechten Ufer der Tschussowaja, beim Ort Tschussowo На правом берегу р. Чусовой, в селе Чусовое | Geomorphologisches, botanisches Naturdenkmal. Hoher Kalksteinfelsen. Felsflora-Komplex |
| 15 | Kamen Peschtscherny Камень Пещерный | 10        | Am rechten Ufer der Tschussowaja, beim Ort Martjanowo На правом берегу р. Чусовой, в окрестностях д. Мартьяново | Geomorphologisches, botanisches Naturdenkmal. Hoher Kalksteinfelsen. Felsflora-Komplex |
| 16 | Kamen Wolegow (Grebni) Камень Волегов (Гребни) | 25        | Schalinski-Wald, Am rechten Ufer der Tschussowaja Шалинский лесхоз. На правом берегу р. Чусовой | Geomorphologisches, botanisches Naturdenkmal. Zwei majestätische Kalksteinfelsen, in Schichten gefaltet, bis zu 40 m hoch. Felsflora-Komplex                                                                             |
| 17 | Kamen Igla Камень Игла - Nadel-Stein | 5         | Schalinski-Wald, Am linken Ufer der Tschussowaja Шалинский лесхоз. На левом берегу р. Чусовой | Geomorphologisches Naturdenkmal. Kalksteinfelsen von origineller Form. Felsflora-Komplex |
| 18 | Kamen Wyssoki Камень Высокий - Hoher Stein | 20        | Schalinski-Wald, Na prawom beregu r. Tschussowoi w 11 km ot p. Ilim Шалинский лесхоз. На правом берегу р. Чусовой в 11 км от п. Илим | Geomorphologisches, botanisches Naturdenkmal. Hoher (bis zu 50 m), malerischer Kalksteinfelsen mit einem ausgeprägter Felsflora                                                                                          |
| 19 | Kamen Lebjaschi Камень Лебяжий - Schwanenstein | 20        | Schalinski-Wald, Am rechten Ufer der Tschussowaja in der Nähe des Ortes Kurja Шалинский лесхоз. На правом берегу р. Чусовой в окрестностях п. Курья | Geomorphologisches, botanisches, historisches und literaturhistorisches Naturdenkmal. Felsformation in Form einer flachen Mauer mit ausgeprägter Felsflora. Motiv in der Literatur.                                      |
| 20 | Kamen Ilimski Камень Илимский | 20        | Schalinski-Wald, Am linken Ufer der Tschussowaja in der Nähe des Ortes Ilim Шалинский лесхоз. На левом берегу р. Чусовой в окрестностях п. Илим | Geomorphologisches, botanisches Naturdenkmal; Malerischer Felsen in Form einer gebrochenen Mauer mit ausgeprägter Felsflora.                                                                                             |
| 21 | Martjanowskaja islutschina (Tschussowskaja petlja s kamnjami: Palatka, Gluchoi, Maly Wladytschnyj, Bolschoi Wladytschnyj, Baba-Jaga, Perewolotschny) Мартьяновская излучина (Чусовская петля с камнями: Палатка, Глухой, Малый Владычный, Большой Владычный, Баба-Яга, Переволочный) - Martjanowskaja-Flussschleife der Tschussowaja mit den Felsen Palatka, Gluchoi, Maly Wladytschnyj, Bolschoi Wladytschnyj, Baba-Jaga, Perewolotschny | 350       | Schalinski-Wald, KSP Nowaja schisn. In der Nähe des Ortes Martjanowo, im Tal der Tschussowaja bei der Mündung der Kamenka Шалинский лесхоз, КСП Новая жизнь. В окрестностях д. Мартьяново, в долине р. Чусовой и устье р. Каменка                            | Landschaftliches und historisches Naturdenkmal. Große Flussschleife (5 km) des Chusovaya-Flusses mit malerischen Felsen im Tal. Fossilien-Fundort. Felsflora-Komplex. Alter Treidelpfad für Lastkähne über die Landenge. |